# 박근혜 정부
박근혜 정부(朴槿惠政府, 2013년~2017년)는 대한민국 제6공화국의 여섯 번째 정부이다. 2012년 12월 19일에 실시된 제18대 대통령 선거에서 당선되어 2013년 2월 25일 대한민국의 제18대 대통령으로 취임한 박근혜를 수반으로 한다.
정부 출범 이전부터 각종 정책에 박근혜 대통령의 비선실세인 최서원이 개입하였다는 의혹이 불거졌고, 2016년 박근혜-최순실 게이트가 비화되면서 박근혜 대통령 탄핵 등의 정부 붕괴로 이어졌다.

## 국정의 원리, 목표, 과제

### 철학
시대적 소명으로 지금까지의 국가중심 발전모델에서 벗어난, 국민행복과 국가발전의 선 순환을 지향한다.
- 행복한 국민
  - 창조경제를 통해 고용을 창출하고 국민들의 장래에 대한 불안감을 해소하며 공정한 시장경제질서를 확립
  - 경제·사회적 불평등을 보정하면서도 제도적 건강성 유지
  - 신뢰 공동체 속의 안락한 삶을 보장
  - 국민을 중심에 둔 통합형·소통형 정부운영
- 행복한 한반도
  - 튼튼한 국방력과 국제협력을 바탕으로 대한민국의 주권과 안전을 확실히 확보
  - 한반도 신뢰 프로세스를 통해 행복한 통일을 지향
  - 전통우방, 주변국 등과의 상생외교 및 외교 지평 확대
- 신뢰받는 모범국가
  - 경제·복지·사회통합·정신문화 등 모든 부문에서 세계의 모범이 될 수 있는 성숙한 국가로 발전하고, 환경·ODA 등 ‘지구촌 행복 시대’의 중추적 역할 담당

국정운영 기조로 지속가능한 발전과 사회대통합을 위해 국가발전 패러다임의 전환을 제시했다. 국정중심을 국가에서 국민 개개인에게 맞추고, 경제성장 모델을 기존의 선진국 추격형에서 세계시장 선도형으로, 생산성 중심 질적 성장을 목표로 한다. 내수·서비스업·중소기업 균형성장과 원칙이 바로 선 자본주의를 목표로 한다. 성장과 복지의 순환관계를 인식하고 사회적 자본 중시하며 안전을 우선한다. 정부운영방식 역시 민관협치·소통, 정책평가 중심, 부처 간 협력을 추구한다.

### 목표
박근혜 정부는 '국민 행복, 희망의 새 시대'라는 국정 비전을 제시하였다. 추진 기반으로 '신뢰받는 정부'를 명시했다.
- 일자리 중심의 창조경제
- 맞춤형 고용ㆍ복지
- 창의교육과 문화가 있는 삶
- 안전과 통합의 사회
- 행복한 통일시대의 기반구축

정부 출범 이후, 국무회의를 통해 4대 국정기조로 재편하였다. 국민행복과 국가발전이 선순환하는 새로운 패러다임의 시대로 명명하면서, 기존과 마찬가지로 '신뢰받는 정부'를 추진기반으로 명시했다.
- 경제부흥
- 국민행복
- 문화융성
- 평화통일 기반 구축

### 추진 전략 및 과제
5가지의 목표와 추진 기반에 대한 추진 전략을 수립했었다. 국정 목표와 마찬가지로, 정부 출범 이후 5대 국정목표, 21대 추진전략에서 4대 국정기조 14대 추진전략으로 재편되었다. 또, 4대 국정기조와 추진 기반에 대해 추진 전략에 따라 세부적으로 140개의 과제를 설정하였다. 과제를 재편하면서 '경제민주화'라는 용어가 부활하고, 일부 과제가 통합되거나 새롭게 포함되는 등의 변화가 있었다.
- 경제부흥 (3대 전략 및 42개 과제)
  - 창조경제
    - 창조경제 생태계 (3)
    - 벤처중소기업 (3)
    - 신산업신시장개척 (8)
    - 창의 인재 (1)
    - 과학기술ICT (5)

  - 경제민주화
    - 원칙이 바로 선 시장경제 (6)

  - 민생경제
    - 서민생활 안정 (8)
    - 안정적 경제운영 (8)
- 국민행복 (4대 전략 및 64개 과제)
  - 맞춤형 고용ㆍ복지
    - 생애주기별 맞춤형 복지 (10)
    - 자립지원 복지 체계 (9)
    - 저출산 극복 여성활동 (4)

  - 창의교육
    - 꿈과 끼 교육 (4)
    - 전문인재 및 평생학습 (3)
    - 스펙초월 (1)

  - 국민안전
    - 범죄로부터 안전 (9)
    - 재난재해 예방,관리 (6)
    - 쾌적·지속 가능한 환경 (8)

  - 사회통합
    - 통합과 화합 (5)
    - 지역균형발전, 지방분권 (5)
- 문화융성 (3대 전략 및 10개 과제)
  - 모두가 누리는 문화 (문화참여확대)
    - 문화재정 2%, 문화기본법 (1)
    - 문화참여기회, 문화격차해소 (1)
    - 문화다양성 증진 (1)
    - 생활문화공간 조성 (1)

  - 문화ㆍ예술 진흥
    - 예술인 지원 (1)
    - 문화유산 보존 강화 (1)
    - 인문·정신문화의 진흥 (1)

  - 문화와 산업의 융합
    - 콘텐츠 산업 육성 (1)
    - 고부가 관광 실현 (1)
    - 스포츠 활성화 (1)
- 평화통일 기반 구축 (3대 전략 및 17개 과제)
  - 튼튼한 안보
    - 튼튼한 안보, 지속가능한 평화 (7)

  - 한반도 신뢰 프로세스
    - 행복한 통일로 가는 새로운 한반도 (3)

  - 신뢰외교
    - 국민과 함께하는 신뢰외교 (7)
- 추진기반 (1대 전략 및 7개 과제)
  - 신뢰받는 정부
    - 정부 3.0 (1)
    - 깨끗·유능한 정부 (6)

## 내각 구성원 명단
- 박근혜 정부 하에서 임명된 사람만 나열함.
- 기울임 글씨 : (직무대행)

| 직책                                                                       | 성명   | 임기                                                        |
| -------------------------------------------------------------------------- | ------ | ----------------------------------------------------------- |
| 대통령                                                                     | 박근혜 | 2013년 2월 25일 ~ 2017년 3월 10일 (직무정지 기간 포함,파면) |
| 대통령                                                                     | 황교안 | 2017년 3월 10일 ~ 2017년 5월 10일 (직무대행)                |
| 국무총리                                                                   | 정홍원 | 2013년 2월 26일 ~ 2015년 2월 16일                           |
| 국무총리                                                                   | 이완구 | 2015년 2월 17일 ~ 2015년 4월 27일                           |
| 국무총리                                                                   | 최경환 | 2015년 4월 27일 ~ 2015년 6월 17일 (직무대행)                |
| 국무총리                                                                   | 황교안 | 2015년 6월 18일 ~ 2017년 5월 10일                           |
| 국무위원                                                                   |        |                                                             |
| 부총리 겸 기획재정부 장관                                                  | 현오석 | 2013년 3월 23일 ~ 2014년 7월 14일                           |
| 부총리 겸 기획재정부 장관                                                  | 최경환 | 2014년 7월 15일 ~ 2016년 1월 12일                           |
| 부총리 겸 기획재정부 장관                                                  | 유일호 | 2016년 1월 13일 ~ 2017년 6월 8일                            |
| 교육부 장관 (~ 2014년 11월 19일)부총리 겸 교육부 장관 (2014년 11월 19일 ~) | 서남수 | 2013년 3월 13일 ~ 2014년 7월 16일                           |
| 교육부 장관 (~ 2014년 11월 19일)부총리 겸 교육부 장관 (2014년 11월 19일 ~) | 나승일 | 2014년 7월 17일 ~ 2014년 8월 7일 (직무대행)                 |
| 교육부 장관 (~ 2014년 11월 19일)부총리 겸 교육부 장관 (2014년 11월 19일 ~) | 황우여 | 2014년 8월 8일 ~ 2016년 1월 12일                            |
| 교육부 장관 (~ 2014년 11월 19일)부총리 겸 교육부 장관 (2014년 11월 19일 ~) | 이준식 | 2016년 1월 13일 ~ 2017년 7월 4일                            |
| 외교부 장관                                                                | 윤병세 | 2013년 3월 13일 ~ 2017년 6월 18일                           |
| 통일부 장관                                                                | 류길재 | 2013년 3월 11일 ~ 2015년 3월 13일                           |
| 통일부 장관                                                                | 홍용표 | 2015년 3월 16일 ~ 2017년 7월 2일                            |
| 법무부 장관                                                                | 황교안 | 2013년 3월 11일 ~ 2015년 6월 13일                           |
| 법무부 장관                                                                | 김주현 | 2015년 6월 13일 ~ 2015년 7월 9일 (직무대행)                 |
| 법무부 장관                                                                | 김현웅 | 2015년 7월 9일 ~ 2016년 11월 29일                           |
| 법무부 장관                                                                | 이창재 | 2016년 11월 29일 ~ 2017년 5월 21일                          |
| 국방부 장관                                                                | 김관진 | 2010년 12월 4일 ~ 2014년 6월 29일                           |
| 국방부 장관                                                                | 한민구 | 2014년 6월 30일 ~ 2017년 7월 13일                           |
| 안전행정부 장관 (~ 2014년 11월 18일)행정자치부 장관 (2014년 11월 19일 ~)   | 유정복 | 2013년 3월 13일 ~ 2014년 3월 6일                            |
| 안전행정부 장관 (~ 2014년 11월 18일)행정자치부 장관 (2014년 11월 19일 ~)   | 박경국 | 2014년 3월 6일 ~ 2014년 4월 2일 (직무대행)                  |
| 안전행정부 장관 (~ 2014년 11월 18일)행정자치부 장관 (2014년 11월 19일 ~)   | 강병규 | 2014년 4월 2일 ~ 2014년 7월 15일                            |
| 안전행정부 장관 (~ 2014년 11월 18일)행정자치부 장관 (2014년 11월 19일 ~)   | 정종섭 | 2014년 7월 16일 ~ 2016년 1월 12일                           |
| 안전행정부 장관 (~ 2014년 11월 18일)행정자치부 장관 (2014년 11월 19일 ~)   | 홍윤식 | 2016년 1월 13일 ~ 2017년 6월 15일                           |
| 문화체육관광부 장관                                                        | 유진룡 | 2013년 3월 11일 ~ 2014년 7월 16일                           |
| 문화체육관광부 장관                                                        | 김종   | 2014년 7월 17일 ~ 2014년 7월 25일 (직무대행)                |
| 문화체육관광부 장관                                                        | 김희범 | 2014년 7월 25일 ~ 2014년 8월 20일 (직무대행)                |
| 문화체육관광부 장관                                                        | 김종덕 | 2014년 8월 21일 ~ 2016년 9월 4일                            |
| 문화체육관광부 장관                                                        | 조윤선 | 2016년 9월 5일 ~ 2017년 1월 21일                            |
| 문화체육관광부 장관                                                        | 송수근 | 2017년 1월 22일 ~ 2017년 6월 6일 (직무대행)                 |
| 농림축산식품부 장관                                                        | 이동필 | 2013년 3월 11일 ~ 2016년 9월 4일                            |
| 농림축산식품부 장관                                                        | 김재수 | 2016년 9월 5일 ~ 2017년 7월 2일                             |
| 산업통상자원부 장관                                                        | 윤상직 | 2013년 3월 13일 ~ 2016년 1월 12일                           |
| 산업통상자원부 장관                                                        | 주형환 | 2016년 1월 13일 ~ 2017년 7월 21일                           |
| 보건복지부 장관                                                            | 진영   | 2013년 3월 11일 ~ 2013년 9월 30일                           |
| 보건복지부 장관                                                            | 이영찬 | 2013년 9월 30일 ~ 2013년 12월 2일 (직무대행)                |
| 보건복지부 장관                                                            | 문형표 | 2013년 12월 2일 ~ 2015년 8월 26일                           |
| 보건복지부 장관                                                            | 정진엽 | 2015년 8월 27일 ~ 2017년 7월 21일                           |
| 환경부 장관                                                                | 윤성규 | 2013년 3월 11일 ~ 2016년 9월 4일                            |
| 환경부 장관                                                                | 조경규 | 2016년 9월 5일 ~ 2017년 7월 3일                             |
| 고용노동부 장관                                                            | 방하남 | 2013년 3월 11일 ~ 2014년 7월 15일                           |
| 고용노동부 장관                                                            | 이기권 | 2014년 7월 16일 ~ 2017년 7월 25일                           |
| 여성가족부 장관                                                            | 조윤선 | 2013년 3월 11일 ~ 2014년 6월 13일                           |
| 여성가족부 장관                                                            | 이복실 | 2014년 6월 14일 ~ 2014년 7월 15일 (직무대행)                |
| 여성가족부 장관                                                            | 김희정 | 2014년 7월 16일 ~ 2016년 1월 12일                           |
| 여성가족부 장관                                                            | 강은희 | 2016년 1월 13일 ~ 2017년 7월 6일                            |
| 국토교통부 장관                                                            | 서승환 | 2013년 3월 13일 ~ 2015년 3월 13일                           |
| 국토교통부 장관                                                            | 유일호 | 2015년 3월 16일 ~ 2015년 11월 10일                          |
| 국토교통부 장관                                                            | 강호인 | 2015년 11월 11일 ~ 2017년 6월 21일                          |
| 해양수산부 장관                                                            | 윤진숙 | 2013년 4월 17일 ~ 2014년 2월 12일                           |
| 해양수산부 장관                                                            | 손재학 | 2014년 2월 12일 ~ 2014년 3월 5일 (직무대행)                 |
| 해양수산부 장관                                                            | 이주영 | 2014년 3월 5일 ~ 2014년 12월 24일                           |
| 해양수산부 장관                                                            | 김영석 | 2014년 12월 25일 ~ 2015년 3월 15일 (직무대행)               |
| 해양수산부 장관                                                            | 유기준 | 2015년 3월 16일 ~ 2015년 11월 10일                          |
| 해양수산부 장관                                                            | 김영석 | 2015년 11월 11일 ~ 2017년 6월 15일                          |
| 국민안전처 장관                                                            | 박인용 | 2014년 11월 19일 ~ 2017년 7월 25일                          |
| 기타 장관급 중앙행정기관장                                                 |        |                                                             |
| 국가정보원장                                                               | 남재준 | 2013년 3월 22일 ~ 2014년 5월 21일                           |
| 국가정보원장                                                               | 한기범 | 2014년 5월 22일 ~ 2014년 7월 15일 (직무대행)                |
| 국가정보원장                                                               | 이병기 | 2014년 7월 16일 ~ 2015년 3월 1일                            |
| 국가정보원장                                                               | 한기범 | 2015년 3월 1일 ~ 2015년 3월 18일 (직무대행)                 |
| 국가정보원장                                                               | 이병호 | 2015년 3월 18일 ~ 2017년 5월 31일                           |
| 대통령비서실장                                                             | 허태열 | 2013년 2월 25일 ~ 2013년 8월 4일                            |
| 대통령비서실장                                                             | 김기춘 | 2013년 8월 5일 ~ 2015년 2월 22일                            |
| 대통령비서실장                                                             | 이병기 | 2015년 3월 1일 ~ 2016년 5월 15일                            |
| 대통령비서실장                                                             | 이원종 | 2016년 5월 16일 ~ 2016년 10월 30일                          |
| 대통령비서실장                                                             | 한광옥 | 2016년 11월 3일 ~ 2017년 5월 9일                            |
| 국가안보실장                                                               | 김장수 | 2013년 3월 25일 ~ 2014년 5월 22일                           |
| 국가안보실장                                                               | 김규현 | 2014년 5월 22일 ~ 2014년 6월 1일 (직무대행)                 |
| 국가안보실장                                                               | 김관진 | 2014년 6월 1일 ~ 2017년 5월 21일                            |
| 대통령경호실장                                                             | 박흥렬 | 2013년 2월 25일 ~ 2017년 5월 9일                            |
| 국무조정실장                                                               | 김동연 | 2013년 3월 25일 ~ 2014년 7월 22일                           |
| 국무조정실장                                                               | 추경호 | 2014년 7월 25일 ~ 2016년 1월 12일                           |
| 국무조정실장                                                               | 이석준 | 2016년 1월 18일 ~ 2017년 5월 10일                           |
| 검찰총장                                                                   | 채동욱 | 2013년 4월 4일 ~ 2013년 9월 30일                            |
| 검찰총장                                                                   | 길태기 | 2013년 9월 30일 ~ 2013년 12월 2일 (직무대행)                |
| 검찰총장                                                                   | 김진태 | 2013년 12월 2일 ~ 2015년 12월 1일                           |
| 검찰총장                                                                   | 김수남 | 2015년 12월 2일 ~ 2017년 5월 12일                           |
| 방송통신위원회 위원장                                                      | 이경재 | 2013년 4월 17일 ~ 2014년 3월 25일                           |
| 방송통신위원회 위원장                                                      | 최성준 | 2014년 4월 8일 ~ 2017년 4월 7일                             |
| 방송통신위원회 위원장                                                      | 고삼석 | 2017년 4월 8일 ~ 2017년 6월 8일 (직무대행)                  |
| 공정거래위원회 위원장                                                      | 노대래 | 2013년 3월 25일 ~ 2014년 12월 5일                           |
| 공정거래위원회 위원장                                                      | 정재찬 | 2014년 12월 8일 ~ 2017년 6월 13일                           |
| 금융위원회 위원장                                                          | 신제윤 | 2013년 3월 22일 ~ 2015년 3월 13일                           |
| 금융위원회 위원장                                                          | 정찬우 | 2015년 3월 13일 ~ 2015년 3월 17일 (직무대행)                |
| 금융위원회 위원장                                                          | 임종룡 | 2015년 3월 17일 ~ 2017년 7월 18일                           |
| 국민권익위원회 위원장                                                      | 이성보 | 2012년 12월 11일 ~ 2015년 12월 10일                         |
| 국민권익위원회 위원장                                                      | 성영훈 | 2015년 12월 11일 ~ 2017년 6월 28일                          |

## 외교, 통일, 안보

### 미국

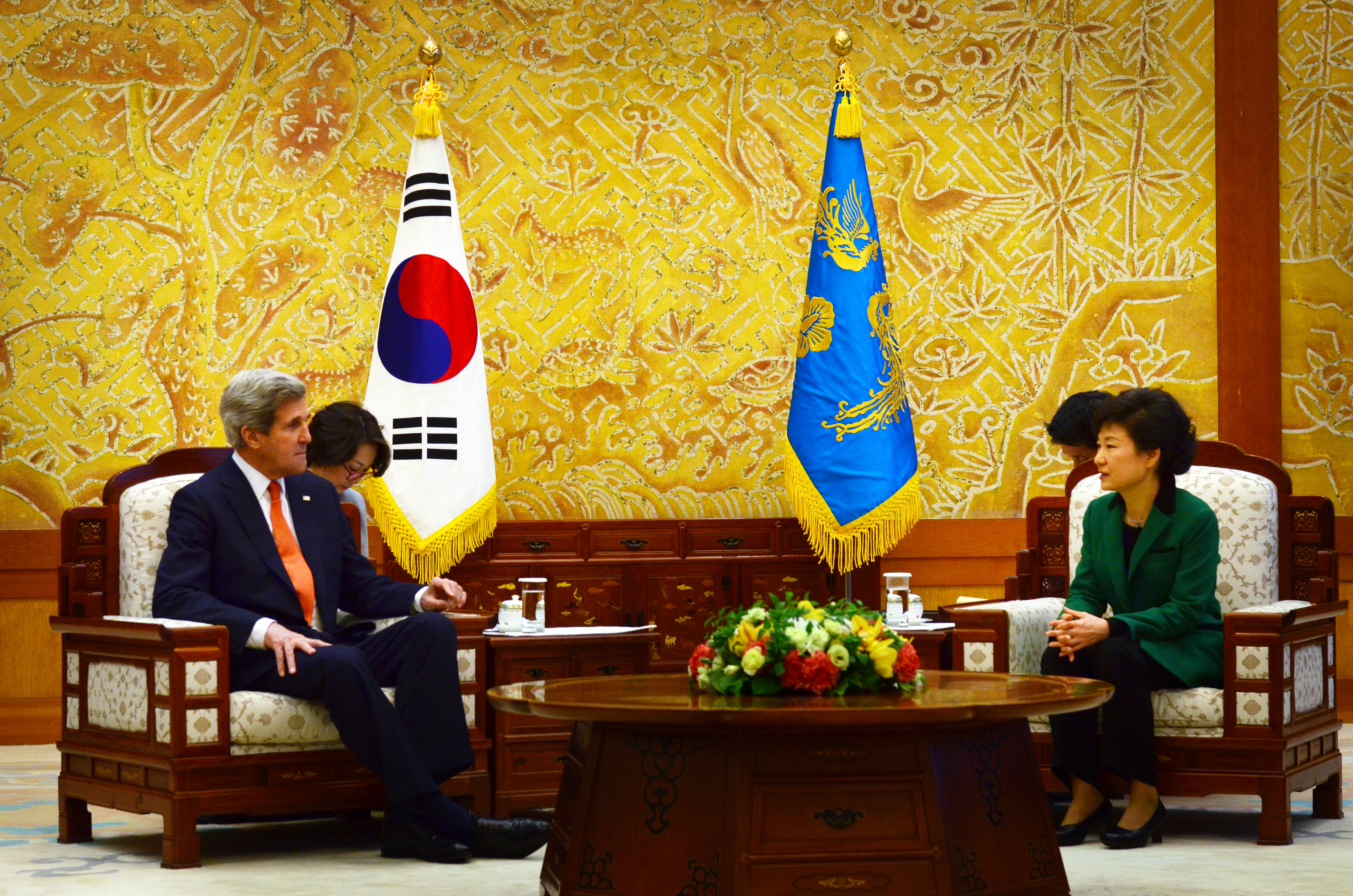
존 케리 미국 국무장관과 함께 한 박근혜(2013년)

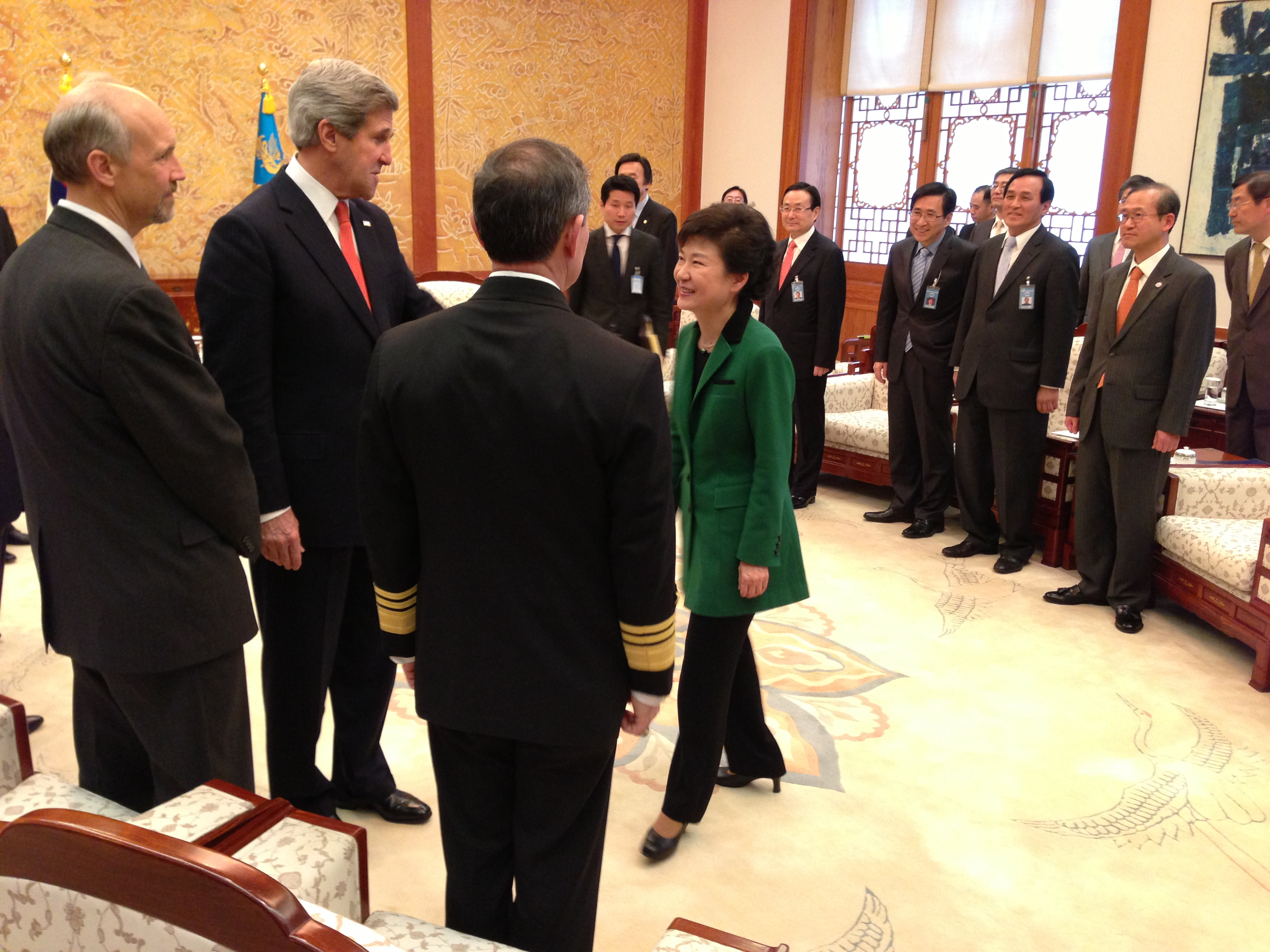
청와대에서 존 케리와 함께 찍은 사진

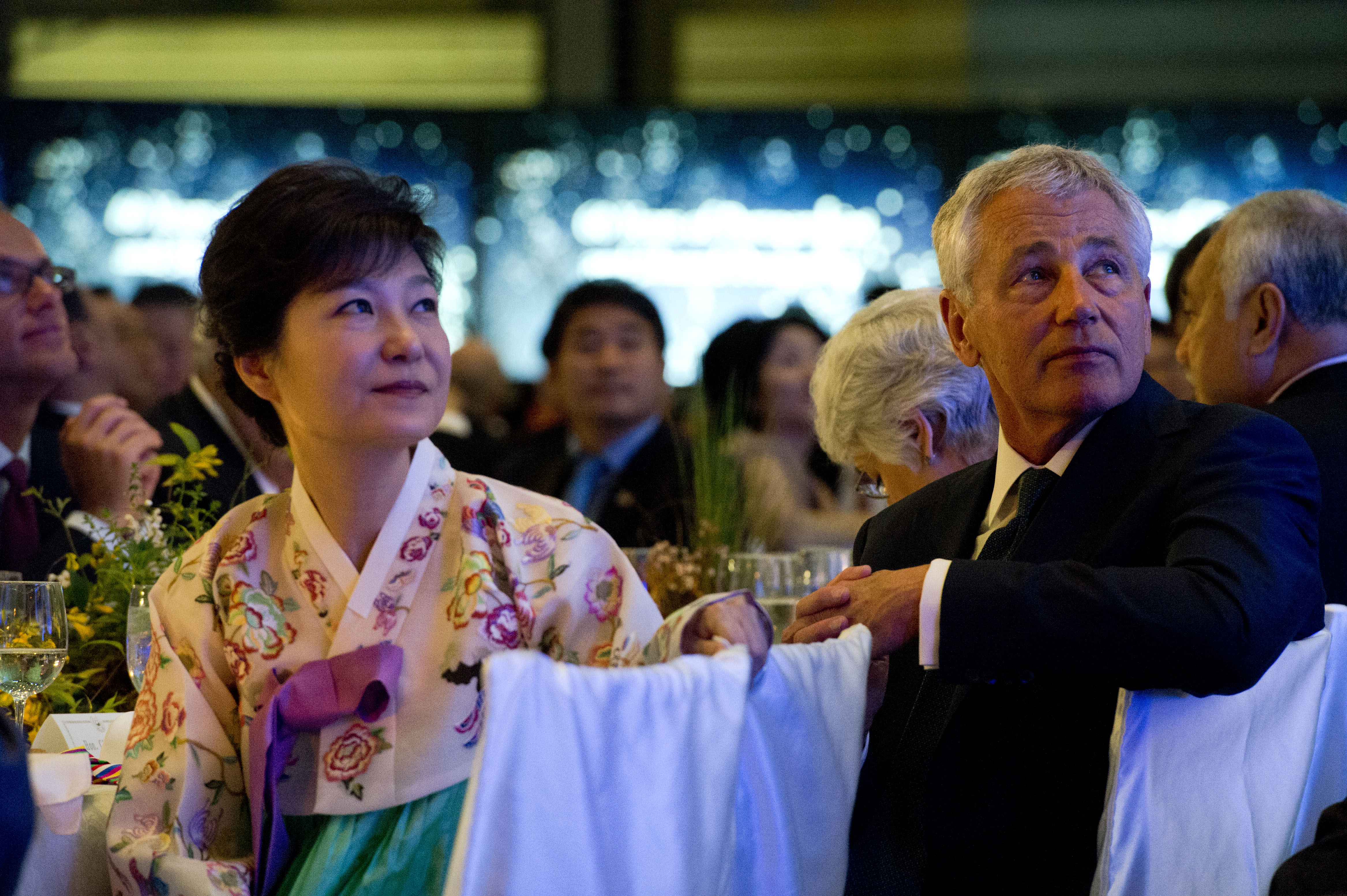
미국을 방문한 박근혜 (2013년)

취임 후 박근혜는 존 케리 미국 국무장관과 버락 오바마 대통령을 만났으며 보스턴 마라톤 현장에서 폭발사고가 일어나자 애도의 뜻을 표하기도 했다.
한편 박근혜는 2013년 5월 미국을 방문하였고 북한 문제 등에 관한 내용에 대해 회담을 하였다. 그러나 그녀가 미국에 있던 중 윤창중 대변인이 성추행 의혹을 받으며 급히 귀국하였고, 이후 논란이 되었다.
박근혜 정부는 북한 문제와 관련하여 미국이 "북한의 비핵화 조치없이는 일체의 대화를 할 수 없다"는 태도를 보이고 있는 것과 같은 입장을 가지고 있다.
스톡홀름국제평화연구소가 밝힌 핵탄두 보유 현황에 따르면 북한은 6~8개를 보유한 것으로 추정하고 있다.
2014년 4월에는 버락 오바마 미국 대통령이 방한하여서 박근혜 대통령과 정상회담을 가지고 전작권 전환 연기 등에 대하여 합의하였다. 또한, 2014년 11월 APEC 회의에서도 정상회담을 가졌다.
미국 측에서는 현재 박근혜 정부가 취하고 있는 입장에 대하여 우려하는 시각도 있다. '중국경도론'인데, 박근혜 정부가 한미관계를 기본으로 하나, 대중 외교에 적극적인 자세를 취하고, 중국의 입장을 다자기구 회의에서 지지하는 등 지나치게 친중적인 행보를 보이고 있다는 지적이다. 미국 정부는 한-미-일 협력을 통하여 중국을 견제하길 원하는데, 박근혜 정부는 역사 문제를 들어서 한-미-일 협력에 소극적이고 대신 중국과 연대하여 일본을 공격하는 데 집중하고 있는 것에 대하여 미국의 민간 싱크탱크, 언론 등이 비판하고 있다. 특히, 2014년 11월 APEC 회의에서 시진핑 중국 국가주석과는 회담 양식이나 내용 등에서 굉장히 양국 정상 간의 밀접도를 과시한 데 비해 버락 오바마 미국 대통령과의 정상회담은 회담 형식, 내용 등이 빈약하여서 사실상 양국 정상의 약식 회동이었다는 비판이 제기되었다.
2015년 6월 14일부터 19일까지 박근혜 대통령의 미국 공식 방문이 예정되어 있었으나, 한국의 메르스 사태로 인하여 방미 직전인 6월 10일 박근혜 대통령은 방미를 취소하였다. 박 대통령과 오바마 미국 대통령은 다음날 전화통화를 가지고, 양국이 합의하는 조속한 시일 내에 박 대통령의 방미 일정을 다시 잡기로 합의하였다.

### 조선민주주의인민공화국
2013년 3월 8일, 조선민주주의인민공화국은 유엔 안전보장이사회의 대북 제재 결의안에 반발하여 남북 불가침 합의를 폐기하겠다고 하여, 대한민국에 대하여 공개적인 적대행위의 의사를 표하며 위협하였다. 또한 각종 미사일이 핵탄두를 장착한 채 대기상태에 있다고 했으며, 1991년 남북 불가침 합의 폐기와 판문점 남북 직통전화 단절을 선언했다. 

이에 국방부 김민석 대변인은 "조선민주주의인민공화국이 핵무기를 가지고 우리 한국을 공격한다면 인류의 의지，대한민국은 당연하고 인류의 의지로 김정은 정권은 지구상에서 소멸될 겁니다."라고 대응하였다. 국방부 또한 조선인민군이 대규모 훈련을 위해 집결한 상태라며, 만약에 공격할 경우 대응 규모와는 상관 없이 응징하겠다고 강조했다.
개성공단에 관해서도 조선민주주의인민공화국의 위협이 계속되었고, 개성공단 근로자의 신변 안전 문제가 벌어졌다. 정부는 4월 26일, 류길재 통일부 장관이 개성공단 내의 잔류인원에 대한 철수를 결정하였다. 이에 따라 27일, 개성공단에 체류하고 있던 126명이 철수했고, 29일에 나머지도 철수하기로 결정했다. 그러나 남은 잔류인원 50명 중 43명만 귀환 허가를 받았다.
긴장이 계속되던 중, 2013년 6월 조선민주주의인민공화국은 돌연 남북당국간의 고위급 회담을 제안하였다. 이에 대하여 정부는 응하기로 결정하였고, 통일부 천해성 실장과 조선민주주의인민공화국의 조평통 서기국 부장 김성혜 간에 실무 접촉이 진행되어서 6월 서울에서 남북간 회담을 진행하기로 합의하였다. 우리측은 협상 대표로 대한민국 통일부 장관이 회담에 참가할 경우 조선민주주의인민공화국의 통일전선부장 김양건이 조선민주주의인민공화국 측 대표로 참석해야 한다는 입장을 밝혔다. 그러나 조선민주주의인민공화국은 통일부 장관과 통일전선부장은 격이 맞지 않는다고 주장하면서 김양건 대신 차관급인 조평통 국장을 회담 수석대표로 통보하였다. 북한의 조평통은 조선민주주의인민공화국 역시 당국이 아니라 '사회단체'로 정하고 있으며, 조평통의 국장은 차관급으로 추정되고 있다. 그럼에도 불구하고 정부는 대화의 유지를 위해 조선민주주의인민공화국이 장관급 인사를 회담에 파견하지 않는 경우, 차관급으로 회담을 진행한다는 목적으로서 김남식 통일부 차관을 회담 수석대표로 조선민주주의인민공화국에 통보했다. 그러나 조선민주주의인민공화국은 '통일부 차관과 조평통 서기국장은 격이 맞지 않는다'고 주장하면서 일방적으로 회담 무산을 통보하였고, 한국에 협상 무산의 책임을 떠넘겼다. 북한은 접촉 내용 등을 공개하면서 남남갈등을 유도하기도 하였다.
2014년 2월 청와대 국가안보실 김규현 제1차장과 북한의 통일전선부 제1부부장 원동연 간에 남북고위급회담이 판문점에서 열렸다. 조선민주주의인민공화국은 이 회담에서도 한미연합훈련 중지, 비방중상 중지 등자신들의 요구를 일방적으로 주장하였고, 회담은 결렬되었다. 그러나 북한측은 회담 속개를 요구하였고 이에 정부는 이를 수용하여 2일차 협의가 2월 14일 개최되었다. 남북은 2월 14일 회담에서 '2월 이산가족 상봉의 정상적 추진'과 상대방에 대한 상호신뢰와 이해 증진을 위해 비방 중상을 중단하고, 남북간 관심사안에 대하여 논의하기 위하여 편리한 날짜에 추가 고위급접촉을 갖는다는 3개항에 합의하였다.
그러나 조선민주주의인민공화국은 이후로도 대한민국 정부에 조선민주주의인민공화국을 비판하는 언론을 통제할 것을 요구하고, 3월 키 리졸브 연습에서 한미연합훈련을 북침훈련이라고 중단할 것을 요구하는 등 계속적으로 억지 주장을 지속하여 남북관계는 다시 냉각되었다.
2014년 10월, 인천 아시안게임의 폐막식에 조선민주주의인민공화국 노동당 비서 최룡해, 총정치국장 황병서, 노동당 비서 김양건 등이 참석을 통보하였고, 정부는 이를 수용하였다. 인천에서 김관진 청와대 국가안보실장, 류길재 통일부 장관 등이 참석한 가운데 남북 고위급 회담이 열렸고, 10월 말에 제2차 남북고위급 회담을 개최한다는 데에 합의하였다. 이들 조선민주주의인민공화국 3인방의 기습적인 방남 목적에 대하여서는 '남북관계 개선을 목적으로 한 것', '인천 아시안게임에서 북한 선수들의 성적이 좋아서 격려하러 온 것', '김정은이 40일 이상 잠적 중인 것에 대한 시선을 자신들의 깜짝 쇼를 통하여 회피하려는 것'등의 분석이 제시되었다. 일시적으로 개선되는 듯 보였던 남북 관계는 이후 10월 중순 대북전단 살포에 대하여 조선민주주의인민공화국이 유례없을 정도로 강하게 반발하면서 대북전단에 총격을 가하는 무력 도발을 감행하고, 대한민국 정부에 대북전단 살포 통제를 요구하는 등 억지 주장을 반복하고, 조선민주주의인민공화국이 휴전선과 NLL인근에서 잇따른 도발을 감행하면서 다시 악화되었다. 북한은 10월 말 정부의 고위급회담 일정제안에 대하여 아무 반응을 보이지 않으며 고위급회담을 거부하였다, 결국 통일부 대변인은 남북 고위급회담은 사실상 무산된 것으로 본다고 발표하였다. 이에 따라 남북고위급회담은 무산되었고 남북관계는 다시 악화되었다.
2014년 12월 29일 정부는 대통령직속 통일준비위원회 명의로 남북장관급회담을 제안하였다. 류길재 통일부 장관은 '광복 70주년을 맞아 남북간에 남북관계 전반에 대한 대화'를 제안한다고 말했다. 조선민주주의인민공화국은 다음날인 12월 30일 노동신문을 통해 회담을 제의한 통일준비위원회를 원색적으로 비난하였다. 그러나 회담 자체에 대하여 공식 반응은 내놓지 않았다.
한편 북한의 국방위원회 제1위원장 김정은은 2015년 1월 1일 신년사를 통해 '남북간에 최고위급 접촉'을 포함한 남북간 회담을 할 수 있다'고 말했다. 정부와 언론은 이에 대해 김정은이 남북 정상회담을 제안했다고 해석하였다. 이로 인하여 남북정상회담에 대한 예측 등이 언론 등을 통해 제기되었다. 한편, 박근혜 대통령은 2015년 1월 12일 신년기자회견을 통해 '남북정상회담의 전제조건은 없으며, 남북간의 대화를 희망한다'고 언급했다. 박 대통령은 또한 '5.24 조치의 해제 여부는 대화를 통해 접점을 찾아야 하며, 조선민주주의인민공화국의 진정성 있는 조치가 필요하다'는 언급 또한 했다. 현재까지 조선민주주의인민공화국은 12월 29일 대한민국이 제안한 남북고위급접촉에 대하여 반응을 보이지 않고 있다.

2015년 6월 15일 북한은 "북핵문제 대북 국제공조 중단, 흡수통일 논의 중단, 한미합동군사훈련 중단, 5.24조치 해제 등을 한국이 시행할 경우 남북 대화를 재개할 수 있다"는 내용의 공화국성명을 발표했다. 또한 공화국성명에서 "남조선당국은 말로만 6·15공동선언과 10·4선언을 존중한다고 할 것이 아니라 실질적인 행동으로 보여줘야 한다"며 "북남사이에 신뢰하고 화해하는 분위기가 조성된다면 당국간 대화와 협상을 개최하지 못할 이유가 없다"고 했다. 공화국성명은 조선민주주의인민공화국의 최고 수준의 성명으로서, 조선민주주의인민공화국정권 수립 이후 이번을 포함하여 5차례밖에 발표되지 않았으며 NPT 탈퇴와 같은 중대 사안 발표에 쓰였다. 이러한 이유로 남북관계 전문가들은 조선민주주의인민공화국이 남북관계 개선의지를 보였다고 평가하였다. 그러나 정성장 세종연구소 연구위원은 '김정은이 위원장으로 있는 국방위원회가 최고권력기관이므로 국방위원회 성명이 공화국성명보다 높은 최고 수준의 성명이라고 분석하였다. 박봉주 총리가 지휘하는 조선민주주의인민공화국 내각 명의로 발표되는 공화국성명은 국방위원회 성명보다 급이 낮다는 것이다.
통일부는 이날 오후 북한의 공화국성명에 대한 대변인 성명을 발표하였다. 통일부는 대변인 성명에서 "조선민주주의인민공화국은 스스로 '남북관계 개선에 유리한 분위기를 마련해 가야 한다'고 밝힌 만큼 한반도에서 군사적 긴장을 조성하는 행동을 즉각 중단해야 한다"고 지적하면서 "아울러 북한은 부당한 전제조건을 내세우지 말고 당국간 대화의 장에 나오는 한편 남북간 동질성 회복에 기여하는 민간 교류에도 호응하라"고 촉구했다. 또한 "정부는 6·15공동선언을 포함해 7·4 남북공동성명, 남북기본합의서 등 모든 남북간 합의를 존중한다는 점을 누차에 걸쳐 명확히 했다"며 "또 진정성 있는 남북 대화 제의를 통해 남북간 상호 관심 사안을 폭넓게 협의·해결해 나가자는 입장을 견지해왔다"고 남북대화를 추진한다는 입장을 재확인했다.

### 러시아
러시아는 2013년 2월 박근혜 대통령의 취임식에 특사로 극동개발부 장관을 보내는 등 한국과의 극동개발 협력에 관심을 나타냈다. 특히, 박근혜 대통령의 유라시아 이니셔티브에 많은 관심을 보이고 있다. 즉, 시베리아 개발 등에서 한국의 협력을 기대할 수 있다는 것이다. 2013년 11월 블라디미르 푸틴 러시아 대통령이 공식 방한하여서 박근혜 대통령과 정상회담을 가졌다. 정상회담에 맞춰 러시아 극동 하산과 북한 나진항을 잇는 54km 구간 철로 개·보수와 나진항 현대화 작업, 복합 물류 사업 등의 '나진-하산 프로젝트'에 우리 기업이 참여하는 양해각서(MOU)가 체결되었다. 이는 유라시아를 '하나의 시장'으로 묶는 기초를 닦을 수 있고, 북한의 개방도 가속화해 한반도 긴장 완화에 도움을 줄 수 있어서 박근혜 대통령의 '유라시아 이니셔티브'도 추진 동력을 얻게 되었다.
회담에서는 또다른 남·북·러 3각 협력 사업으로 주목받는 러시아 천연가스의 한국 도입을 위한 북한 경유 가스관 건설과 우리 선박이 러시아의 영해를 이용해 북극항로를 개척할 수 있도록 하는 방안, 양국 국책은행이 공동투자펀드를 설립, 기업의 상대국 진출 사업을 지원하는 방안, 우주개발 분야 협력 등에 대해서도 협의가 이뤄졌다.

### 일본
아베 신조 일본총리는 당선인 신분이었던 박근혜 대통령에게 특사를 파견하는 등 한일관계 개선에 의욕을 보였다.
하지만 박근혜는 2013년 4월 24일 아베 신조 일본 총리가 침략을 부인하는 등 우경화 노선을 취하려 하자, "역사 인식이 바르게 가는 것이 전제되지 않고 과거 상처가 덧나게 되면 미래지향적 관계로 가기 어렵다"고 말했다. 이후 한국일보를 비롯한 중앙 언론사 편집국장 및 보도국장단과의 오찬간담회에서 "일본이 우경화로 가면 동북아와 아시아 여러 국가들 간 관계가 어려워질 것이고, 일본에도 바람직한 방향이 아닌 만큼 깊이 신중하게 생각해 주기 바란다"고 말했으며, "우리 세대의 아픔과 걸림돌이 후세에 이어지지 않도록 정리하고 끊어야 한다"며 "정부는 항상 일관되게 원칙을 가지고 한일관계를 풀어나가겠다"고 덧붙였다. 이어 "미국을 포함한 동북아시아 국가들이 기후변화와 테러방지, 원전 문제 등과 같은 비정치적 분야부터 신뢰를 구축하고 이를 토대로 다자간에 더 큰 신뢰를 구축하는 '동북아 평화·협력 구상'즉 '서울 프로세스'를 내달 미국 방문 때 논의할 계획"이라고 말했으며, "북한도 얼마든지 이에 참여할 수 있으며, 참여하지 않더라도 신뢰 쌓기 노력을 해나갈 수 있다"고 말했다.
이후 아베 신조 일본 수상의 위안부 부정 망언, 시모무라 하쿠분 일본 문부과학상의 '한국인의 민도 수준이 낮다'는 망언이 계속하여서 이어지면서 한일관계는 악화되었다. 결정적으로 2013년 12월 아베 수상의 야스쿠니 신사 참배 이후 더욱 악화되었다. 이후, 2014년 3월 네덜란드 헤이그에서 열린 제3차 핵안보 정상회의에서 버락 오바마 미국 대통령의 제안으로 한-미-일 3국 정상회담을 열었으나 박근혜 대통령은 아베 수상의 '안녕하십니까'라는 인사에 무반응으로 대응하여 아베의 망언, 역사인식에 대하여 불편한 태도를 나타냈다. 현재 정부는 '위안부 문제에 있어 일본측이 성의있는 조치를 보여야 한다'는 입장을 고수하고 있다. 그러나 일본측은 그러한 한국측의 요구에 전혀 호응하지 않으면서 일단 정상회담을 열 것을 요구하고 있어서 양국관계가 조기에 호전될 가능성은 낮다. 2014년 11월 베이징 APEC 회의에서 중- 일 관계가 다소 진전되는 모습을 보여 이른바 한국의 외교 고립이 우려되자, 박근혜 대통령은 미얀마에서 열린 EAS 회의에서 한-중-일 3국간의 정상회담을 제안하였다.
2015년 6월 20일 박근혜 정부 출범 이후 최초로 일본을 방문한 윤병세 외교부 장관은 21일 기시다 후미오 일본 외무장관과 한일 외무장관회담을 가졌다. 한일 외무장관회담은 이명박 정부 시기인 2011년 8월 이후 3년 9개월만에 개최되었다. 외무장관회담에서 양국은 조선인 강제 동원 시설인 일본의 근대 산업시설(하시마 섬, 나가사키 조선소 등)을 유네스코 세계 문화유산으로 등록하는 데에 있어 조선인 강제 동원 사실을 기록하기로 합의하였다.다음날인 2015년 6월 22일 한일 국교정상화 50주년을 맞아 서울의 주한일본대사관, 동경의 주일한국대사관에서 동시에 개최된 리셉션에 박근혜 대통령과 아베 일본 총리가 참석하였다. 박근혜 대통령은 이날 행사의 축사에서“국교정상화 50주년인 올해를 양국이 새로운 협력과 번영의 미래를 향해 나아갈 수 있는 전환점으로 만들어야 한다"며“이는 후세에 대한 우리의 책무”라고 강조했다. 그러면서“이를 위해 가장 큰 장애요소인 과거사의 무거운 짐을 화해와 상생의 마음으로 내려놓을 수 있도록 하는 것이 중요하다"며“그런 실천을 할 때 올해는 양국이 새로운 길을 함께 열어나가는 원년이 될 것”이라고 했다. 아베 총리는 축사에서“조부인 기시 노부스케 전 총리와 외종조부인 사토 에이사쿠 전 총리는 양국 국교정상화에 깊이 관여했다”며 “50년 후 나도 총리로 이 기념비적인 날을 맞아 축하 행사에 오고, 박 대통령도 서울 행사에 참석해주셔서 기쁘다”고 말했다. 또“한·일 국교정상화 50주년의 테마는‘함께 열자, 새로운 미래를’이며 우리는 많은 전략적 이익을 공유하고 있다”며 “양국이 지난 50년간의 우호의 역사를 되돌아보고 앞으로 50년을 내다보며 새로운 시대를 만들어가자”고 강조했다. 이에 대하여 언론은 양국 정상이 관계 회복의 뜻을 나타냈지만, 박 대통령은 과거사 문제를 짚고 가겠다는 뜻을 밝혔고, 반면 아베 총리는 과거사 문제보다는 미래를 강조함으로써, 과거사문제에 있어 한국의 요구를 수용할 의사가 없다는 뜻을 드러냈다고 분석했다.

### 유럽

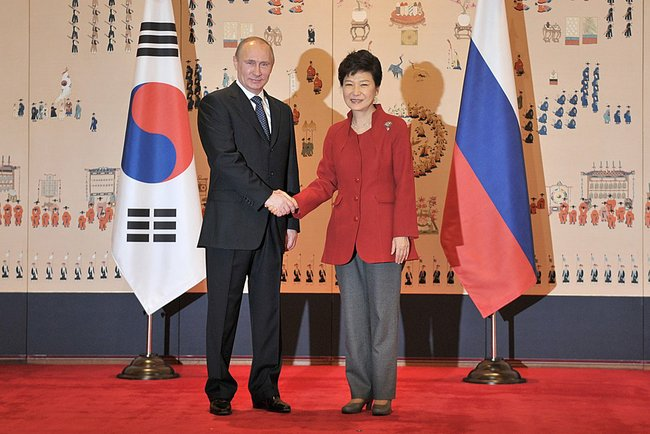
박근혜 대통령이 2013년 12월 11일 블라디미르 푸틴 대통령 과 한-러 공동기자회견을 마친 뒤 악수하고 있다.

박근혜 대통령은 2013년 11월 2일부터 8일까지 영국과 프랑스, 벨기에 등을 순방했다. 벨기에 브뤼셀에서 헤르만 반롬푀이 EU 정상회의 상임의장, 조제 마누엘 두랑 바호주 유럽 위원회 집행위원장과 정상회담을 하고 '한-EU 수교 50주년 공동선언'을 채택했다. 특히 공동선언은 2년 전 발효된 한-EU FTA를 양국간 협력을 견인하는 원동력으로 평가하면서 완전한 이행 촉구를 명시했다. 이어 양측은 공동언론발표문을 내고 창조경제 분야의 협력과 관련해, ICT, 나노기술, 에너지 분야에서의 주요사업을 촉진하기 위한 공동연구와 혁신협력을 강화하자고 합의했다.
그러나, 박근혜 대통령이 프랑스 기업인들 앞에서 도시철도 개방이 포함된 정부조달협정(GPA) 개정안을 처리하겠다고 한 다음 날, 정부가 GPA 개정안을 국무회의에서 처리해 논란이 일었다. 또, 순방 당시 프랑스 파리와 영국 런던에 있는 한인들과 유학생들이 국가정보원의 대선 개입을 규탄하는 집회를 열기도 했었다.

### 중국

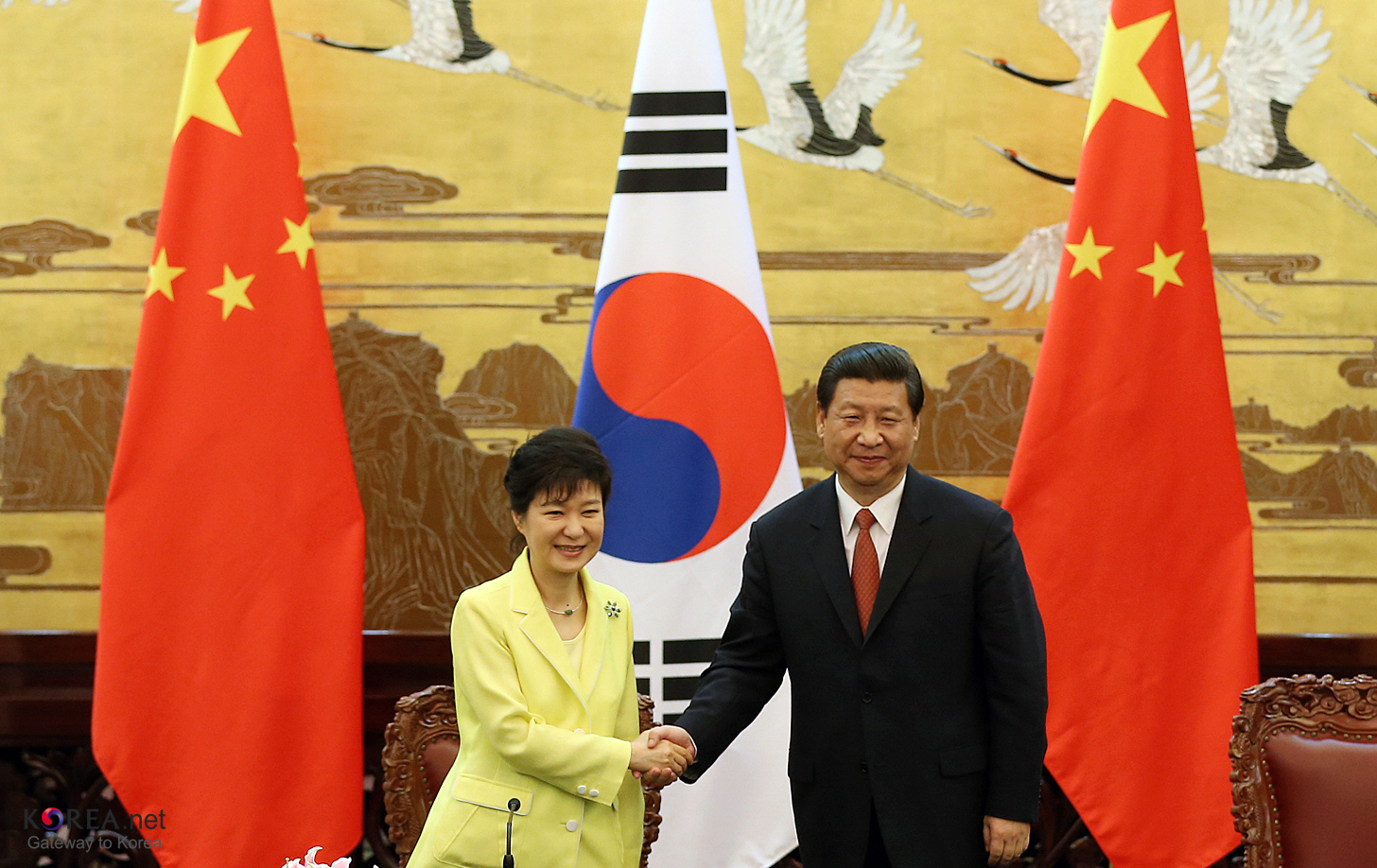
박근혜 대통령이 2013년 6월 27일 시진핑 중국 국가주석과 한-중 공동기자회견을 마친 뒤 악수하고 있다. 베이징, 중국 사진=청와대

박근혜 대통령은 2013년 4월 21일 시진핑 중국 국가주석에게 쓰촨성 대지진에 관하여 "쓰촨성에서 20일 발생한 지진으로 인해 많은 인명 및 재산 피해가 발생했다는 소식을 접하고, 저와 대한민국 국민들은 매우 가슴 아프게 생각하고 있다"라는 내용의 위로전문을 보냈다.
2013년 4월 24일, 중국 외교부장이 윤병세 대한민국 외교부 장관을 만났으며, "관련국들이 적극적인 조치를 내놓아 문제를 대화와 협상의 궤도로 돌려놓아야 한다"고 강조했다. 이어 중국이 한반도 문제를 해결하는 데 공정하고 책임있는 역할을 해나갈 것이라며, 한반도 비핵화와 평화안정, 대화를 통한 문제 해결의 원칙을 견지할 것이라고 밝혔다. 나아가 중국은 박근혜의 한반도 신뢰 프로세스에 대한 지지 입장을 밝혔고, 대한민국이 한반도 긴장 완화를 위해 마땅히 해야 할 노력을 기울이길 바란다고 밝혔다.
2014년 7월 3일 중국의 시진핑 국가주석은 한국을 1박 2일 일정으로 국빈 방문하였다. 시진핑 주석은 박근혜 대통령과 정상회담을 가지고 '양국간의 교류협력 증진, 한반도의 비핵화, 한중FTA의 조속한 체결'에 합의함과 동시에 일본의 과거사 반성'을 촉구하였다. 중국의 국가주석이 한 국가를 단독 방문한 것은 사상 최초로서, 한중 관계의 밀접함 및 박근혜-시진핑 간의 개인적인 친분을 보여준 것이라고 분석되었다.

### 통일정책
박근혜 정부의 통일정책은 2014년 1월 초 박근혜 대통령이 연두 기자회견에서 제시한 '통일대박론'을 핵심 정책기조로 삼고 있다. 박 대통령은 2014년 연두 기자회견에서 '통일은 대박입니다'고 밝히며 북한의 인구, 자원을 흡수하여 발생하는 경제효과로 인하여 침체된 한국 경제가 재도약할 수 있는 계기가 되어 1조 달러에서 5조 달러까지로 추정되는 막대한 통일 비용 부담을 상쇄할 수 있다고 밝혔다. 박 대통령은 통일대박론을 구체화하기 위한 제반 준비 사안으로 한반도의 평화를 만드는 것, 대북인도적 지원을 강화하고 남북 주민 간의 동질성 회복도 이뤄질 수 있도록 노력하는 것, 통일 공감대 확산 위한 국제 협력을 강화하는 것 등 3가지를 들었다. 이후 박 대통령은 2014년 2월 말 담화에서 통일준비위 설치 계획을 밝히며 통일대박론 준비 방안을 제시했고, 2014년 7월 14일 정종욱 전 주중대상을 부위원장으로 하여 학계, 시민단체, 여야 의원 등 50여명의 위원으로 구성된 통일준비위원회를 대통령 직속위원회로 설치하였다.
특히, 박근혜 대통령은 2014년 3월 독일을 공식 방문하여 독일 드레스덴에서 ‘한반도 평화통일을 위한 구상’을 주제로 연설했는데, 이는 드레스덴 선언으로 불리고 있다. 박 대통령은 평화통일 기반 구축을 위하여 3대 구상을 제시하였는데 이는 ▲남북한 주민 인도적 문제 해결 ▲공동 번영을 위한 인프라 구축 ▲남북 주민 간 동질성 회복으로 구성된다. 3대 구상의 구체적 실행 방안으로는 남북교류협력사무소 설치를 제의하였다. 여야 정치권의 평가는 엇갈렸다. 한편 북한은 박근혜 대통령의 드레스덴 선언에 대하여 '흡수통일 제안'이라며 각종 매체를 통해 맹비난하였고, 2014년 4월 12일 북한 국방위원회는 대변인 담화에서 '흡수통일'이라며 드레스덴 선언을 비난하였다.
그러나 통일대박론은 제시 이후 약 10개월이 지난 2014년 11월까지도 '북핵 문제, 북한의 계속되는 안보 위협 및 남북관계의 냉각' 등으로 인해 구체적인 진척이 거의 이뤄지지 않고 있다. 야권, 진보진영과 일부 학계에서는 통일대박론의 실현 여부에 대하여 비판하고 있다. 2014년 11월 12일 열린 남북문화교류협회 창립23주년 기념 제15차 통일문제 학술세미나에서 새정치민주연합 신경민 국회의원은 “드레스덴 선언 등 현 정부의 통일정책에는 말만 있고 실제적인 것은 나온 것이 없다. 평화공원조성 등 협력사업들도 연구만 하거나 민간 성과만 있다. 지난 이명박 정권 때보다도 교류 실적이 훨씬 줄어들었다. 목표는 원대하지만 실행과 절차를 들여다보면 실망스럽다”고 비판했다. 북한대학원대학교 양무진 교수는 '박근혜 정부는 지난 정부들의 장점만 뽑아내려 했지만 속을 들여다보면 지난 정부의 대북강경정책에 가깝다. 신뢰를 쌓는 초보적인 단계에서 방법이 나오지 않는다면 성공할 한반도 신뢰 프로세스는 성공할 가능성이 낮다'고 말하며 “통일대박론도 어떻게 통일할 것인가라는 방법론이 없다. 구체적인 대안을 제시해야 한다”고 지적했다. 한편, 통일부 차관을 지낸 북한대학원대학 이관세 석좌교수는 “그동안 대북정책이 정치와 너무 밀접했다. 정권에 관계없이 통일을 향해 나아가는 일관성 있는 정책이 필요하다”고 말하며 '통일을 준비하는데 있어 구체적인 실행 방안과 성과가 나오기 위해서는 통일정책이 일관성 있게 추진되어야 한다'고 했다. 명지대 신율 교수(정치외교)는 “통일 과정은 조심스럽게 접근해야 한다. 독일이 통일됐다고 해서 독일 국민 모두가 행복해하지는 않는다. 감정 대신 이성적으로 판단할 필요가 있다”고 지적했다.

## 국방

### 탄핵심판 결과와 무관한 계엄령 계획 수립
기무사 계엄령 문건 관련 폭로를 이어온 민간단체 군인권센터는 탄핵심판 결과에 상관없이 19대 대선 때까지 계엄을 유지하려 했다는 내용을 담은 문건을 2019년 11월 언론에 공개했다.

### 국방개혁 기본계획 2014
박근혜 정부는 2014년 3월 ‘국방개혁 기본계획 2014~2030’을 발표하여, 처음으로 군 개혁 방향을 제시했다. 군사전략개념에서는 이명박 정부의 ‘국방개혁 기본계획 2012-2030’에서의 ‘적극적 억제와 공세적 방위’를 ‘능동적 억제와 공세적 방위’로 수정, 북한의 핵·WMD 사용에 대비한 선제적 대응개념을 포함하였다. 또한, 합동성을 강화하기 위하여 합참에 2개 차장을 두어 군령과 작전지휘를 보좌하도록 하고, 합참 내에 미래사령부를 편성하는 등 합참 개편을 추진하기로 하였다.
지상군 개편에서는 군단중심의 작전수행체계를 조기에 구축하기 위하여 1,3야전군을 통합하여, 지상작전사령부를 창설하며 상비병력 수준은 63만 3천에서 52반2천명으로 11만명을 감축하기로 하였다.
해, 공군 및 해병대의 병력은 유지하며, 이지스 구축함, 차기전투기(F-X) 등 첨단무기체계를 전력화하는 방안을 추진하기로 하였다. 또한, 북한의 핵미사일 위협에 대비해 Kill Chain 과 한국형미사일방어(KAMD) 능력을 강화하기로 하였다.

### 한미연합사 해체와 전시작전통제권 전환의 무기 연기

#### 과정 및 제46차 SCM에서의 합의
2010년의 합의에 의하여 2015년 12월 전시작전통제권이 한미연합사령관에서 한국 합동참모의장으로 전환되도록 예정되어 있었으나, 2013년 북한이 3차 핵실험을 강행하고, 대대적인 전쟁 위협을 하는 등 북한의 위협은 증대하였고, 한반도의 안보 상황 역시 불안정했다. 이에 정부는 2013년 초 '북핵과 북한의 재래식 전력의 위협에 효과적으로 대응하여 한국을 방위하기 위하여' 미국에 전시작전통제권 전환을 재연기하는 방안을 제안하였다. 이는 2013년 5월 한미정상회담에서도 논의되었으며, 이후 2013년 10월 제45차 한미안보협의회에서 전작권 전환 연기에 대하여 실무 협의를 진행하기로 합의하고, 협의가 계속 진행되었다.   2014년 4월 한미정상회담에서 박근혜 대통령과 버락 오바마 미국 대통령은 '북한의 핵과 미사일 위협이 고조된 안보환경'에 효율적으로 대처하기 위하여 전작권 전환의 조건과 시기를 재검토하는 방안에 대하여 합의하였다. 9월 김관진 청와대 국가안보실장이 방미하여 수전 라이스 백악관 국가안보보좌관과 협의를 진행하였다.
2014년 10월 한민구 국방부 장관은 제46차 SCM 협의를 위하여 미국 워싱턴을 방문하여 척 헤이글 미국 국방부 장관과 전시작전통제권의 전환과 한미연합사령부의 해체를 사실상 무기한 연기하는 안에 합의하였다. 양 장관은  ▲ 안정적인 전작권 전환에 부합하는 한반도 및 역내 안보 환경 ▲ 전작권 전환 이후 한미 연합 방위를 주도할 수 있는 한국군의 핵심 군사능력 구비 및 미국의 보완·지속 능력 제공 ▲ 국지도발과 전면전 초기 단계에서 북한 핵·미사일 위협에 대한 한국군의 필수 대응 능력 구비 및 미국의 확장억제 수단과 전략자산 제공 및 운영이라는 조건에 기초하여 전작권 전환을 추진하기로 합의하였다. 한국군의 필수 대응능력에는 북한 핵·미사일 위협에 대한 방어뿐만 아니라 대북 선제타격 능력도 포함된다. 한편, 2006년도와 2010년도 전작권 전환 합의와는 달리 시기를 명시하지 않음으로서, 전작권 전환과 한미연합사 해체를 사실상 무기한 연기하였다. 이에 따라 지휘권의 분산을 방지함과 동시에 강력한 연합방위체제가 유지되게 되었고, 한미 동맹 역시 굳건하게 지속되게 되었다. 또한, 북핵과 북한의 대량살상무기에 대하여 보다 효율적으로 대처하게 될 예상이다. 다만, 한민구 국방장관은 전작권 전환 예상시점을 킬 체인과 한국형 미사일방어체제가 완성되는 것으로 예상되는 시점인 2020년대 중반으로 예상한다고 말했다.
또한 양국은 전작권 전환이 이뤄질 때까지 한미연합사 본부를 현 용산기지에 남겨두기로 했다. 더불어서, 북한의 장사정포 위협에 대응하는 차원에서 미 2사단 소속 210화력여단은 동두천(캠프 케이시)에 그대로 잔류하기로 합의하였다. 210화력여단은 개전 초기 북 장사정포 무력화를 책임지는 주한미군의 핵심전력이다. 주한미군이 한강 이북에 잔류함으로써 북한의 남침 시 미군의 자동 참전을 의미하는 인계철선이 유지되게 되었다. 이와 함께 양국은 ‘북한 미사일 공동 방어작전개념’을 최초로 승인했고, 북한에 대해 서해 북방한계선(NLL)의 인정 및 준수를 촉구했다.
보수진영과 안보 관계자들, 여권에서는 정부의 결정에 대하여 찬성하였고, '이제라도 노무현 정부의 잘못된 전작권 전환 합의를 수정해서 다행이다'는 반응을 보였다. 한편 진보진영과 야권에서는 전작권 전환 및 한미연합사 해체의 사실상 무기 연기 합의에 대하여 비판하였다.

#### 찬반 논란
한민구 국방부 장관은 2014년 10월 27일 국회 답변에서 '군사주권 포기'라는 새정치민주연합 문재인 의원 등의 질의에 대하여 '한반도의 여러 여건 등과 관련하여 최대한 효율적인 체제인 연합방위 형태로 유사시에 대비하고 있으며, 우리 군의 전작권 환수 의지는 확고하고, 무엇보다 전시작전통제권 문제는 주권 사항이 아니다'고 답변하였다.
박휘락 국민대 교수 등도 작전통제권은 주권사항이 아니라 전시 지휘의 단일화를 위한 기술적인 사항에 불과하다고 지적한다. 전작권이 환수되어서 한국군-미군으로 지휘권이 분산될 경우 전면전 시 전쟁 수행에 있어 한국-미국 연합군간에 혼란과 불필요한 갈등이 발생할 가능성이 높아지기 때문에, 한미연합사령관이 전작권을 행사하는 것은 효율적인 전쟁, 작전 수행에서 필수적인 ‘지휘의 단일화(Unity of Command)’를 이루기 위한 수단이라는 것이다. 결론적으로, 효율적인 전쟁 수행을 위하여 작전통제 분야에서만 한미연합사령관이 권한을 행사하는 것이며 따라서, 작전을 제외한 군수, 인사 등의 사항은 한국에 계속 속하므로 전작권은 주권과 관계 없는 사안이라는 입장이다.
한미연합사령부가 설치될 때 참고로 한 북대서양조약기구 역시 유사시 미군 사령관이 최고사령관이 되어서 회원국이 제공하는 모든 부대에 대하여 작전통제권을 행사하고 있다. 이에 대하여 나토 국가들은 미군사령관의 작전통제를 주권 침해로 간주하지 않고 있다. 또한, 작전통제권을 수단으로 한 단일지휘는 한국군과 미군 간에만 존재하는 특이한 관계가 아니며, 제2차 세계대전, 한국전쟁, 이라크 전쟁 등에서 보편적으로 적용되었고, 지금도 어떤 형태로든 연합작전이 전개되면 대부분 이 작전통제를 적용하고 있기 때문에 주권사항이 아니라는 것이다.
전환론자들의 '나토의 사례와 한국군의 사례는 전시 연합사령관의 지휘병력 규모 등을 볼 때 다르다'는 주장에 대하여서는 '한미연합사가 전시 대부분의 한국군 병력을 통제하는 이유는 한미 양국이 한국군 병력 대부분에 대하여 유사시에 한미연합사령관이 통제하도록 합의'하였기 때문이고, '한국이 필요하다고 판단할 경우 연합사령관의 지휘통제 대상에서 한국군 부대를 제외시킬 수 있기 때문에 주권 등의 문제사항이 아니'라고 반박하고 있다. 또한 현재에도 수도방위사령부, 제2작전사령부, 특수전사령부 등의 병력은 전시 연합사의 통제 대상에 포함되지 아니하고 유사시에도 한국군이 지휘 통제권을 행사한다는 점을 들어서 전시 연합사령관이 대부분의 군 병력에 대하여 통제하는 것이 전환론자들의 주장처럼 문제가 되지 않는다는 입장이다. 한미연합사령관이 주한미군 사령관이고 한국군은 연합사 부사령관을 임명하여서 미군 사령관-한국군 부사령관 구조가 형성되어서 한국군이 미군에 종속된다는 전환론자들의 주장에 대하여서는, 지휘의 단일화를 위하여 주한미군사령관이 한미연합사령관으로 지휘하지만, 한국군 대장이 부사령관으로 임명되고, 연합사의 모든 부서가 한국군과 미군이 각각 50 : 50으로 혼성 구성되어 있기 때문에 연합사령관이 단독으로 결정하고 한국군은 그에 종속된 것이라는 주장은 사실을 호도한 것이며, 미군에 한국군이 종속된 관계가 아닌, 한-미 양국의 완벽한 연합방위체제이며 이는 주권과 아무 관계 없는 사항라고 반박한다.
전작권 전환론자들은 이러한 입장에 대하여, 나토 28개 회원국 병력 가운데, 미국이 사령관으로 있는 나토사령부의 병력은 10%도 안되며, 자국 병력은 모두 독자적인 작전지휘통제권을 행사하고 있어서, 대부분의 군 병력이 한미연합사령관의 지휘를 받는 우리하고는 다르다는 점을 들어서 반론을 제기하고 있다. 한-미 연합방위체계는 개념상 미군이 사령관, 한국군이 부사령관을 맡아 미군 밑에 한국군이 들어가는 것으로, 이것은 주권사항의 침해이고 문제가 있다는 주장이다. 이들은, "한 나라 군대가 다른 나라 군 사령관의 통제를 받는 것이 정상이면, 다른 나라도 다 했을 것"이라면서, 전시작전권의 전환은 미군과 한국군을 종적 관계에서 횡적 관계로 만들자는 것이라고 지적한다. 전작권 전환 반대측에서 제시하는 수도방위사령부 등의 사례에 대해서도 제2작전사령부는 군수지원 및 훈련 목적의 사령부로 군정을 담당하여서 군정과 군령을 분리해야 한다는 미군 자체 원칙에 따라서 한미연합사령관이 통제하지 않는 것이며, 수방사 또한 박정희 전 대통령이 쿠데타 방지 차원에서 신설한 부대여서 전쟁 지휘가 목적인 연합사령관의 지휘 대상에서 제외된 것임을 지적하고 있다.
또한 이들은 전작권이 주권사항에 해당한다는 입장이다. 전환론자들은 전작권이 주권사항이라는 인식이 한미양국 지도층 사이에 존재하고 있다는 사례를 들고 있다. 조지 W 부시 행정부 시절 백악관 국가안보회의(NSC) 아시아담당 국장을 지낸 빅터 차 조지타운대 교수는 2009년 논문에서 “작전통제권이라는 ‘엄청난 국가주권’을 침해한 이유는 한-미 연합전투력을 용이하게 하기 위해서였을 뿐만 아니라 북한에 대항해 한국이 호전적 성격의 일방 행위를 하지 못하도록 하기 위해서였다”고 지적했으며, 평시작전통제권의 환수를 추진했던 군인 출신 노태우 전 대통령도 “독자적으로 지휘권을 갖지 못한 것은 주권국가로서는 창피한 일이었다”고 밝혔다. 2007년 전작권 전환 합의를 강력히 추진한 노무현 전 대통령은 여러 차례에 걸쳐서 전작권을 한국군이 행사해야 하는 것이 주권을 제대로 행사하는 것이라고 말하였다. 노무현 대통령은 2006년 8월 '전작권은 자주국방의 꽃이자 국가근간의 핵심'이라고 말했고, 2006년 11월 민주평통 자문위원 회의에서는 '자기 나라 군대를 스스로 작전통제하는 것이 반드시 필요하다'는 입장을 밝히면서 전작권 전환에 반대하는 군 장성들에 대하여 '부끄러운 줄 알아야지'라고 비난하기도 했다. 그는 '미군에 의지하려는 마음을 한국군이 가지고 있는 것은 문제이고, 전작권을 한미연합사령관이 통제하지 않아도 우리 스스로 한국을 방위할 능력이 있다'고 밝혀 전작권이 주권사항이라는 인식을 강하게 나타냈다.
한편, 전작권 전환론자들은, 한미 연합 지휘체계에서 양측이 동일한 영향력을 행사하도록 규정하고 있으나, 현실에서 양측의 영향력이 동일하게 작동할 가능성에 의문을 제기한다. 이들은 2005년 한미 안보협의회와 군사위원회의 합의를 위반하고 한미연합사에서 작전계획 5029 작성을 시도하면서 빚어졌던 갈등이나 북한의 도발에 대해 응징에 나서려는 한국 정부에 대하여 미국 정부가 반대하였던 사례를 들고 있다.
그러나, 전작권 전환 재연기론자들은 현행 한-미 연합 지휘체계에서 연합사령관이 한-미 대통령(통수권자), 한미안보협의회(SCM), 합참의장 간 군사위원회(MC)의 전략지시와 작전지침을 받아 전작권을 행사하도록 돼 있고, 한미연합사 역시 한국군과 미군이 50 : 50의 비율로 구성하고 있기 때문에 일방적인 의사결정이 불가능함을 지적하며 전환론자의 주장을 반박한다.
전작권 전환론자들은 유사시 미군의 지원은 한-미 상호방위조약과 미국의 안보 공약에 의해 이뤄지는 것이지 전작권 보유 여부와 무관하다고 주장한다. 전환론자인 문정인 연세대 교수의 경우, "실제 미군이 전쟁에 개입할지, 또 얼마나 병력을 보낼지는 미국의 국가 이익, 국내의 여론과 국제 정세 등 다양한 요인에 의해 결정되고, 2003년 이라크 침공 때 14만명을 동원하는 데 7개월이 걸린 것을 볼 때, 미국이 전작권을 갖고 있으면 자동개입할 것이라는 건 현실과 동떨어진 믿음"이라고 말했다. 전환론자들은 또한, 미국의 방위공약 중 핵심인 확장적 억제에 대해서도 이는 핵 비확산을 핵심 안보이익으로 보는 미국의 정책에서 나오는 것으로 전작권과는 관련이 없다고 주장한다. 미국의 확장억제 제공은 동북아의 연쇄 핵 무장을 막기 위한 것이라는 논리다. 미국이 확장억제를 제공하지 않을 경우, 일본, 한국 등이 핵 무장에 나서면서 동북아 전체가 핵 무장을 하게 될 가능성이 높기 때문에 확장억제를 제공한다는 것이다. 또한 이들은, 북핵 대응 차원에서 한미연합사령관이 전시작전권을 행사하여야 한다면, 미국은 일본 자위대나 북대서양조약기구회원국 군대에 대해서도 작전통제권을 행사하여야 한다면서 전환 연기론자들의 주장인 '북핵대응론'에 대하여 반론을 제기하고 있다.
이러한 주장에 대하여 정부는 지속적으로 그 능력이 증가하여 큰 위협이 되고 있는 북핵과 북한의 미사일 위협에 대응하여 한국을 방위하기 위하여서는 당장 미국의 핵우산 등 확장억제력이 반드시 필요하다는 입장이다. 북한은 13년 2월 3차 핵실험 이후에 사실상 핵을 보유한 것으로 추정되고 있고, 커티스 스캐패로티 주한미군사령관도 미 의회 청문회에서 '북한이 핵무기의 소형화를 마친 것으로 추정된다'고 답변했다. 북핵, 미사일 위협에 대하여 계획만 있을 뿐 실질적인 준비가 전혀 되어 있지 않은 현 시점에 무리하게 전작권을 전환할 경우 확장억제력이 약해져서 북핵에 대한 안보 공백이 심각하게 우려된다는 것이다. 이는 전작권을 한미연합사령관이 행사해야 한반도에 전면전이 벌어졌을 때 미군이 적극 개입할 수 있다는 논리에 근거한다. 즉, 현재는 미군 대장이 한미연합사령관으로서 전쟁억제에 관한 책임을 지니고 있기 때문에 유사시 미 본토의 핵억제 및 응징보복 전력을 적극적으로 요청하여 북한의 도발 및 핵미사일 위협에 대응할 것이다. 그러나 전작권이 전환되어 한미연합사가 해체될 경우 한국 합참의장이 미 합참의장에게 확장억제나 핵우산의 전개를 요청하여야 하는데, 자국 사령관이 요청하는 경우에 비해서 미군의 적극성이 떨어질 것은 명확하므로 북한이 오판하여서 핵 위협을 할 가능성이 현재에 비하여 크게 높아진다는 주장이다. 즉, 전작권이 전환되어 한미연합사가 존재하지 않을 경우 한국의 안보에 대한 미국의 적극성은 현재보다 떨어질 것이며, 북한이 오판할 가능성도 높아진다는 지적이다. 특히, 전환론자와 진보진영이 제시하는 일본 자위대나 북대서양 조약기구 회원국의 사례에 대하여서는, 일본이나 북대서양 조약기구 회원국을 직접 겨냥하여 핵 위협을 하는 적국이 없고, 또한 이들 국가는 준전시 상태가 아니라는 점을 들어 반박한다. 북한 국방위원회는 2014년 11월 23일에도 성명을 발표하여 '이 땅에 핵전쟁이 터지는 경우 과연 청와대가 안전하리라고 생각하는가"며 공개적인 적대행위의 의사를 표시하면서 대한민국을 위협하였다. 이렇게 북한의 핵전쟁 위협이 항상 상존하고 있어 안보환경이 불안한 대한민국과 일본, 북대서양조약기구 회원국을 전환론자의 주장처럼 동일시하는 것은 근거가 부족하며 부적절하다는 지적이다.
전작권 전환 연기에 따라서, 전환 조건을 갖추기 위한 국방예산의 증액으로 인하여 발생하는 재정적인 부담 증가에 대한 우려도 있다. 전환조건으로 제시한 한국형 미사일방어체계, KAMD와 킬체인을 갖추는 데 17조 원의 비용이 들어갈 것으로 추정되고, 주한 미군 방위비 분담금 증액 등 미국이 안보 비용 분담을 요구해 올 가능성이 있다는 지적이다. 그러나, 신인균 자주국방네트워크 대표 등은 재정적인 비용 부담보다 전작권 전환 연기로 인한 경제적 이득이 더 크다고 지적하고 있다. 한국군이 미군 수준의 전력과 정보자산을 갖추기 위해서는 현재 국방비에서 수십 조 원 이상이 더 필요하나, 전작권 전환 재연기로 이러한 경제적 부담을 피할 수 있게 되었다는 설명이다.
한미 양국 국방장관이 제시한 전작권 전환 조건의 실현 가능성에 대한 비판이 있다. 북한의 비대칭 위협이 없어지고, 우리 연합방위능력이 증강되고, 동북아 전구가 안정적이 될 가능성이 거의 없다는 비판이다. 한민구 국방장관은 '우리 군의 전작권 전환 의지는 확고하다'고 말했으나, 실질적으로 전환 의지가 없다는 지적이다. 설령 KILL-CHAIN과 한국형 미사일방어체제를 구축한다 하더라도 북핵, 북한의 미사일 위협은 계속하여서 증가하기 때문에 북핵에 대해 효율적으로 대처하기는 어려울 것이라는 주장도 있다. 더불어서 킬 체인 등이 2020년대 중반까지 구축되기 어려워서, 한민구 장관이 제시한 2020년대 중반이라는 시점에서 전작권 전환이 불가능하다는 비판이 있다. 결론적으로, 2014년 한미 국방장관 간의 공동성명에서는 한미연합사의 해체 및 전작권 전환을 사실상 무기 연기했다는 것이다.
전작권 전환론자들은 한국군 현역 및 예비역 장성들이 '한국군이 마치 미군과 같은 하드·소프트웨어를 가져야 작전지휘권을 행사할 수 있다고 생각하는데, 이렇게 생각할 시 미국 외에 자기 나라 군을 지휘통제할 수 있는 나라는 하나도 없을 것'고 지적한다. 그러나, 이미 한미연합사를 통해 미군의 효율적인 지휘체제와 강력한 군사력을 활용할 수 있는데, 전작권을 전환하여서 단독으로 한국군을 지휘통제하는 것보다는 한미연합사 체제가 훨씬 더 효율적인 방위체제라는 반론이 제기된다. 국방에 있어 핵심은 전작권의 단독 행사가 아니라 강력하고 효과적인 방위체제 구축이기 때문이다.
한편, 킬 체인 구축에 관해서 킬 체인의 핵심은 육·해·공 합동 지휘통제 체계와 공군력 중심의 합동전력 확보인데, 이를 갖추려면 먼저 우리 스스로 전작권을 갖고 그에 따라 이를 기획·분석할 수 있어야 한다는 지적이 있다.
박근혜 대통령이 2012년 대선 후보 시절 공약집, 회견 등을 통해 '2015년 전작권 전환을 차질 없이 준비하겠다'고 제시한 공약을 파기한 데 대한 비판이 제기되었다. 새정치민주연합 문희상 비상대책위원장, 정의당 등 야권은 공약 파기라며 강하게 비판하였다. 청와대는 공약 파기라는 비판에 대하여 '어떤 경우에도 계획된 전환시기를 반드시 지켜야 한다는 공약의 철저한 이행보다는 국가안위라는 현실적 관점에서 냉철히 봐야 할 사안"이며, '2013년 2월 3차 핵실험에 따라 북핵이 현실화됐고, 3월과 4월에도 북한의 의도적인 안보위기 조성 움직임이 있어 안보환경이 근본적으로 변했다"며 "전작권 전환을 준비하는 과정이나 전환되는 시점, 또 전환된 이후에도 우리 안보에는 한 치의 빈틈이 있어서는 안 된다는 게 정부 입장'이라고 밝혔다.

### 박정희 장군 전역공원의 재명명
박정희의 딸 박근혜가 대통령이 되자, 철원군은 2013년 3월 26일 '군탄공원'을 다시 '박정희 장군 전역공원'으로 최종 확정한다. 전역기념비과 그 일대에 7천평에 가까운 규모의 공원이 이 공원이다.

### 광복회관 청사 재건립
2014년 1월 국가보훈처는 친일 행위자 후손들로부터 귀속한 재산을 활용해 서울 영등포구 국회의사당 앞 광복회관을 오는 2016년까지 재건축하겠다고 발표한다.

### 임진왜란 한산대첩기념비 제막식
1979년 한산대첩기념비를 완공후 박정희 대통령 서거로 제막식을 치르지 못한다. 그래서 제막식을 2013년 8월 한산도에서 거행한다.

## 정치, 행정

### 인사 문제

#### 국무위원 등 정무직 내정자의 자질 논란과 잇따른 낙마
박근혜 대통령이 당선인 때 내정한 국무총리 후보자가 병역문제, 부동산 투기의혹 등으로 사퇴하고, 이후에도 방산업체 관련 의혹을 받고 낙마한 김병관 전 국방부 장관 내정자 등 장관 후보자들이 일부 낙마하였다. 윤진숙 해양수산부 장관의 경우 인사청문회 과정에서 자질 논란이 벌어져 비판이 크게 제기되었다. 특히 여론의 비판 및 야당의 반발에도 임명을 강행한 윤창중 청와대 대변인이 성추행 스캔들을 일으키는 등 취임 초기부터 인사 문제를 겪어서 인사 참사라는 말까지 나오게 되었다. "인사참사"는 집권 2년차에도 이어졌다. 2014년 6월 24일, 전관예우 논란 등으로 자진 사퇴한 총리후보자 안대희에 이어 후보자로 지명된 문창극마저 사퇴함으로써, 4명의 국무총리 후보자 중 3명이, 또한 2명의 후보자가 연달아 인사청문회 전에 낙마하는 사태가 발생하였다. 이후 2014년 7월에는 김명수 교육장관 내정자가 제자 논문 표절 의혹 등으로 지명이 철회되고, 문체부 장관 내정자는 위증 논란으로 사퇴하는 등 인사 문제가 계속되었다.
아래의 표는 박근혜 정부의 정무직 공직자 중 국회 인사청문회에서 미흡 또는 부적격 의견이 제시된 사람 및 각종 논란으로 인하여 경질되거나 자진 사퇴한 사람의 명단이다.
| 이름   | 내정 직책                 | 제기된 의혹 및 논란                            | 인사청문보고서 | 결과                             |
| ------ | ------------------------- | ---------------------------------------------- | -------------- | -------------------------------- |
| 김용준 | 국무총리                  | 아들 병역 문제 및 부동산 투기의혹              | 해당 없음      | 인사청문요청안 제출 전 자진 사퇴 |
| 김종훈 | 미래창조과학부 장관       | 국적 및 CIA 이력 논란                          | 해당 없음      | 청문회 전 자진 사퇴              |
| 황철주 | 중소기업청장              | 보유주식 백지신탁 문제                         | 해당 없음      | 사퇴                             |
| 김학의 | 법무부 차관               | 성접대 의혹                                    | 해당 없음      | 임명 후 사퇴                     |
| 윤상직 | 산업통상자원부 장관       | 부동산 투기, 증여세 납부 회피 등               | 미흡           | 임명                             |
| 진영   | 보건복지부 장관           | 고액 후원금 수입, 아파트 세금 축소 신고 의혹   | 미흡           | 임명                             |
| 류길재 | 통일부 장관               | 논문 중복게재 의혹                             | 미흡           | 임명                             |
| 남재준 | 국가정보원장              | 부동산 투기 의혹                               | 미흡           | 임명                             |
| 신제윤 | 금융위원회 위원장         | 다운계약서 작성 및 업무추진비 사적 유용 의혹   | 미흡           | 임명                             |
| 이동필 | 농림축산식품부 장관       | 병역회피 의혹                                  | 미흡           | 임명                             |
| 황교안 | 법무부 장관               | 전관예우 및 편법 증여 의혹                     | 부적격         | 임명                             |
| 서남수 | 교육부 장관               | 양도소득세 탈루 의혹, 위장전입                 | 부적격         | 임명                             |
| 방하남 | 고용노동부 장관           | 증여세 탈루 의혹                               | 부적격         | 임명                             |
| 조윤선 | 여성가족부 장관           | 보유주식 신고 누락, 증여세 회피                | 부적격         | 임명                             |
| 현오석 | 부총리 겸 기획재정부 장관 | 세금탈루 의혹                                  | 채택 무산      | 임명                             |
| 김병관 | 국방부 장관               | 무기 중개 업체 고문 경력과 부동산 투기 등 의혹 | 채택 무산      | 사퇴                             |
| 한만수 | 공정거래위원회 위원장     | 역외 탈세 의혹                                 | 해당 없음      | 인사청문회 전 자진 사퇴          |
| 윤진숙 | 해양수산부 장관           | 자질 논란                                      | 채택 무산      | 임명                             |
| 최문기 | 미래창조과학부 장관       | 사외이사 겸직, 농지법 위반 논란                | 채택 무산      | 임명                             |
| 이경재 | 방송통신위원회 위원장     | 양도세 탈루 의혹, 정치후원금 논란              | 채택 무산      | 임명                             |
| 안대희 | 국무총리                  | 5개월 16억의 고액 수임료 등 전관예우 논란      | 해당 없음      | 인사청문요청안 제출 후 자진 사퇴 |
| 문창극 | 국무총리                  | 부적절한 교회 강연 발언 논란                   | 해당 없음      | 인사청문요청안 제출 전 자진 사퇴 |
| 김명수 | 교육부장관                | 논문 표절 의혹 등                              | 채택 무산      | 지명 철회                        |
| 정성근 | 문화체육관광부장관        | 부동산 투기 논란, 위증 논란 등                 | 채택 무산      | 사퇴                             |

#### 인사의 지연 및 그로 인한 장기간의 공석 발생
박근혜 정부의 출범 이후, 사의를 밝히거나 임기가 만료된 공공기관장이나 공기업 사장의 후임자 인선이 장기간 이루어지지 않으면서 비판이 제기되었다. 통상, 물러날 공공기관장은 더 이상 새로운 사업을 추진하고 조직원에게 영향을 미치기 어려우며, 기관장이 공석일 경우에도 새로운 사업을 추진하기보다는 기존 직무를 수행하는 데 그치기 때문이다. 한국관광공사의 경우 이참 사장의 임기 만료 이후에도 상당 기간 후임자가 임명되지 않아서 이참 사장이 임기만료 이후에도 수개월간 사장직을 계속하여 수행하였다. 또한, 한국수력원자력은 2013년 5월 김균섭 사장이 원전부품 시험성적서 위조사건의 책임을 지고 물러난 이후 4개월가량 사장이 공석이었고, 한국지역난방공사도 2013년 5월 정승일 전 사장이 사임한 지난 4개월 이상 사장직이 공석이었다.
정무직 인사에서도 비슷한 양상을 보였다. 청와대 정무수석의 경우 2013년 5월 이정현 수석이 홍보수석으로 이동한 직후부터 2개월가량 공석이었으며, 복지부 장관과 감사원장의 경우에도 사임 이후 1 - 2개월이 지나고 나서야 후임자가 내정되었다.
특히, 각부처의 1급 뿐만 아니라 국장급, 과장급 인사에서도 장기간의 공석이 발생하였다. 통상적으로 대부분의 정부에서는 관리관인 1급에 대하여서만 청와대가 직접적으로 인사권을 행사하였는데, 현 정부에서는 일부 과장급까지 사실상 직접 인사권을 행사하였다. 이 과정에서 장기간 공석인 자리가 여럿 발생하고, 공석이 생기면서 그 국장 또는 과장의 업무가 제대로 수행되지 않아서 부처의 업무에까지 문제가 생겼다. 또한, 인사 적체까지 발생하여서 공무원들의 불만이 발생하기도 하였다. 이러한 문제에 대하여 청와대에서는 검증을 이유로 들었다. 적절한 인사를 찾는 과정에서 검증 작업에 많은 기간이 필요하다는 것이다. 그러나 이에 대하여서는 검증이 중요하다고 하더라도 지나치게 오랜 시간 동안 인사가 지연되고 있다는 비판이 제기되었다.
2014년에도 인사 지연은 계속되었다. 2월 윤진숙 해양수산부 장관의 경질 이후 3일 만에 이주영 새누리당 의원이 내정되어서 인사 지연이 해소되느냐는 기대가 있기도 하였으나, 이후에도 상당수의 기관장, 부처의 실, 국장 및 과장급 인사가 지연되었다. 특히 4월 세월호 사고가 발생한 이후에는 인사가 중단되어서 해운 관련 공공기관 등에서 기관장 공백이 발생하였고, 부처에서도 인사 지연 및 적체가 발생하였다. 2014년 6월에는 경제부처의 국장급 9개 자리가 공석이었는데, 일부 직위의 경우 8개월 이상 공석이었다. 이렇게 국장급에서 수개의 자리가 공석인 경우가 발생한 것은 극히 이례적인 사례였다. 정부 부처의 경우 통상 연말연시에 정기인사를 시행하는데, 청와대가 임명을 하지 않으면서 반년가량 공석인 자리가 발생하였다는 비판이 있었다. 9월 청와대 송광용 교육문화수석의 사퇴 이후에도 2개월가량 후임자가 지명되지 않았다. 7월 정우택 새누리당 의원은 "주택금융공사 사장의 경우 6개월간 공석이 이어지고 있는 점을 지적하면서 공공기관의 인사가 지연되면 공공기관의 활동에도 영향을 미치는 등 문제가 심각하므로 신속한 인사 진행이 필요하다‘고 말하였다. 2014년 10월 국정감사에서 나선화 문화재청장은 한국전통문화대학 총장 인사가 6개월 이상 지연되는 이유를 묻는 한선교 새누리당 의원의 질의에 대하여 ‘위에서 결재가 나지 않는다’고 밝혀서 논란이 되기도 하였다.

이러한 인사 지연에 대하여서는 언론, 정치권 등에서 많은 비판이 제기되고 있다. 특히 청와대가 부처의 국장 및 일부 과장급 인사까지 직접 하는 것에 대한 비판이 크다. 이로 인하여 청와대의 인사팀이 지나치게 많은 인사 대상자를 검증하게 되어서 정작 정치적, 경제적, 사회적으로 비중이 큰 정무직 및 공공기관장의 인사를 적시에 수행하지 못하게 되며 또한 박근혜 대통령이 공약으로 제시한 책임장관제 역시 사실상 지켜지지 못했다는 것이다. 부처의 장관이 인사권을 행사하여야 실질적으로 그 부처를 장악하게 되고, 리더쉽을 가질 수 있는데 부처 장관이 자신의 부처에 대하여 인사권을 가지지 않고 있으니 부처의 공무원들은 인사권을 행사하는 청와대 쪽만 바라본다는 비판이다.
한편, 실, 국장 및 과장급의 인사는 인사발령이 날 경우 과장은 국장급으로, 국장은 1급으로 이동하는 등 대체로 연쇄적으로 실시되어서 인사 지연시 상당수의 공무원들이 인사를 신경쓰느라 제대로 직무에 충실하지 못한다는 비판도 크다. 이렇게 공석인 자리가 지나치게 많이 발생하여서 국정과제가 힘있게 추진되지 못하고 심지어 국정운영에 있어 상당한 비능률까지 보인다는 비판이다. 여당에서도 이에 대한 비판이 제기되었다. 조해진 새누리당 의원은 ‘현실적으로 청와대 인력이 제한돼 있기 때문에 인사가 계속 지연되고 있는 것"이라고 지적하며 ‘장관은 인사권을 행사할 수 없으니 부처에서 리더십을 발휘하지 못하고 무력감을 느끼며, 국장, 실장, 과장급까지 청와대가 직접 인사를 하겠다는 의욕을 보이면서 인사권자인 장관의 추진력이 없어지는 문제를 해결해 달라'고 당 지도부에 말했다.

#### 적절성 논란이 제기된 인사들
2014년 8월, 한국관광공사 감사에 자니윤(본명 윤종승)이 임명되었다. 자니윤씨는 충북 음성 출신으로 1959년 미국으로 가 쟈니 카슨의 '투나잇 쇼'에 출연하며 인기를 끌다, 1989년 돌아와 한국방송공사에서 '쟈니윤 쇼'를 진행했으며, 2013년 한국 국적을 되찾았다. 윤씨는 대선 때 박근혜 새누리당 후보 대선 캠프의 재외선거대책위 공동위원장을 맡았었다. 임명 이후부터 정치권 뿐 아니라 대부분의 언론에서 자니윤씨는 보은 인사이며, 생애 대부분에서 회계검사 영역에 종사해본 적이 없는 그가 임명된 것은 황당한 인사라는 비판이 제기되었다. 한국관광공사 노조는 낙하산 인사라고 비판하고, 관광 산업 경험이 전무한 방송인 윤씨가 임명된 것은 잘못된 것이라는 내용의 성명을 발표했다. 국정감사에서도 여야가 한목소리로 부적절한 인사이므로 물러나야 한다고 주장했다. 야당은 물론이고, 여당 의원조차 납득할 수 없다고 말하면서, 전문성이 부족하다고 비판했다. 국감에서 최민희 새정치민주연합 의원은 그의 감사 지원서를 공개하였는데, 자니윤씨는 관광공사의 감사 지원서에서 자신이 박근혜 대통령의 선거 운동에 기여했다는 점을 강조하고, 또한 사장의 경영 방침을 지원하는 것이 감사의 임무라고 밝혔다. 이에 대하여 '친박'인사라는 점을 지원서에 강조한 점, 그리고 감사 직무에 대하여서도 그가 적절하게 알지 못하고 있다는 것에 대하여 비판이 제기되었다.
박근혜 대통령은, 2014년 11월 3일 최이우 목사를 국가인권위원회 비상임인권위원으로 임명했다. 하지만 최 목사는 한 기독교방송에 출연해 "(동성애) 차별 금지법안 문제가 우리 사회에 가져올 폐해를 기독교가 염려하고 있다. 약자에 대한 보호와 사랑 때문에 삶 속의 죄악까지도 용납해야 한다는 문제가 생긴다면 교회가 철저히 거부해야 한다"고 한 발언 등으로 인해 비판 받고 있다. 차별 시정 기구인 국가인권위원회에 공공연히 동성애를 '죄악'으로 표현한 목사가 인권위원으로 임명됐다는 것이다. '국가인권위 제자리 찾기 공동행동', 민주사회를 위한 변호사모임(민변) 소수자위원회 등은 10일 서울시 중구 인권위 앞에서 기자회견을 열어 박근혜 대통령이 지난 3일 비상임 인권위원으로 임명한 최이우 목사의 사퇴를 촉구했다.

#### 영남 편중 인사
2015년 3월 기준으로, 대통령을 포함한 상위 인사 중 영남 출신이 73%를 차지했다. 검찰·경찰·국세청·감사원·공정거래위원회 등 5대 권력기관의 기관장은 모두 영남 출신이다. 특히 5대 권력기관 고위직(검찰은 검사장급 이상) 168명 가운데 영남권은 71명(42.3%)에 달했다. 이어 수도권 32명(19%), 호남권 30명(17.9%), 충청권 28명(16.7%), 강원 5명(3%), 제주 2명(1.2%) 순이었다. 검찰은 검사장급 이상 47명 중 20명이 영남이고, 호남과 수도권은 각각 10명이다. 경찰은 본청 국장·지역청장 이상 40명 중 19명이 영남인 반면 충청권(9명), 호남권(6명), 수도권(2명)은 소수였다. 국세청 역시 국장급 이상 30명 중 14명이 영남 출신으로 조사됐다. 박 대통령 등 상위 인사 11명(국회 부의장 2명)을 살펴봐도 영남권(8명)이 대부분이었다. 전·현직 국무위원(장관 및 국무총리) 33명의 경우 수도권 12명(36.4%), 영남권 11명(33.3%), 충청권 5명(15.2%), 호남권 4명(12.1%)으로 나타났다. 올해 2월 현재 차관급 이상 인사 고위직 132명 가운데는 영남권 37.1%, 수도권 29.5%, 호남권 15.9%, 충청권 12.1%, 강원 4.5% 순이었다. 청와대 인사에서는 영남권 중에서도 대구경북 편중이 뚜렷했다. 박 대통령 취임 후 임명된 전현직 비서관급 이상 고위직 115명 가운데 영남권 출신은 41명(35.7%)이었는데, 이 중 대구경북은 31명이다. 이에 비해 수도권은 32명, 호남권은 14명, 충청권은 18명에 불과했다. 올해 2월 기준으로 청와대 수석비서관급 이상 20명을 살펴본 결과에서는 영남권이 9명(45%)으로 절반에 가까웠다. 이 가운데 대구경북은 7명을 차지했다. 공기업, 준정부기관 등의 기관장으로 임명된 234명의 출신지 조사에서도 영남권은 100명(42.7%)을 기록했다. 금융공기업의 경우 기관장 등 임원 64명의 출신지는 31.3%가 영남권이었고, 호남권과 충청권 출신은 각각 12.5%에 그쳤다.
2015년 초에 있었던 검찰 인사에 대해서는, "TK가 요직을 독식"했다는 비판이 제기된다. 서울중앙지검장의 경우 박성재 대구고검장이 임명되면서 네 번 연이어 TK 출신이 바통을 잇는 기록을 세웠다. ‘정윤회 문건 유출사건’에 대한 부실 수사 논란에 휘말렸던 김수남 지검장이 검찰 내 2인자 격인 대검 차장으로 발령 난 것도 납득할 수 없다는 비판이 제기된다. 중앙일보 사설에서는“현 정부가 30% 이하로 떨어진 지지율을 만회하기 위해 검찰을 친위대로 활용할 것”이란 소문까지 언급된다. 이런 상황에서 이명재 청와대 민정특보-우병우 민정수석-김 대검 차장-박 중앙지검장 등 TK 중심으로 꾸려지게 된 현 정부의 사정라인에 대해 국민이 신뢰를 보낼 수 있을지 의문이라는 것이다.

### 2013년 정부조직법 개정 관련 사태
박근혜 당선인의 18대 대통령직 인수위는 2013년 1월 16일 15부 2처 17청을 해양수산부와 미래창조과학부 등을 신설하여 17부 3처 16청 체제로 개편하는 정부조직 개편안을 발표하고, 관련 법안을 국회에 의원입법 형식으로 제출하였다. 이 중에서 미래창조과학부로 방송 관련 기능을 통합하는 것에 대하여 야당이 강력하게 이의를 제기하였다. 이에 따라 여야는 협상을 하였으나 합의에 도달하지 못하였고, 마침내 정부 출범일인 2월 25일까지 정부조직법 개정에 합의하지 못하였다. 따라서 전례 없는 사태인 정부 출범 이전에 정부조직법이 국회를 통과하지 못하는 사태가 벌어져 혼란이 발생하게 되었다.
이에 따라 신임 장관들이 임명되지 아니하였고, 결국 삼일절 행사에 신임 대통령과 전 정부의 각료들이 참석하는 일이 벌어졌다. 3월 4일 박근혜 대통령은 취임 이후 첫 대국민담화를 통해 정부조직법 개정안의 조속한 국회 처리를 요청했다. 또한, 각 수석비서관별로 정부조직법 개정 지연으로 인한 혼란이 발생하지 않도록 철저하게 관리하여 '비상정부운영'을 하도록 지시하였다. 이후 3월 13일 박 대통령은 정부 출범 16일만에 국회 인준 절차가 완료된 14개 부처의 장관을 기존 정부조직법에 따라 임명하였고 첫 국무회의를 개최하였다.
여야는 계속하여 정부조직법안에 대하여 협상을 계속하였으며 결국 정부 출범 30여일 , 개정안 제출 52일 만인 3월 23일 여야 합의로 정부조직법 개정안이 국회를 통과하였다. 이후 박 대통령은 새로 설치된 미래창조과학부 및 해양수산부 장관에 대하여 지명하였고, 4월 18일 윤진숙, 최문기 장관에게 임명장을 수여하면서 정부 출범 52일만에 조각을 마쳤다. 이는 이명박 정부가 정부출범 전인 2월 22일 정부조직법 개정안을 국회에서 통과시키고, 2월 28일 공포한 것 및 3월 11일 조각을 완료한 것에 비하여 크게 늦은 것이다.
이로 인하여 취임 초기의 국정이 대혼선을 빚었으며, 일반적으로 대통령의 취임 첫해에 가장 중요하다고 하는 첫 100일 중 절반 가까이를 허비했다. 정부조직법 관련 사태는 조속한 정부 출범에 대한 협력 대신 강경 대응으로 일관한 민주당의 지나친 발목잡기, 여당이 야당과의 조속한 타협을 통한 법안 처리 대신 원안 고수 입장을 보인 것, 박근혜 대통령의 지각 인선, 국회 선진화법으로 인한 법안 직권상정 불가 및 여당의 강행처리 무산 등이 복합적으로 작용하면서 발생하였다.

### 철도 파업
2013년 12월 9일 '수서발 경부고속선 자회사 신설'에 대하여 철도노동조합이 반대 의사를 밝히며 파업에 돌입하였다. 이로 인하여 KTX의 경우 운행률이 평소 대비 75%로 줄여서 운영되었다. 또한, 필수 운영 인력의 배치 대상이 아닌 화물 열차의 운행률이 평소 대비 30 % 정도까지 낮아지면서 시멘트, 석탄 등에 있어서 전국적인 물류 대란이 벌어졌다.
정부는 이 파업에 대하여 노동관계법에서 규정한 합법 파업 사유인 근로조건, 임금인상 요구에 대한 파업이 아니라, 이와는 관련없는 경영간섭 및 정치적 파업으로서 불법이라고 규정하였다. 철도노조의 파업 이후 코레일 노조와 사측은 수차례 협상을 하였으나 결렬되었다. 파업이 기존 최장 기간인 7일을 넘어서 23일간 벌어짐에 따라 막대한 피해가 발생하였고, 여론이 크게 악화되었다. 철도노조 측은 장기간 파업을 할 경우 물류비용 증대에 대하여 정부가 부담을 느끼고, 결국 자신들의 요구조건에 대하여 정부가 수용할 것으로 예상하였다. 그러나 정부와 코레일 사측은 원칙적으로 강경하게 대처하였고, 파업 참가 인력이 계속적으로 현업에 복귀함에 따라 파업 동력이 크게 악화되었다. 최연혜 코레일 사장은 파업 참가 인원 전원에 대하여 직위 해제를 결정하였다. 이에 따라 부담을 느낀 파업 참가 인원의 현업 복귀률이 크게 증가하였다. 파업 참가 인원의 현업 복귀률이 30 %에 달하면 파업이 중단되는 것이 철도 파업의 대체적인 수습이었고 12월 말 파업 복귀률이 30 %에 달하자 결국 철도노조는 파업을 중단하였다.
한편, 철도노조의 위원장 김명환, 대변인 최은철 등의 지도부는 지명수배되었고, 이들을 체포하기 위해 이들이 농성 중인 것으로 알려진 경향신문사 건물에 서울시경 경력이 진입하였다. 그러나, 철도노조 지도부는 사전에 도피하여 체포는 실패하였고, 서울시경은 체포영장만으로 경향신문사에 진입하였는데, 체포영장 집행과정에서 경향신문사의 집기 일부가 파손되었고, 경향신문은 이에 대하여 1면 머릿기사 등 지면 상당량을 할애하여 정부를 강하게 비판하였다. 한편 압수수색 영장이 없이 체포영장 집행을 위하여 경향신문사 건물에 진입한 것에 관하여 적법한 법집행이라는 주장과 위법한 법집행이라는 주장이 엇갈리며 법률적인 논쟁이 있었다. 이후 철도노조 지도부는 조계사, 민주당사 등에서 은신, 농성을 이어갔다.
정부는 12월 수서발 경부고속선 자회사 면허를 발급하였고, 철도노조의 현업 복귀를 요구하였다. 철도노조는 '수서발 경부고속선 자회사 신설' 문제에 대한 국회 소위 구성 및 '자회사 면허 발급 중지'를 강력하게 요구하였으나, 정부는 이에 대하여 논의 대상이 아니라고 일축하였다. 한편 야당은 철도노조에 동조하였고, 19일 박수현 원내수석부대표가 수서발 KTX 민영화 논란을 법적으로 불가능하게 하기 위해 수서발 KTX 민영화 금지 법안을 제안하였다. 정부, 여당은 이에 대하여 법률만능주의적 발상이라는 이유를 들어 부정적인 반응을 나타냈다. 철도노조의 파업 동력이 크게 약화된 12월 말, 새누리당의 김무성 의원과 민주당의 박기춘 의원은 철도노조 지도부와 파업 철회 요구조건에 대하여 협의하고, 철도노조가 요구한 국회 국토위에 철도소위를 구성하기로 합의하였다. 이에 따라 국회 국토위에 철도소위가 구성되었다. 이로서 철도 파업은 23일만에 마무리되었다.

### 2014년 정부조직법 재개정
박근혜 정부는 5월 19일 박근혜 대통령이 대국민 담화에서 밝힌 바와 같이 세월호 사고 후속대책으로서 안전기능을 강화하기 위한 정부조직의 조정을 추진하였다. 정부는 국무위원을 장으로 보하는 국가안전처(장관급), 인사혁신처(차관급)을 신설하고, 안전행정부를 행정자치부로 개편하며, 해양경찰청과 소방방재청을 폐지하여 그 기능을 국가안전처로 합치는 정부조직법 개정안을 6월 국회에 제출하였다.
장기간의 정치적 대치기를 거쳐 9월 말 여야는 정부조직법 개정안을 10월 말까지 국회에서 의결하기로 합의하였다. 국회는 10월 말 국민안전처(장관급, 국무위원을 안전처 장관으로 보함), 인사혁신처(차관급)를 신설하고 안전행정부를 행정자치부로 개편하며, 해경과 소방청을 폐지하되, 국민안전처 내에 중앙소방본부(차관급)와 해양경비안전본부(차관급)를 신설하여 그 기능을 유지하도록 하는 정부조직법 개정안을 통과시켰다. 이에 따라 정부조직은 현행 17부 3처 17청에서 17부 5처 15청으로 조정된다. 정부조직법 개정안은 11월 초에 국회에서 의결되어서 11월 중순 공포되었고, 박근혜 대통령은 국민안전처장에 박인용 전 합동참모차장을 내정하는 등 정부조직법 개정 후속 인사를 단행했다. 국민안전처, 인사혁신처는 서울 세종로 정부서울청사에, 국민안전처 해양경비안전본부는 해경 본청이 있던 인천 송도신도시에 설치되었다.

### 통합진보당 해산

#### 통합진보당 위헌정당 해산심판 청구
2013년 8월 국가정보원, 검찰 등에 의하여 적발된 '이석기 내란음모선동 사건' 이후 정부는 이석기가 속한 통합진보당이 위헌정당인지 여부에 대하여 검토를 진행하였다. 이를 위하여 법무부에 위헌정당해산청구 검토 TF(팀장 정점식)를 설치하였다. 위헌정당 TF는 통합진보당의 주요 구성원이 이석기 일파로서 이석기의 내란조직인 RO와 통진당의 주도세력이 일치하며, 통진당이 이석기 일파에 의하여 장악되었다고 결론내렸다. 또한, 통진당의 강령, 통진당이 내세우는 '진보적 민주주의', '주한미군 철수', '국가보안법 폐지' 등의 주장이 북한의 주장을 추종하고 있으며 통진당은 북한의 적화통일론에 호응하는 주장을 계속적으로 하고 있어서 통합진보당은 위헌정당이라고 결론내렸다. 이에 따라 정부는 11월 7일 국무회의 긴급 안건으로 '통합진보당 해산 청구 안건'를 상정하여 의결하였고, 박근혜 대통령의 재가를 받아 같은 날 헌법재판소에 위헌정당인 '통합진보당 해산' 및 '통합진보당 소속 의원의 의원직 상실' 및 '통합진보당 활동정지 가처분'을 청구하였다.

#### 통합진보당 해산심판 과정
헌법재판소는 전자추첨을 통하여 주심 재판관에 이정미 재판관을 선임하였고, 심판을 시작하였다. 첫번째 변론에서는 청구인(정부) 대표로 황교안 법무부 장관이, 피청구인(통합진보당) 대표로는 이정희 통합진보당 대표가 나와서 변론하였다. 이후 정부는 통합진보당이 위헌정당에 해당한다는 다수의 증거(2900여 건)을 헌법재판소에 제출하였다. 한편, 통합진보당은 자신들이 위헌정당이 아니라는 증거(908건)을 제출하였다. 제출된 증거는 총 16만 7000쪽이며, 888KG이다.
이후 헌법재판소는 장영수 고려대 교수, 김상겸 동국대 교수, 정태호 경희대 교수, 송기춘 전북대 교수 등을 참고인으로 불러 진술을 청취했고, 이른바 강철서신의 저자 김영환 북한민주화네트워크 연구위원, 이석기 내란음모사건 제보자 이모씨, 노회찬 전 의원, 권영길 전 의원 등을 증인으로 불러 의견을 청취하였다.2014년 1월 중순부터 2014년 11월까지 총 14차례의 변론이 진행되었으며, 이는 헌법재판소가 창설 이후(1988년) 심리한 사건 중에서 최다 횟수의 변론이었다. 2014년 11월 말 최종 변론에서 청구인(정부)대표 황교안 법무부 장관은 통진당이 비례대표 부정경선을 저지르고 간첩사건에 연루된 당 간부를 감싼 점 등을 언급하며 “자유민주적 기본질서를 파괴하고 대한민국 내부에서 붕괴시키려는 암적 존재”라고 규정하였고,“이들을 그대로 내버려두는 것은 국민의 안전을 도모하고 대한민국의 미래를 지켜야 할 국가의 의무를 포기하는 것과 다름 없다"며“더는 정당 해산이라는 수술을 주저해서는 안 된다”고 밝혔다. 한편, 피청구인(통합진보당)대표 이정희 통진당 대표는 “정부의 주장을 아무리 뜯어봐도 의혹과 추측 밖에 없다”며 “정치적 의견 차이를 적대행위로 몰아붙이는 행위 자체가 민주주의를 무너뜨리는 것”이라고 주장하며 “정당의 가장 중요한 활동인 법안 발의에서 진보당 법안이 위헌이라는 지적을 단 한 번도 받은 바 없다”며 “진보당의 법안과 공약, 선거운동에 대해서는 어느 것도 위헌이라고 하지 못하면서 왜 당이 정립하지도 않은 혁명론을 이유로 위헌정당이라는 근거 없는 단정을 하느냐”고 주장하였다.

#### 헌법재판소의 통합진보당 해산 결정
2014년 12월 16일 헌법재판소는 선고기일을 12월 19일로 결정하여서 청구인과 피청구인측에 통지하였다. 또한, 해산심판 선고에 대하여 방송 중계도 결정하였다. 12월 19일 오전 10시 텔레비전과 라디오를 통하여 전국에 중계된 해산심판 선고에서 헌법재판소는 통합진보당의 주도세력이 이석기 등 자주파(주사파)이며, 통진당이 이들에 의하여 장악되었다고 판시하였다. 또한, 통진당의 강령, 통진당이 내세우는 '진보적 민주주의', 통진당의 주장 등이 북한의 주장을 추종하고 있으며 이석기 사건등을 통하여 통진당의 위험성이 확인되었으며 통합진보당의 위헌성이 명백하다고 결정하였다.,
헌재는 통합진보당의 목적과 활동이 대한민국의 민주적 기본질서를 위배하였으며, 통합진보당이 폭력을 행사하여 자유민주주의체제를 전복하고 최종적으로는 북한식 사회주의를 실현하려 한다고 판시하였다. 헌재는 '통진당 개별 구성원에 대한 형사처벌은 위헌정당 통진당에 대한 대처 수단이 되기 부족'하므로, 최종적인 수단인 정당해산 외에 다른 대안이 없고 또한 통진당을 해산하여서 민주적 기본질서를 수호하는 것의 법익이 통진당의 정당활동 자유 보장보다 월등히 크고 중요하므로 통진당을 해산한다고 결정하였다.
또한, 통진당 소속 의원 전원에 대하여서도 의원직 상실을 결정하였다. 헌법재판소는 '해산되는 정당 소속 의원의 의원직 상실'은 정당해산 선고의 자동적 효력이며, 의원직 상실을 선고하지 않을 경우 '위헌정당 해산'의 실질적 효력이 발생하지 않기 때문에 지역구와 전국구를 구별하지 아니하고 '위헌정당 통합진보당 소속의원 전원(이석기, 김재연, 김미희, 이상규, 오병윤)에 대하여 의원직 상실을 선고하였다. 이에 따라 박한철 헌법재판소장의 주문 낭독 즉시 통합진보당은 해산되었으며, 소속 의원 5명 전원이 의원직을 상실하였다.
한편, 김이수 재판관은 소수의견에서 다수의견과 달리 통합진보당의 목적과 활동이 민주적 기본 질서에 위배하지 않는다는 입장을 보였다. 김 재판관은 '극히 일부의 의견을 통합진보당의 전체 정견으로 간주하는 것은 성급한 일반화의 오류이고, 통합진보당의 강령인 '진보적 민주주의'도 넓은 의미의 사회주의 이념이어서 통합진보당이 북한식 사회주의를 추구한다고 볼 증거가 없다'고 판단했다. 또한, RO의 활동 역시 통진당의 강령과 배치되며, 통진당 전체 의견으로 볼 수 없다고 판시했다. 김 재판관은 또한 사상의 다양성이 훼손되고 소수세력의 정치적 자유를 위축시킬 뿐만 아니라 사회의 진정한 통합과 안정에도 저해되며 10만여 명에 이르는 당원에 대한 '사회적 낙인 효과'가 우려된다며 통합진보당 해산에 반대했다.

#### 각계 반응
12월 19일 선고 직후 정부는 국무총리 담화를 통하여 '헌법재판소의 결정을 존중하며, 중앙선관위와 협조하여 정당해산 후속조치를 조속히 실시하겠다'고 발표하였다. 12월 20일 박근혜 대통령은 윤두현 청와대 홍보수석을 통하여 '헌법재판소의 통진당 해산 결정은 자유민주주의 체제를 지킨 역사적 결정'이라고 평가하였다.

정치권의 반응은 엇갈렸다. 새누리당은 헌재 결정은 위헌정당을 해산한 역사적 결정이며 '대한민국 부정세력'에 대한 심판이라고 환영했다. 새누리당 김무성 대표는 '폭력으로 대한민국을 전복하려는 망상에서 벗어나야 하며, 이렇게 나쁜 정당은 다시 있어서는 안된다'고 말했다. 한편, 새정치민주연합은 헌재 결정을 무겁게 받아들이며, 정당활동의 자유가 훼손된 것을 우려한다는 반응을 보였다. 새정치연합 우윤근 원내대표는 '헌재 결정을 존중한다'고 말했다. 헌재 결정으로 해산된 통진당은 강하게 반발하였다. 정의당 등 진보정당 역시 헌재 결정을 비판하면서 강하게 반발했다. 보수진영은 '종북정당을 해산한 헌법재판소의 심판'이라며 헌재 결정을 환영했고, 진보진영은 '신중하지 못한, 민주주의 다양성을 인정하지 못한 판결'이라고 헌재 결정을 비판했다.

## 경제
박근혜는 "경제정책은 타이밍이 중요하다며, 일자리 창출과 서민생활 안정 위주로 적기에 추가경정예산을 편성해야 한다"고 밝혔다.
그녀는 4월 3일 기획재정부와 금융위원회 업무보고에서 경제활력회복과 세입정상화를 위하여 빠른 시일 내에 추경예산안을 편성하고, 이것이 국회에서 조속히 처리될 수 있도록 해달라고 부탁했다. 또한 주택시장 정상화 대책에 관련해 입법의 마무리와 수출·투자에 대한 실효성 있는 대책을 마련하고, 중소기업을 위한 '엔저' 대책도 주문했다. 그러면서 유통구조를 개선하여 서민 물가를 안정시키고 국민행복기금에 도덕적 해이와 형평성 논란이 없도록 세심하게 살펴야 한다고 강조했다.
박근혜의 경제 정책 아젠다는 '창조 경제'이다. 그러나 많은 사람들이 알지 못하는데다가 아는 사람들조차 제각각이여서, 논란이 되고 있다.

### 중단된 개성공단 정상화 노력 10개월 부재
개성공단기업협회에 따르면 120여개 업체들이 개성공단에 두고 온 자산 규모는 설비와 원부자재 등 1조5천억원, 미화로 약 11억 3천만 달러 어치라고 한다. 그런데 2016년 2월 개성공단 운영이 중단된다. 이 중단 이후 개성공단기업협회는 한국 역대 정부가 개성공단 입주기업들에게 ‘희망고문’만 했고 공단 정상화에 대한 기대는 거의 사라졌기 때문에 정부가 해당 기업들의 피해를 조속히 보상해달라고 요구하고 있다. 입주업체들은 1조 5천억원 가운데 수출입은행으로부터 보험금으로 3천억원을, 그리고 공단 재가동시 상환 조건으로 한국 정부로부터 보상금 2천억원을 받은 게 전부라고 한다.

### 경제민주화
박근혜 대통령이 2012년 대선에서 공약한 '경제민주화'는 취임 이후 여러 법안이 국회에서 통과되며 추진되었다. '하도급법', '정년 60세 연장법', '불공정거래 금지법(이른바 일감몰아주기 금지법)', '프랜차이즈가맹사업법' 등이 2013년 7월까지 국회를 통과하였다. 중요 법안의 국회 통과 이후인 2013년 7월 박근혜 대통령은 언론사 논설위원등과의 간담회에서 '중요 법안이 7개였는데 6개가 이미 통과됐다. 거의 끝에 오지 않았나 생각한다'고 발언했다. 이후 경제민주화는 국정목표로서 강력하게 추진되지는 않고 있으며 정부는 경제활성화를 강력히 추진하고 있다.
한편, 박 대통령의 후보 시절 정책 기획을 맡은 김종인 전 새누리당 국민행복추진위원장은 '현 정부가 경제민주화에 대하여 의지가 없는 것 같다. 선거 전략으로 사용된 것 같다'고 비판하며, 박근혜 대통령의 경제민주화에 대한 의지를 믿었는데, 주변의 경제민주화 반대론자의 영향을 받아서 경제민주화에 대한 태도가 소극적이 되었다고 말하며 유감을 표시했다.

### 경제혁신 3개년 계획
박근혜 대통령은 취임 1주년인 2014년 2월 25일 경제혁신 3개년 계획을 대국민담화 형식으로 발표했다.
경제혁신 3개년 계획의 목표는 2017년에 3%대 초반까지 떨어질 것으로 예상되는 잠재성장률을 4%대로 끌어 올리고, 고용률 70%를 달성하고, 1인당 국민소득 3만불을 넘어 4만불 시대로 가는 초석을 다지는 것이며, 경제혁신 3개년 계획의 핵심전략은 ‘기초가 튼튼한 경제’, ‘역동적인 혁신 경제’, ‘내수·수출 균형 경제’이다.
첫 번째 ‘기초가 튼튼한 경제’ 전략을 뒷받침할 추진 과제는 ‘공공부문 개혁’, ‘원칙이 바로 선 시장경제’, ‘사회안전망 확충’으로 구성되며, 이와 관련해 공기업 개혁, 경쟁원리 도입, 공공서비스 분야 민간개방, 공적 연금 개혁 대·중소기업 간 공정거래를 위한 제도 마련, 임차인 권리 보호를 위한 상가권리금 제도 보장, 비정규직 해고요건 강화 등 노사관계 개선등이 추진된다.
두 번째 ‘역동적인 혁신 경제’ 전략과 관련해서는 ‘창조경제’, ‘미래대비 투자’, ‘해외시장 개척’ 등의 과제가 제시됐으며, ‘창조경제’의 경우 온라인 창조경제타운 및 창조경제혁신센터 역량 집결 등이, ‘미래대비 투자’와 관련해서는 연구개발투자 GDP 5%수준까지 확대, Korea Research Fellowship 제도 신설, 기술이전소득 조세 감면 등이, ‘해외시장 개척’과 관련해서는 중국·영연방 3국·인도네시아·베트남 등 국가와의 FTA 협정 체결, FTA 시장규모 전세계 GDP대비 70% 이상 확대 등이 추진된다. 창조경제의 핵심 방안으로는 이른바 '벤처 붐'의 조성을 통한 창업 촉진이 주요 정책으로 제시되었다.
세 번째 ‘내수·수출 균형경제’ 전략을 뒷받침하기 위하여 ‘내수기반 확대’, ‘투자여건 확충’, ‘청년·여성 고용률 제고’ 등 과제가 제시되었다. ‘내수기반 확대’와 관련해서는 전셋값 문제 해결 및 서민금융 상품 지원한도 확대를 통한 가계부채 비율 5% 축소, 민간택지 민영주택 전매제한 완화 및 청약제도 개선, 주택구입자금 지원, 공공임대 리츠 등 공공임대주택 공급주체 다양화 등이 추진될 예정이다.
‘투자여건 확충’과 관련해서는 규제총량제 도입, 네거티브 규제 전환 및 자동효력상실제 도입, 규제정보 포탈 사이트를 통한 규제 현황 공개, 규제장관회의 개최 등이, ‘청년·여성 고용률 제고’와 관련해서는 직업교육 과정 참여 기업에 대한 세제혜택, 시간제 보육반 전국 확대, 시간선택제 일자리 활성화 등의 추진된다.
특히, 경제혁신의 방안 중 하나로 통일이 제시되었다. 박근혜 대통령은 "한반도의 진정한 평화와 대한민국의 대도약을 이루기 위해 통일에 대한 준비가 필요하고, 이를 위하여 대통령 직속으로 '통일준비위원회'를 발족시켜 체계적이고 건설적인 통일의 방향을 모색해나가기로 하였다"고 담화를 통해 발표했다. 이는 연초 연두 기자회견에서의 '통일은 대박이다'론을 구체화하기 위한 방안으로 평가되고 있다.
통일준비위원회는 2014년 9월 정종욱 전 서울대 교수를 부위원장으로 하여 학계, 정치권, 경제계, 언론계 등 각계가 참여한 가운데 출범하였다.
이러한 경제혁신 3개년 계획에 대하여 월스트리트 저널은 일본의 아베노믹스가 단기적인 경기부양에 집중되어 있는 데 비하여 장기적인 안목으로 한국경제의 구조개혁을 지향하고 있어 바람직하며 실현 가능성도 충분하다고 평가하였다. 다만, 박 대통령이 단임인 그의 임기 내에 정책을 추진할 수 있을지가 불확실하다고 지적하였다.

### 규제완화
박근혜 대통령은 2014년 2월 경제혁신계획에서 규제개혁을 중요 정책으로 발표한 이후 이를 강력히 추진하고 있다. 박 대통령은 2014년 3월 청와대에서 규제개혁회의를 7시간에 걸쳐 주재하며, 강력한 규제개혁 의지를 보였다. 이에 따라 규제정보 포털이 신설되었고, 일부 규제가 통폐합되었다. 그러나, 통폐합된 규제의 경우 대부분이 사소한 규제거나 이미 실효성이 없어진 규제여서 그 효과가 의문시되기도 하고 있다.
2014년 9월 박근혜 대통령은 제2차 규제개혁회의를 주재하고, 손톱 밑 가시로 대표되는 도시, 건축, 인터넷, 농축산 분야의 규제를 개혁할 것을 지시하였다.
2015년 3월 박근혜 대통령은 제3차 규제개혁회의를 주재하고, 추가적 규제 개혁 및 규제개혁을 보다 빠르게 추진할 것을 지시하였다. 이러한 3차례의 대통령주재 규제개혁회의에도 불구하고, 정부부처의 개혁속도는 매우 느리며, 가시적인 성과는 미약한 편이다.
각종 '바이오산업 육성 전략'을 통해 수천억 원을 관련 기관과 업체들에게 지원해 주었다. 황우석 사태 이후 금지해왔던 배아줄기세포 연구를 허용하였으며, 제대혈의 상업적 활용을 추진했다.

### 초이노믹스
박근혜 대통령은 2014년 6월 개각에서 새누리당 친박계의 핵심 인사인 최경환을 경제부총리로 내정하였다. 7월 취임한 최경환 부총리는 41조원의 재정을 풀어서 경기를 부양하는 경기부양방안을 발표하였다. 그는 부동산시장을 살리기 위하여 DTI, LTV 등의 부동산 규제를 완화하여 대출총량을 확대하는 방안을 8월 1일 발표하였다. 또한 기타 부동산 규제를 해제하고, 재건축에 대한 과세 세율과 양도소득세의 세율을 인하하는 등의 부동산경기부양책도 발표하였다.
이와 더불어 최경환 부총리는 '가계소득이 증대되어야 성장이 지속될 수 있다'고 말하여 '가계소득 증대'를 주요 정책목표로 설정하였다. 그는 또 기업의 투자부진 상황을 벗어나 기업 투자를 촉진하기 위하여 현금을 쌓아두는 기업에 세금을 부과하고 배당을 증액하는 기업은 보상하겠다는 정책목표를 설정하였다. 구체적인 정책으로 투자나 임금 증가, 배당 등이 당기 소득의 일정액에 미달한 경우 10% 세율로 추가 과세하는 기업소득 환류세제를 추진하고 있는 중이다.
이에 따라 최경환 부총리의 취임 직후 주가가 크게 상승하였으며, 소비심리의 일정 정도 회복, 그동안 침체돼 있었던 부동산 시장이 일부 살아나는 기미를 보이고 있다. 또한, 최 부총리는 경기부양의 일환으로서 한국은행과의 정책 공조를 강조하였다. 한국은행은 세월호 사고 이후 경기회복세가 꺾인 것에 대한 대책으로써 금융통화위원회에서 금리를 0.25% 인하하였고, 계속된 경기부진에 대한 대책으로 10월, 금리를 0.25% 추가 인하하였다. 최경환 부총리가 추진하고 있는 금융완화적 경기부양방안에 대하여 언론에서는 최경환 부총리의 성인 최(CHOI)를 영어식으로 읽어서 초이노믹스라고 칭하고 있다. 그러나 경기부양책의 효과가 지속되지 않고 있으며, 부동산시장 역시 크게 회복세를 보이고 있지 않아서 한계가 지적되고 있다.
기획재정부는 최경환 부총리의 취임 이후 일시적으로 개선되었던 경제지표가 재차 악화되자, 10월 5조원의 추가 재정지출을 발표하였다.
2014년 11월 4일 월 스트리트 저널은 '한국의 혼란스런 성장 계획’이란 사설을 게재해 초이노믹스를 비판하였는데, '최경환 부총리의 내수 소비진작을 통한 경제 살리기가 방향이 틀렸다'고 주장했다. WSJ는 LTV,DTI 완화 등 부동산 규제를 완화한 데 대해 한국 가구의 부채 수준이 연간 가처분소득의 1.6배로 이미 레버리지(차입투자)가 최대한도에 이른 상황이며 이자율이 오를 경우 심판을 받게 될 것이라고 분석하면서, 초이노믹스의 내용 중 최악은 사내유보금 과세로 이는 재벌 문제를 다루는데 아무런 역할도 하지 못한다고 지적했다. 사내유보금에 대한 징벌적인 과세는 재벌의 기업 상속을 부추겨 오히려 재벌 오너에만 유리할 수 있다는 것이다. 더불어 최경환 부총리의 '기업인 사면론' 제기는 '비리 기업인'에 대한 사면론에 힘을 실어준 것 같아 적절하지 못하다고 비판하였다. WSJ는 또한 '한국의 최경환 경제부총리가 일본의 ‘아베노믹스’와 같은 실수를 저지르고 있고, 최 부총리가 한국이 일본과 같은 길을 가지 않기를 바란다고 말했지만 일본과 같은 실수를 범하고 있다'고 지적했다.
이러한 11월 4일자 WSJ의 비판에 대하여, 기획재정부는 반론문을 WSJ에 보내었고, 월 스트리트 저널사는 이를 11월 12일자에 게재하였다. 기획재정부는 반론문에서, 월 스트리트 저널이 한국 정책에 대해 일부 오해를 하고 있다면서 비판 내용을 조목조목 반박했다. 우선 WSJ가 초이노믹스 중 최악이라고 지적한 기업소득 환류세제에 대해 "기업이 과도한 이익을 투자, 배당, 임금 확대에 활용하도록 장려해 가계소득을 늘리는 것을 목표로 하고 있다"면서 "재벌에 대한 페널티(벌칙)가 아니다"고 반박하면서, WSJ가 함께 비판한 근로소득 증대세제는 ‘기업들이 강제적으로 임금을 올리라는 게 아니라 자발적으로 임금을 인상하는 기업에 인센티브를 부여하는 것이다"고 했다. 또한 기재부는 부동산대출규제완화에 대하여서는 ‘가계부채 총량은 다소 증가했지만 부채가 질적으로 개선됐다"면서 "상대적으로 고금리인 비은행 대출이 저금리인 은행 대출로 이동해 이자부담이 줄었다"고 설명했다. 최경환 부총리의 기업인 사면론 제기에 대한 WSJ의 비판에 대하여서는 "특혜나 차별 없는 법 집행에 대한 원론적 입장이고 기업인도 죄를 지으면 당연히 벌을 받아야 한다"며 "다만 기업인이라고 해서 역차별 등 원칙에 어긋난 과도한 법 집행을 당해서는 안 된다는 의미였다"고 해명했다.
특히, 기획재정부는 반론문 말미에 공공, 노동, 금융, 서비스부문 개혁을 강화하여서 잠재성장률을 높이는 경제혁신 3개년 계획에 대하여 설명하였는데, 이는 월스트리트 저널이 초이노믹스를 실망스런 정책으로 판명된 아베노믹스의 '이복자매'로 규정하고 "한국이 규제 철폐와 경쟁 장려를 통해 일본이 빠진 함정에서 벗어날 수 있다"고 주장한 것에 대한 반박으로 초이노믹스와 아베노믹스의 차이점을 강조한 것이다.

## 교육, 문화

### 교육정책
박근혜 정부의 교육정책 비전은 '꿈과 끼를 살리는 교육'이다. 이는 진로적성교육의 강화와 관련되는데 학생, 학부모가 행복해지기 위해서는 입시 중심의 잘못된 과열경쟁에서 벗어나야 하고 이를 위해선 우리 교육의 큰 흐름이 학생 개개인의 소질과 적성을 살리는 방향으로 전환돼야 한다는 것을 기본 목표로 한다. 박근혜 정부는 이에 따라 중학교에서의 자유학기제 시행 및 고교 교육과정에서 문이과 구분 폐지를 추진하고 있다. 2013년 8월 교육부는 △국가수준 학업성취도 평가 개선(초등 폐지, 중학교 과목 축소) △내년까지 모든 중·고교에 진로교사 배치 △모든 초등학교에 체육 전담교사 배치 △학급당 학생수 및 교원 1인당 학생수 경제협력개발기구(OECD) 국가수준 감축 △대학 입학전형 간소화, 전문대의 수업연한 규제 완화(1년제~4년제) △평생직업 능력 선도대학 육성 △특성화 전문대 100개교 육성 △산업기술 명장대학원 신설을 정책 목표로 발표했다. 또한 교육부는 초등학교에서 연차적으로 오후 5시까지의 방과후 돌봄 프로그램을 전체 희망학생에게 무상 제공할 방침이며, 대통령 공약사항인 고교무상교육을 내년부터 순차적으로 실시해 2017년 전면 시행하기로 하였다.
박근혜 정부는 지방대학 육성을 위해 '지방대학, 지역인재육성에 관한 법률'을 제정하기로 하였고, △거점대학 육성 사업 및 지방대 특성화 사업 추진 △지방대 특성화 분야 학생에 대한 전액 장학금 지원 △혁신도시 등 지방 이전 공공기관의 지방대생 채용을 내용으로 하는 지방대학육성 및 지역인재육성에 관한 법률 이 2013년 12월 국회를 통과하여 시행 예정이다.
또한 2014년 3월 선행학습을 완화시키기 위해 공교육정상화촉진특별법이 제정됨에 따라 초·중·고교 시험에서 교육과정을 초과하는 시험을 금지하게 되었고, 무분별한 선행학습에 대하여 규제하게 되었다.
2014년 9월 12일 교육부는 2018학년도부터 고등학교의 문,이과 구분을 폐지하고, 전 학생이 국어, 수학, 영어, 사회 및 과학 과목을 10 - 14단위 내에서 이수하도록 하는 2015 개정 교육과정안을 발표했다. 또한 정보과목 등에서 소프트웨어 관련 내용을 주로 가르치도록 함으로써 교육현장에서의 소프트웨어 교육을 강화하고, 초등학교 1, 2학년의 수업시수를 늘릴 계획이다.

### 대학구조조정
현재의 인구감소 추세에서는 학령인구가 크게 감소하여서 2018년부터 고등학교 졸업자와 대학 입학정원이 역전되게 되고 따라서 정원을 채우지 못하는 대학이 크게 증가할 것으로 예상되고 있다. 2023년에는 고교 졸업자가 55만 명에서 40만 명으로 줄어드는데, 현재의 대학진학률 70%가 유지되어 총 28만 명이 진학한다고 가정하더라도, 대졸 인력 수요 30만 명을 충족시킬 수 없다. 이에 박근혜 정부는 전임 이명박 정부에서 추진했던 대학구조조정을 더욱 강력하게 추진하고 있다. 교육부는 우선 2017년까지 1단계 4만 명 감축을 목표로 구조 개혁을 위한 대학평가의 기본 계획과 평가 지표 및 기준 설정을 위한 작업을 4월부터 추진 중이다. 또한, 대학 입학정원 조정의 법률을 제정하는 것도 추진하고 있다.
교육부와 한국교육개발원(KEDI)은 2014년 11월 11일 한밭대에서 열린 대학구조개혁평가 2차 공청회에서 대학 구조조정의 세부편람을 공개했는데, 전체 대학을 일괄적으로 평가해 다섯 등급으로 나누는 기존 방식을 바꿔 1단계에서는 △정원조정 및 학부(과) 조정 △교원확보 △학습지원 △교육성과 등 핵심 항목 11개 지표로 상위 A, B, C 세 등급을 나누고, 상위 세 등급은 대교협 산하 한국대학평가원 대학기관평가인증을 받은 대학으로 제한하는 안이다.
2단계에서는 하위 대학들을 대상으로 △교육과정(20점) △특성화 전략(10점) △중장기 발전계획 등 추가 3개 항목 6개 지표를 추가 평가해 D, E 등급을 가를 계획이다.
또한, 정량지표는 지표별 만점 수준을 정한 뒤 만점에서 감점하는 방식으로 점수를 부여할 방침이다. 교사확보율은 100%, 전임교원확보율과 교육비 환원율, 장학금 지원율, 학생 충원율은 전국 평균값을 만점으로 적용할 예정이며, 이 중 전임교원 확보율과 교육비 환원율은 국공립대와 사립대의 차이를 고려해 구분 평가하기로 했다. 취업률은 권역별 평균값을 만점으로 설정하고, 계열별 남녀 성비를 고려해 산출한다. 여기에 최근 3년간 연평균 증가율의 정도를 고려해 별도의 가산점을 부여할 계획이다.
2014년 4월 일부 사립대와 국립대는 4% ~ 10%까지 정원을 감축하기로 결정하였다. 그러나 학령인구 감소 추세에 비해서 대학의 정원감축 속도가 너무 저조하여서 교육부는 보다 강력한 대학구조조정을 추진할 계획이다. 황우여 장관은 기자간담회에서 “언젠가는 닥칠 대학 정원미달을 도외시할 수 없어 교육부가 여건 전환을 위해 노력해야 한다”며 “인원감축 등을 통한 정부재정지원 제한대학 평가는 올해로 매듭짓고 부실대학 퇴출 등의 방안을 마련 중”이라고 말했다.
이에 대하여 지방대학은 별도의 정책적 배려가 없을 경우 자신들이 주로 퇴출된다고 주장하며 강하게 반발하고 있다.

### 대학입시정책
박근혜 정부는 2017학년도부터 한국사과목을 수학능력시험 필수 과목으로 정하기로 결정하였다. 또한, 2018학년도까지 개정 교육과정을 입안하여, 기존의 문이과 구분을 폐지하고, 문이과 통합형 교과서로 개편함을 추진할 방침이다. 이에 따라 기존의 계열 구분 없이 모든 학생이 전 과목에 대하여 응시하도록 수학능력시험이 개편될 예정이다.
교육부는 수험생의 대학입시 부담 완화를 위하여 기존의 지나치게 많은 대학입학전형을 간소화하는 것을 추진하고 있으며, 비슷한 전형을 통합하고, 전형의 명칭을 이해하기 쉽게 개편하였다. 한편 학교 현장 외에서의 주된 사교육 유발 요인으로 여겨지는 대학별고사를 축소하기 위하여 논술고사 등의 대학별고사를 폐지하는 대학에 대하여 고교교육정상화 장려금을 지급하는 등 대학입시 간소화를 위한 여러 정책을 추진하고 있다.
한편, 전임 이명박 정부에서 2010년도부터 추진된 수학능력시험 만점자 1% 정책은 폐지되었으나, 수학능력시험을 쉽게 출제한다는 방침은 유지되고 있다. 그러나, 지나치게 쉬운 수학능력시험 출제로 소위 '물 수능' 논란이 벌어지고 있다. 또한, 대입에서의 변별력을 수능시험이 사실상 상실하였다는 비판도 제기되었다.

#### 대학수학능력시험 2년 연속 출제 오류 사태
2013년 대학수학능력시험 세계지리 과목의 문제에 오류가 있다고 일부 학계와 수험생이 주장하여서 상당한 논란을 불러일으켰었는데 당시 한국교육과정평가원은 출제에 문제가 없음을 주장하였다. 그러나 서울고등법원은 2014년 10월 중순 세계지리 과목의 문제에 오류가 있다고 판결하여서 교육부와 한국교육과정평가원은 비판을 받았다. 교육부는 당시 출제에 문제가 있음을 인정하였고, 피해 학생에 대한 구제조치를 추진하고 있다.
2013년의 사회탐구영역 세계지리 과목의 출제 오류로 인하여 교육부와 한국교육과정평가원은 2014년 수능을 출제하면서 오류가 발생하지 않도록 하겠다고 발표하였다. 김성훈 교육과정평가원장은 전년도의 논란이 발생하지 않도록 하곘다고 말했으나 2014년도 대학수학능력시험에서도 출제 오류가 벌어졌다. 수능의 영어 영역과 과학탐구영역 생명과학 Ⅱ 과목에서 출제 오류가 발생하였는데, 영어 영역의 경우 기본적인 사항인 퍼센트포인트와 퍼센트를 구별하지 않고 출제하여서 논란을 빚었다. 또한, 지금까지 수능시험에서 출제 오류가 발생한 경우 그 해의 시험 중 1개 문항에서만 오류가 발생하였으나, 이번에는 2개 문항에서 오류가 발생하여서 굉장히 많은 논란이 벌어졌고, 교육부와 교육과정평가원은 강한 비판을 받았다.
2014년 11월 24일 교육과정평가원은 2개 문항에 대하여 출제 오류를 인정하고, 복수정답 처리 입장을 밝혔다. 김성훈 교육과정평가원장은 이에 책임을 지고 사퇴했다. 이러한 복수정답 처리로 인하여 최대 6100여명의 등급이 오르고 4000여 명의 등급이 하락할 것으로 전망되었고, 특히 생명과학Ⅱ 과목의 경우 주로 의대를 지망하는 자연계 상위권 학생들이 응시하여서 이들이 입시 계획을 작성하는데 큰 혼란을 주게 되었다.
황우여 교육부총리는 24일 ‘대학수학능력시험 출제 및 운영체제 개선위원회(수능개선위)’를 구성하고 출제 시스템을 개선한다는 방침을 밝혔다. 이렇게 수능 출제오류로 인하여 큰 논란과 혼란이 발생하자 박근혜 대통령은 25일 국무회의 모두발언을 통해 ‘수능 시스템을 점검하고 문제에 대한 근본적인 해결책 마련’을 지시했다. 박 대통령은 “수능시험에서 한번도 아니고 연이어 이렇게 오류가 발생하는 것은 시스템에 문제가 있는 것으로 판단해야 할 것이다”며 “원래 수능을 시작한 근본 취지가 바르게 실천되도록 현재 수능 출제 방식을 재검토해서 다시는 이런 일이 일어나지 않도록 근본적인 방안을 마련하라”고 말했다. 새누리당 역시 수능 체제 개선이 필요함을 당정협의에서 지적하였다. 황우여 부총리는 교육부가 주무부로서 내년 3월까지 개선안을 발표하겠다고 밝혔다.

### 한국사 교과서 국정화
2015년 1월 황우여 부총리는 방송기자클럽 초청 토론회에서 '국사과목은 하나의 권위있는 교과서가 학생들에게 가르쳐져야 한다'고 발언하였다. 이는 그동안 논란을 빚어 왔던 한국사 과목의 검정체제를 국정 체제로 환원하려는 것으로 해석되고 있다.
2015년 10월 15일 박근혜 정부는 황우여 교육부장관 겸 교육부총리를 통해 국사 과목을 현행 검정체제에서 국정교과서로 전환할 것이라는 방침을 밝혔다. 이에 대해 학계를 비롯한 각지에서 많은 반발이 있다. 경희대, 고려대, 연세대 사학과 교수들은 일제히 국정교과서 집필진이 되지 않겠다는 선언을 하였다.

### 문화정책
박근혜 정부는 박근혜 대통령이 2013년 2월 25일 취임식에서 밝힌 바와 같이 문화융성을 국정 목표로 설정하고 있다. 이에 따라 매월 마지막 주 수요일을 문화가 있는 날로 정하여 고궁 무료입장, 영화관의 할인, 국립박물관의 무료입장 등을 시행하고 있다. 박근혜 대통령은 문화가 있는 날 마다 문화 행보를 보이며 적극적으로 문화정책을 추진하고 있다. 또한, 대통령 소속 '문화융성위원회'를 2013년 신설하였는데, 위원장에는 김동호 전 부산국제영화제 조직위원장을 임명하여서 정기적으로 문화융성에 대하여 회의를 개최하고 있다.
문화, 체육분야의 예산도 크게 증액하고 있다. 2015년의 경우, 전년 대비 10.4%의 증액 편성하여서 12대 주요 분야 중 가장 높은 증액률을 기록하였다.
문화체육관광부는 ‘생활 속에서 체감하는 문화융성’을 목표로 하여서 문화가 국민들의 일상에 스며들 수 있게 하는 것에 주안점을 두고 정책을 추진하고 있으며, 구체적인 방안으로는 문화 활동 참여 활성화 프로그램과 인프라에 대한 투자를 확대할 계획이고, 시민들이 참여하고 있는 ‘문화가 있는 날(매·마·수)’을 더욱 활성화할 예정이다. 또한, 국민들의 문화·여가 참여 여건 조성을 위해 생활문화센터 설치를 추진하고 있다. 이는 주로 목욕탕, 학교 등을 수리해 설치하는 것으로서, 올해보다 30여 곳 확대하는 등의 정책을 추진하고 있다.
또한, 콘텐츠 산업의 육성을 위해서 펀드를 증액할 방침이고, 지속적인 한류 확산 및 국제적 국가위상의 향상을 위하여 음악, 게임, 애니메이션 등 장르별로 추진되었던 국제협력 사업을 통합하여서 해외 진출을 강화할 예정이며, 해외 한국문화원의 운영 내실화를 위해 노후시설 개선 등 지원을 확대할 계획이다. 더불어 한국어의 위상 강화 및 국가 브랜드 가치를 제고하기 위해 세종학당의 운영 내실화도 추진하고 있다.
그러나, 문화체육관광부가 지난 4월 전국 국민 1000명을 대상으로 조사한 보고서에 따르면 '문화융성'에 대해 알고 있다고 응답한 국민은 20.1%, '문화가 있는 날'에 대해 들어본 적 있다는 응답자는 19%에 그치는 등 문화정책에 대한 인지도나 국민의 반응은 저조한 편이다. 이에 대해서는 문화가 있는 날을 수요일에서 토요일로 옮기고, 할인 혜택도 보다 강화해서 국민이 체감할 수 있게 해야 한다는 비판이 제기되었다.
2014년 3월 열린 '박근혜정부, '문화융성' 1년을 평가하다' 세미나에서 손경남 부천문화재단 본부장은 '1년 동안의 과정에서 문화의 가치를 이해할 수 있도록 제대로 전달되었는가 하는 점에서는 다소 미진했던 것으로 보인다' 고 주장했다. 서울연구원 라도삼 미래사회연구실장은 '문화정책 속도의 측면에서는 만족스러우나, 방향적인 측면에서는 의문을 가지고 있다'고 말하면서 정부가 국정목표로 설정한 국민 행복시대와 문화융성은 어떤 관련이 있는지 알지 못하겠다'고 비판하였다. 전국지역문화재단연합회 김보성 회장은 "최근 미국에서 10명이 모여서 전시공간을 한글로 채워서 독도의 이미지를 구현, 'Korea start from Dokdo'라는 메시지를 관람객들에게 선보인 적이 있다"며, 이번 정부에서는 실질적인 각 분야의 전문가를 토대로 정책을 진행하기 보다는 형식만 추구하면서 집행해 가고 있다는 생각이 든다고 언급했다. 성균관대 천정환 교수는 정부의 문화정책에 대해 '70년대의 민족문화진흥정책을 21세기에 추진하고 있다'고 비판하고 시대와 다소 맞지 않는 정책들이 이행되고 있음을 지적했다. 나아가 진행되고 있는 문화에 대한 지원 및 현장 검토가 필요하다고 제시했다.

### 인문학 진흥
박근혜 정부는 인문학 진흥을 주요 국정목표 중 하나로 추진하고 있다. 중고등학교 및 대학, 성인 대상으로 인문학 강좌를 개설하고, 인문학의 중요성을 강조하고 있다. 정부는 문화융성위원회 산하에 인문문화특별위원회를 신설하였고, 유종호 전 연세대 교수, 김화영 고려대 교수, 박지향 서울대 교수 등을 위원으로 위촉하였다.
또한, 문화체육부는 적극적으로 독서문화 진흥을 추진하고 있다. 인문학 융성은 독서문화와 불가분의 관계가 있다고 판단해서인데, 문체부는 ‘독서문화진흥기본계획’을 발표하고, 2018년까지 전국적으로 10만개 이상의 독서 동아리와 150만명 이상의 독서 인구를 새롭게 창출하는 게 목표로 추진하고 있다. 더불어 도서구입비의 소득공제, 접대비인정 등의 제도적 기반도 추진하고 있다.
2015년 예산안에서는 ‘인문정신문화’의 사회적 확산을 위해 관련 예산이 2014년 251억 원에서 2015년 339억 원으로 큰 폭으로 증액 편성하였다.
그러나, 오창은 중앙대 교수는 “정부가 창조경제의 원동력으로 인문학을 강조하는 것도 인문학을 본연의 가치가 아닌 경제적 효용에 한정하는 근시안적 태도”라며 “정치권력이 인문학에 관심을 갖는 건 좋지만 이는 경제적 이익이 아닌 학문의 자유를 위한 진흥이어야 한다”고 비판하기도 했다. 또한, 장대익 서울대 교수는 “작금의 인문학 열풍이 마냥 반갑지만은 않다”며 “과학은 철학이나 예술과는 또 다른 가상의 세계를 꿈꾸게 한다. 세상을 제대로 이해하려면 인문학뿐만 아니라 과학을 알아야 한다”고 주장하며 정부의 인문학 진흥방안을 비판하였다.

### 지자체가 방관하는 민속신앙의 소멸
1970년대의 새마을운동은 민속신앙에 가한 폭력으로 인한 중단이 있었는데, 민속신앙의 내부적 요소로 인한 단절의 사례로 민속신앙 구성원들 스스로가 신앙 행위를 멈추는 것도 있다. 대표적 사례로 2013년 가을에 주민들 스스로가 결정하였지만 마을이 재개발되어 아파트가 들어오면서 부군당 건립 약속은 지켜지지 못하게 되며, 서울시 성동구 금호동부군당굿은 인멸 단절이 일어난다. 주민들 스스로가 결정하였지만, 마을 공동체 문화를 붕괴시킨 지방자치단체나 건설회사도 책임이 없다 할 수 없다.

## 사회, 복지, 여성

### 기초연금
노후를 미처 대비하지 못해 생활이 어렵게 된 노인들의 생활 안정에 도움을 주기 위해 65세 이상의 전체 노인 중 소득과 재산이 적은 70%의 노인에게 매달 일정액(20만원)의 연금을 지급하는 제도로서 박 대통령이 후보 시절 발표한 중요 공약이다. 당시 박근혜 후보는 TV토론에서 소득에 관계 없이 모든 노인에게 월 20만원의 연금을 지급하겠다고 말했다. 그러나, 정부는 이후 국가의 재정상황, 국민연금과의 관계성 등을 감안하여 소득 하위 70% 노인을 대상으로 하고, 지급액도 국민연금과 연계하는 방식으로 변경하여 기초연금 제도를 추진하였다. 결론적으로 2008년 1월부터 시행해 온 기초노령연금제도를 대폭 개정해 2014년 초부터 시행 운용하는 방식으로 추진하였는데 미래세대의 부담을 줄이겠다는 취지로 국민연금과 연계하였다. 연금수령액이 많으면 적게, 적으면 많게 지급하는 방식이다.
이에 대하여 야당은 박근혜 대통령이 공약을 파기하였다며 비판하였다. 박근혜 대통령은 2013년 9월 26일 박근혜 대통령은 '정부의 기초연금안과 관련해 그동안 믿고 신뢰해준 어르신 모두에게 지급하지 못하는 결과가 생겨 죄송하다'며 사실상 사과했다. 박 대통령은 '세계경제 침체와 맞물려 유례를 찾을 수 없을 정도의 세수부족, 재정건전성의 고삐를 쥐어야 하는 현실에서 불가피한 선택이나, 그러나 이것이 공약 포기는 아니며, 국민과 약속인 공약은 지켜야 한다는 신념에 변함이 없다' 고 밝혔다. 여당인 새누리당도 공약 이행의 공동 책임을 진 집권여당으로서 대단히 송구스럽다는 뜻을 밝혔고, 새누리당 최경환 원내대표는 기초연금공약 수정이 녹록치 않은 재정 상황과 기초연금의 지속 가능성, 미래세대의 부담을 종합적으로 고려했을 것이라며 국민의 양해를 구했다.
이에 대하여 민주당은 대통령이 약속을 못 지키고 국무회의에서 사과하면 국민이 이해해줘야 하냐며 대국민 사과와 공약 이행을 촉구했다. 김한길 민주당 대표는 '이번 수정안은 노인을 우롱한 것이자 국민연금 장기 가입자일수록 더욱 손해를 보게 돼 말이 안 된다며, 신뢰의 정치는 어디로 갔냐'고 정부를 비판하였다.
한편, 기초연금 논란에서 진영 복지부 장관이 기초연금에 관하여 자신의 의사가 관철되지 못하였다는 이유로 사의를 표명했다. 진영 장관은 자신의 안 대신 국민연금과 연계한 최원영 청와대 수석의 안이 채택되었다는 이유를 들어서 공개적으로 기초연금법 정부안에 대하여 반대하였다. 정홍원 국무총리는 사의를 철회할 것을 촉구하였으나, 진영장관은 사의를 굽히지 않았다. 결국 박근혜 대통령은 진영 장관의 사표를 수리하였다. 결국 주무부장관이 부처의 정책추진에 대하여 반대하는 소동이 빚어졌고, 이로서 박 대통령의 측근으로 불렸던 진영 의원은 사실상 비박 진영으로 기울었다.
2013년 말 기초연금법 정부안이 국회에 제출된 이후, 여야는 정부안과, 지급 대상과 지급액을 늘린 야당안을 놓고 대립하였다. 2014년 5월 국회는 정부안을 기초로 야당안을 일부 절충하여서 절충안을 통과시켰다. 절충안의 통과로 인하여 정부안대로라면 기초연금액이 20만원에 못미쳤을 노인 12만명이 20만원 전액을 받을 수 있게 되었다.
2014년 7월 28일 첫 기초연금이 지급되었다. 기초연금의 지급 이후, 기존 국민기초생활수급자들이 기초연금 수령으로 인하여 오히려 복지혜택이 줄어드는 경우가 발생하여서 문제가 되기도 했다.

### 무상보육, 누리과정
누리과정은 3~5세 영ㆍ유아에게 공통적으로 제공하는 교육·보육 과정으로서 2012년 3월 5세를 대상으로 시행에 들어갔고, 박근혜 대통령의 대선 공약 중 하나로 이듬해에 3~4세까지 확대됐다. 자녀를 둔 가정에 대해 소득계층과 상관없이 보육료 또는 양육수당을 지급하는 방식으로 이뤄지며, 보육료는 보육시설에 맡길 때, 양육수당은 가정에서 키울 때 각각 지급된다. 공립유치원은 1인당 월 11만원, 사립유치원과 어린이집은 운영지원비(22만원)와 방과후 활동비(7만원) 등 1인당 월 29만원을 지원한다. 또한, 0~2세에 대해서도 소득 구분 없이월 10만~20만원을 지급하기로 결정하였다. 이에 따라 2013년부터 무상보육이 이뤄지게 되었다.
그러나, 2014년 10월 지방자치단체와 교육청은 예산부족을 이유로 누리과정 예산을 편성하지 않아서 정부와 마찰을 빚고 있으며, 무상보육 논란이 벌어지고 있다. 지방자치단체는 지방세 수입이 부족하고, 중앙정부의 지원이 필요하다고 주장하고 있다. 정부는 중앙정부의 재정도 어려운 상황이라며 재정 지원을 거부하였다.

### 국가보안법 위반의 이중잣대 이력
2016년 12월 박근혜 대통령이 한나라당 대표를 맡고 있던 지난 2005년 7월 김정일 당시 북한 국방위원장에게 보낸 편지가 뒤늦게 언론에 공개됐다. 남북간 교류협력이 활발하던 노무현 정부 당시에 보낸 편지라는 점을 고려하면 편지 내용 자체는 큰 문제는 없어 보인다. 하지만 박 대통령의 주요 지지세력인 반공-보수 세력의 입장에서 볼 때 편지의 몇몇 부분들은 문제가 될 수도 있다. 국가보안법 위반 여부를 떠나 당국의 승인이나 신고 없이 북한의 최고 지도자에게 편지를 보낸 사실이 뒤늦게 알려졌다는 점이다.

### 2008년 광우병 사태 불만 재고조
2017년 1월 박근혜 대통령은 2008년 광우병 사태와 촛불집회가 "근거가 약했다는 점에서 서로 유사한 점이 있다"고 평가했다.

## 개각

### 박근혜 정부 제1기 내각(조각)
박근혜 대통령은 당선인 시절인 2013년 1월 말 김용준 국무총리 후보자를 지명하였으나, 김용준은 각종 의혹으로 인하여 지명 5일 만에 사퇴하였다. 이후 2월 초에 정홍원을 국무총리로 지명하였고, 교육부장관에 서남수를 지명하는 등 6부 장관을 1차로 지명하였다. 이후 미래창조과학부장관에 김종훈, 보건복지부장관에 진영 등을 지명하는 등 11부 장관을 2차로 지명하였다. 그러나 김종훈 후보자, 김병관 후보자는 사퇴하였고, 정부조직법 개정 문제와 엮이면서 조각 과정은 크게 길어진다. 박근혜 대통령은 김병관 후보자 사퇴 이후 국방부 장관을 유임시키고, 최문기를 미래창조과학부장관 후보자로 지명한다. 4월 18일에 최문기, 윤진숙 두 장관에 대하여 임명장을 수여하면서 정부 출범 50여 일 만에 조각을 마쳤다.

#### 보각
9월 말 기초연금에 대한 자신의 의사가 관철되지 못했다는 이유를 들어 진영 복지부 장관이 사표를 제출하였다. 10월 26일 후임에 문형표를 지명하였다.
2014년 2월 6일 윤진숙 해양수산부 장관이 여수 기름유출 사고 현장에서 코를 막았다는 보도 및 후속 대응의 미흡으로 인하여 논란에 휩싸이자 전격적으로 경질되었다. 이후 6일 만에 이주영 새누리당 의원이 후임으로 지명되었다. 진영, 유정복 의원에 이은 여당 의원의 입각이다. 이주영은 3월 초 임명되었다.
3월 4일 유정복 안전행정부 장관이 인천광역시장 선거에 출마하기 위해 의원직 및 장관직을 사퇴하였다. 이후 3월 8일 강병규 전 행안부 2차관이 후임으로 지명되었다. 강병규는 국회 청문회를 거쳐 4월 초 임명되었다.

#### 총리 인선
2014년 5월 22일 사의를 표한 정홍원 국무총리의 후임으로 안대희 전 대법관이 지명되었으나, 과다 수임료 논란으로 사퇴하였다.
5월 30일 김관진 국방부 장관이 청와대 안보실장으로 영전하였고, 후임에 한민구가 내정되었다. 청문회를 거쳐 6월 30일 임명되었다.
6월 11일 문창극 전 중앙일보 주필이 국무총리로 지명되었으나 부적절한 교회 강연 발언 논란으로 인하여 사퇴하였다.

### 박근혜 정부 제2기 내각(제1차 개각)
6월 13일 박근혜 대통령은 정부 출범 이후 최초의 중폭 개각을 단행하였다. 교육부, 미래창조과학부 등 7개 부처의 장관이 경질되었다. 기획재정부 장관에는 최경환 새누리당 의원,  교육부 장관에는 김명수 전 교수가 내정되었다. 그러나 이후 국회 청문회, 언론 등에서 각종 의혹이 제기되어서 교육부 장관에 지명된 김명수 전 교수는 지명이 철회되었으며, 정성근 문체부 장관 후보자는 사퇴하였다. 7월 16일 5개 부처 장관에 대한 임명을 대통령이 재가하면서 2기 내각이 출범하였다.

#### 보각
7월 16일 박근혜 대통령은 김명수 교육부 장관 내정자에 대한 지명을 철회하고, 후임에 황우여 새누리당 의원을 내정하였다.
8월 3일 박근혜 대통령은 문화체육관광부 장관에 김종덕 홍익대학교 교수를 내정하였다.
11월 18일 정부조직법 개정에 따라, 박근혜 대통령은 국민안전처장관에 박인용 전 합동참모차장을, 인사혁신처장에 이근면 삼성 고문을, 공정거래위원회위원장에 정재찬 전 공정위 부위원장을 내정하였다.

#### 총리 지명
2015년 1월 23일 박근혜 대통령은 국무총리에 이완구 새누리당 원내대표를 지명하였다. 이완구는 애초 무난한 국회 인준이 예상되었으나, 각종 의혹이 제기되었다. 또한 언론에 대하여 부적절한 인식을 드러낸 발언을 한 것으로 인하여 야당인 새정치민주연합이 인준에 반대하였고, 국회 인준이 어려울 것으로 예상되었다. 이완구는 2월 중순 적은 표 차이로 간신히 국회 인준을 받았고, 2월 16일 국무총리에 임명되었다.

### 박근혜 정부 제3기 내각(제2차 개각)
박근혜 대통령은 2월 17일 취임 이후 2번째 소폭 개각을 단행하였다. 2월 16일 취임한 이완구 국무총리의 제청으로 이뤄진 개각에서는 통일부, 국토교통부, 금융위원회 등 4부 장관이 경질되었다. 이 개각에서는 여당 의원인 유일호, 유기준이 입각하였다.

#### 총리 사임
2015년 4월 9일 경향신문 등에 의해 제기된 이른바 성완종 파문으로 인하여 국무총리 이완구는 의혹에 휩싸이게 되었다. 4월 중순 열린 국회 대정부질문에서 이완구는 의원들의 질의에 대하여 계속 말을 바꾸어 답변하였고, 결국 거짓말 논란에 휩싸였다. 이로 인하여 이완구는 도덕성에 큰 타격을 받았다. 결국 이완구는 4월 20일 사의를 표하였고, 박근혜 대통령은 해외 순방 중에 이를 수용하였다. 이완구는 박근혜 대통령이 귀국한 이후인 4월 27일 사표가 수리되어 국무총리직에서 물러났다. 2월 취임으로부터 70일 만에 경질된 것으로서 사실상의 최단명 총리로 기록되었다.(사의 표명일인 4월 20일을 기준으로 하면 63일 만에 물러난 것으로서 기록상 최단명 총리이다)

#### 총리 지명
2015년 5월 22일 박근혜 대통령은 국무총리에 황교안 법무장관을 지명하였다.

### 박근혜 정부 제4기 내각(제3차 개각)
2016년 1월 박근혜 대통령은 중폭 개각을 단행했다.

### 박근혜 정부 제5기 내각(제4차 개각)
2016년 9월 박근혜 대통령은 소폭 개각을 단행했다.

### 황교안 권한대행 체제
대통령 권한대행은 내각구성권이 없기 때문에 변동은 없었다. 이후 내각이 그대로 문재인 정부에 이양된다.

## 정책 관련 논란

### 공공기관 낙하산 논란
민병두 민주당 의원의 분석에 따르면 2014년 3월 11일까지 박근혜 정부 출범 이후 공공기관 임원으로 선임된 친박근혜계 인사가 총 84개 기관에 114명인 것으로 나타났다.  민병두 의원이 작성한 친박인명사전에 따르면 87개 공공기관 인사 중 새누리당 출신이 55명(48.2%)으로 가장 많았고 대선캠프 출신이 40명, 대선지지 활동 단체 출신이 32명(중복 포함) 등 순이다. 친박 인사 중 기관장은 45명이었으며, 감사 15명, 이사(사외이사 포함) 57명으로 조사됐다. 공공기관에게 "뼈를 깎는 각오 개혁하라"고 압박하면서 뒤로는 낙하산 인사를 대거 내려 보낸다는 비판이 제기되었다.

### 주택임대소득 과세 방안에 대한 논란
2014년 6월 13일 박근혜 정부와 새누리당은 주택경기 부양을 위해 연간 임대소득 2000만원 이하 2주택자로 제한한 과세유예와 분리과세 혜택을 연간 2000만원 이하 모든 다주택자로 확대키로 했다. 또한 과세유예 기간도 종전 2년에서 3년으로 1년 더 연장하는 안을 내놨다. 게다가 이들에 대한 건보료도 직장 피부양자 자격을 유지하는 방식으로 부담을 덜어준다는 방침을 정했다. 하지만 이에 대해서는, "원칙도 실리도 없는" 정책, "세입자가 집주인 건강보험료를 내주는 나라"라는 등의 비판이 제기된다. 전세로 연간 2000만원을 벌기 위해서는 보증금 14억5000만원을 받아야 하고, 이를 주택가치로 환산하면 21억원(전국 평균 전세가율 68.5% 적용, 5월말 기준)이 넘는데, 정부 방안대로면 주택자산만 21억원에 달하는 다주택자도 3년간 임대소득에 대한 세금을 한푼도 내지 않아도 되는 것이다. 게다가 3년 후에는 분리과세 혜택을 받아 연간 최대 14만원가량의 세금만 내면 된다. 주택자산만 21억원에 달하는 다주택자가 세제혜택을 받는 것은 불합리하다는 비판이 제기된다. 또한 집을 몇 채 보유한 다주택자도 연간 임대소득이 2000만원을 넘지 않으면 자녀의 직장 피부양자 자격을 유지해 보험료를 안내도 된다는 게 당정의 구상인데, 이는 사실상 집주인의 건보료를 세입자가 대신 내주는 구조나 다름없다는 비판이 제기된다.

### 담뱃세 인상 논란
보건복지부는 9월 담배소비세를 현행 1550원에서 3318원으로 인상하여 2000원가량을 인상하는 담뱃세 인상계획을 발표하였다. 이 계획에서는 현행 2500원인 담뱃값이 4500원으로 오르게 된다. 복지부는 현행 담뱃갑이 2500원가량으로 다른 국가에 비하여 낮은 편이며, 성인 남성의 흡연률도 43. 7%가량으로 OECD 국가 중 대단히 높은 수준이어서 흡연률 인하를 위한 정책이 필요하다고 밝혔다. 문형표 보건복지부 장관은 '최고의 금연정책은 담뱃값 인상이라고 말했는데, 문 장관은 가격정책이 보건소 금연사업 등 다른 정책에 비해서 효과가 제일 크다고도 말했다. 담뱃세를 올려서 담배 가격을 올릴 경우 흡연률이 크게 떨어진다는 것이다.
이에 따라 정부는 국회에 담뱃세 인상 법안을 제출하였다. 새정치민주연합 등 야당은 담뱃세 인상에 대하여 '서민층이 주로 많이 흡연을 하고, 이들에게 세금 부담을 가하는 서민증세'이며 '정부가 세입 부족에 대하여 편법 증세를 하고 있다'고 반발하였다. 담뱃값 인상이 발표된 이후 흡연자들은 편의점에서 보루 단위로 담배를 구매하는 등 사재기를 하였다. 편의점 등도 미리 담배를 확보하려는 노력을 기울여 사재기 현상이 벌어짐에 따라 기획재정부는 담배 사재기를 금지하는 고시를 발표하였다.
담뱃세 인상은 이후 국회에서 여야간에 찬반 양론이 엇갈렸으나, 2014년 11월 말 이완구-우윤근 여야 원내대표가 예산안 및 예산부수법률안에 대하여 합의하면서 담뱃세 인상 법안에도 합의함에 따라 담뱃세 인상이 최종 확정되었다. 여야는 정부안대로 담뱃세를 2000원가량 인상하기로 합의하였고, 12월 2일 예산안과 동시에 의결하기로 하였다. 이에 따라서 일부 사재기 현상도 벌어지고 있다.

### 자율형사립고 논란
2013년 초 소위 '일반고 슬럼화' 현상이 사회 문제가 되었다. 자율형 사립고 출범 이후 우수 학생을 자율형 사립고가 확보함에 따라 이들이 일반고에 진학하지 않고, 학업성취가 낮은 학생이 일반고에 다수 진학함으로 인하여 일반고의 수준이 크게 낮아져서 수업 진행이 힘들 정도까지 된 것이다. 일반고 슬럼화 문제가 심각해지자, 교육부와 서울특별시교육청 등은 대책을 발표하였다. 교육부는 자사고의 신입생 선발권한을 제한하는 정책을 추진하였다. 서남수 교육부 장관은 자사고 신입생 지원에 있어서 중학교 내신 성적 50% 이내 조건을 폐지함으로써 일반고등학교의 슬럼화 현상을 막을 수 있다고 말하였다. 그러나 교육부의 자사고 학생선발권 폐지 추진정책은 자사고 학부모와 자사고의 반발로 인하여 추진되지는 않았다. 한편 서울특별시교육청은 '일반고 점프업' 정책을 추진하며 일반고의 교과교육 강화를 추진하였다.
2014년 6월 동시지방선거에서 소위 진보 교육감들이 다수 당선되었고, 이들은 자사고 폐지를 주요 공약으로 내세웠다. 특히 서울특별시교육감 조희연은 자사고 폐지를 핵심 공약으로 내세워서 강하게 추진하였다. 그는 '자사고가 우수 학생을 독식하고 있어서 자사고를 폐지해야 일반고가 살아날 수 있다'고 밝히며, 자사고 폐지를 추진하였는데 이에 대하여 자사고 학부모와 자사고의 반발이 강하게 일어났다. 조희연은 자사고 교장들과의 간담회를 가지는 등 설득을 위하여 노력하는 제스처를 취하며 자사고가 일반고로 전환할 시 1억원의 지원금을 교부하겠다는 계획을 밝히기도 했다. 설득 노력에도 불구하고 대부분의 자사고는 반발하였고, 조희연 교육감은 2014년 10월 전임 문용린 교육감이 실시한 자사고 평가를 재실시하여서 기준점수에 미달된 서울 경희고등학교, 세화고등학교, 중앙고등학교 등 8개 학교를 자사고 지정에서 해제하였다.
이에 대하여 교육부는 초중등교육법 시행령의 '자사고 지정 취소 시 교육부장관과 협의하여야 한다'는 규정을 들어서 자사고 지정의 최종 권한은 교육부 장관에게 있다고 밝혔고, 조희연 교육감이 시행한 자사고 지정 취소를 무효화했다. 따라서 경희고등학교 등의 8개 학교는 일단 자사고 지위를 유지하게 되었다. 조희연 교육감은 이에 대하여 '자사고 지정권은 교육감의 권한이고, 교육부장관은 '협의'의 대상이므로 자사고 지정권은 교육부장관에 있지 않다'며 대법원에 소송을 제기하였다.
교육부는 2014년 11월 말 초중등교육법 시행령을 개정하여서 '자사고 지정권한은 교육부 장관에게 있음'을 규정하였다.

## 관련 사건

### 국가정보원 댓글 사건
2013년 제기된 국가정보원의 댓글 사건에 대하여 2013년 6월 검찰은 전 국정원장 원세훈 등을 정치관여금지조항 위반 혐의 및 공직선거법 위반 혐의로 기소하였다. 이 사건은 2013년 6월부터 그해 8월까지 여야간의 극심한 대립을 불러왔다. 국정원 댓글사건에 대하여 국회는 2013년 8월 2차에 걸쳐 국정조사 청문회를 열었으며, 원세훈, 권은희 등을 증인으로 소환하였다. 박근혜 대통령은 2013년 8월 청와대에서 수석비서관 회의를 주재하면서 '저는 대선 과정에서 국정원으로부터 어떠한 도움도 받지 않았다'고 밝혔다.
서울지방법원 형사합의부(재판장 이범균)은 2014년 6월 김용판 전 청장이 수사 축소를 지시하였다고 주장한 권은희 전 경정(현 새정치민주연합 국회의원)의 진술에 신빙성이 없다고 판단하여 김용판 전 서울지방경찰청장에게 무죄를 선고하였다.
서울지방법원 형사합의부(재판장 이범균)은 2014년 9월 원세훈 전 원장에 대하여 정치관여 위반 혐의는 유죄, 공직선거법 위반 혐의는 무죄로 판단하여 징역 2년 6월에 집유 4년을 선고하였다.
서울고등법원은 2015년 2월, 원세훈 전 원장의 국정원법 위반과 공직선거법 위반 혐의를 모두 유죄로 인정하여, 징역 3년에 자격정지 3년을 선고하고 법정구속했다.
한편, 대법원은 2015년 1월, 김용판 전 청장의 무죄를 확정하였다.

### 남북정상회담 대화록 논란
대선 과정에서 제기된 2007년 남북정상회담의 'NLL 포기발언' 논란이 계속되자 6월 25일 국정원은 국가기밀인 남북정상회담 회의록 전문을 공개하였다. 회의록은 2급 기밀로 지정되어 있었으나, 국정원은 기밀등급을 공개 가능한 등급으로 변경하였고, 남재준 당시 국정원장의 지시에 따라 2013년 6월 25일 공개되었다.  이후 이른바 노무현 전 대통령의 NLL 발언에 대하여 여야는 극심한 정쟁을 벌였다. 문재인 민주당 의원은 대통령지정기록물을 열람해서 이 논란을 해결하여야 한다고 말하였다. 여야는 2013년 7월 노무현 전 대통령의 대통령지정기록물에서 NLL발언 관련 내용을 열람하기로 합의하였다. 이에 따라 재적의원 3분의 2 이상의 찬성으로 '2007년 제2차 남북정상회담 회의록, 녹음기록물 등 국가기록원 보관 자료 제출 요구안'이 국회를 통과하였고, 남북정상회담 관련 자료가 국회에 제출되었다. 그러나 국가기록원에 보관된 대통령지정기록물에는 정작 대화록이 존재하지 않았다. 이로 인하여 대화록 유실 공방이 여야간에 일어났다. 논란이 되었던 'NLL 포기발언'은 대화록에 명시적으로 없었던 것으로 밝혀졌다.
대화록 원본이 국가기록원 대통령기록관에 존재하지 않는 것과 관련하여서, 2007년 정상회담 대화록 초본을 폐기한, 이른바 "사초실종" 사건과 관련하여 대통령기록물 관리법 위반 등의 혐의로 백종천, 조명균 전 청와대 비서관이 기소되었다. 새누리당과 박근혜 대통령은 이 사건을 일컬어 사초실종 사건이라고 부르며 국기문란 사건으로 규정하기도 했다. 하지만 2015년 2월 6일, 법원은 이들 청와대 비서관들에 대해 모두 무죄를 선고하였다. 재판부는 “기록물 ‘생산’으로 보려면 결재권자가 내용을 승인해 공문서로 성립시키려는 의사가 있어야 한다”며 “이 사건 기록의 경우 노무현 전 대통령이 ‘승인’이 아닌 ‘재검토·수정’ 지시를 명백히 내리고 있으므로 대통령 기록물로 생산됐다고 볼 수 없다”고 봤다. 재판부는 “이 사건 회의록 파일처럼 최종적인 완성본 이전 단계의 초본들은 독립해 사용될 여지가 없을 뿐 아니라 완성된 파일과 혼동될 우려도 있어 속성상 폐기하는 것이 타당하다”고 밝혔다.

### 윤창중 대변인의 인턴 성추행

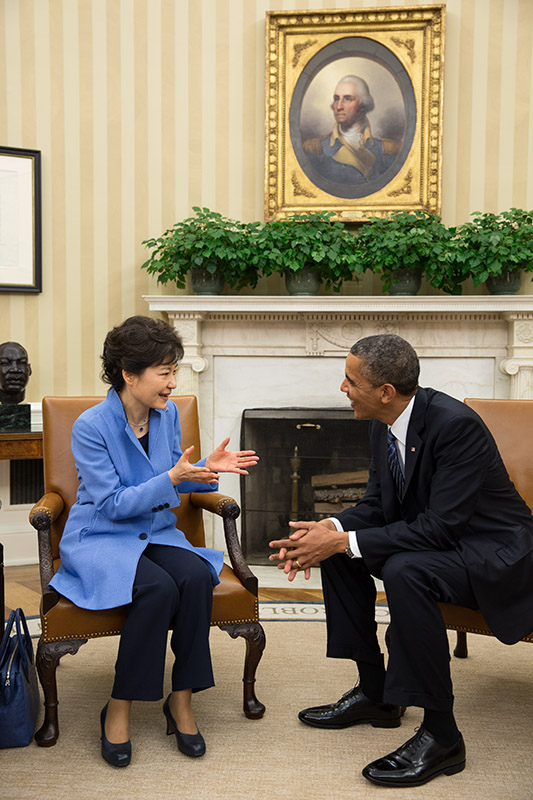
버락 오바마 미국 대통령과 회담하고 있는 박근혜

윤창중은 청와대 대변인이던 2013년 5월 5일 박근혜 대통령의 미국 방문길에 동행했다. 이 일정은 한국시간으로 5월 10일 오후까지 예정돼 있었다. 그런데 윤창중은 방미 일정 도중인 5월 9일 오전 11시(한국시간 5월 10일 새벽3시) 전격 경질됐다. 윤창중은 이미 전날인 5월 8일 13시 35분(한국시간 5월 9일 새벽 5시 35분) 댈러스 공항에서 한국으로 되돌아간 상황이었다.
윤창중이 방미 도중 한국으로 돌아간 이유는 인턴 통역관 성추행 논란 때문이었다. 5월 7일 저녁 윤창중은 주미 한국대사관에서 파견된 여성 인턴과 워싱턴 숙소 인근 호텔 바에서 술을 마셨다. 인턴 직원이 미국 경찰에 신고한 내용에 따르면, 이날 저녁 9시 30분 윤창중은 인턴 직원의 엉덩이를 움켜쥐었다. 또한 윤창중은 이튿날인 5월 8일 아침에 알몸 상태로 자신의 숙소에서 인턴 직원을 맞이한 것으로 알려졌다. 이후 이 인턴 직원은 워싱턴 한국문화원과 미국 경찰에 성추행 사실을 알렸다. 이 내용은 윤창중의 상관인 이남기 청와대 홍보수석에게까지 알려졌고, 윤창중은 5월 8일 13시 35분 한국으로 떠났다.
대한민국 청와대는 윤창중을 경질하면서 “불미스러운 일에 연루됨으로써 고위 공직자로서 부적절한 행동을 보이고 국가의 품위를 손상했다”고 밝혔다. 미국 경찰은 윤창중의 성추행 혐의를 수사중이다.
한국으로 돌아온 윤창중은 귀국한지 2일이 지난 5월 11일 기자회견을 열고 성추행 논란을 반박했다. 윤창중은 "여자 가이드의 허리를 툭 한 차례 치면서, 앞으로 잘해 미국에서 열심히 살고 성공해 이렇게 말을 하고 나온게 전부"라며 "미국의 문화를 잘 알지 못했다"고 말했다. 또한 윤창중은 자신이 야반도주하듯 한국에 온 것이 아니라 이남기 홍보수석의 지시에 의해 한국으로 돌아와 청와대 민정수석실의 조사를 받았다고 주장했다. 또한 5월 8일 아침에도 알몸 상태로 인턴 직원을 맞이한게 아니라 속옷차림으로 맞이한 것이라고 설명했다.
5월 11일 기자회견 이후 윤창중은 경기도 김포의 자택에서 칩거하고 있다. 윤창중의 기자회견 이후 청와대 측은 윤창중이 민정수석실 조사에서 자신이 인턴 직원의 엉덩이를 만졌으며, 알몸 상태로 인턴 직원을 맞이했다고 언론에 알렸다. 이에 윤창중은 기자들에게 청와대 조사내용이 사실과 다르다고 문자로 알렸다. 또한 청와대의 곽상도 민정수석은 청와대에서 윤창중의 귀국을 종용한 것 아니냐는 기자들의 질문에 "청와대의 귀국 지시가 있었다고 해도 국내법이나 미국법상으로 문제가 될 게 없다"고 답했다.
이후 이남기 홍보수석이 대국민 사과를 하였고, 허태열 청와대 비서실장이 재차 사과하였다. 윤창중은 직권면직되었으며, 윤창중의 상관인 홍보수석 이남기는 사퇴하였다.

### 서울시 공무원 간첩 조작 사건
2013년 국정원은 탈북 화교인 유우성 씨가 북한에 탈북자 정보를 제공했다고 주장했고 검찰은 이에 따라 유우성 씨를 기소했다. 그러나 진술이 강압에 의해 위조된 것이 드러난 데 이어 2014년 2월 13일 증거로 제출된 출입국 기록마저 조작된 것으로 드러나면서 서울고등법원은 무죄를 선고했고, 증거조작에 관여한 대공수사국 과장 등은 10월 28일 전원 유죄로 징역형을 선고받았다.

### 산케이 신문 기자에 대한 기소

#### 사건의 발단
2014년 7월 초 국회 운영위원회에 출석한 김기춘 비서실장은 세월호 침몰 당일 박근혜 대통령의 소재에 대한 야당의원의 질문에 모른다고 답했다. 최보식 <조선일보> 선임기자는 7월18일자에 ‘대통령을 둘러싼 풍문’이라는 칼럼을 써서 침몰 당일 박 대통령의 소재에 대해 의혹을 제기했다. 최 기자는 “대통령이 그날 모처에서 비선과 함께 있었다”면서 정윤회씨를 언급했다. 하지만 ‘박 대통령이 정윤회씨와 함께 있었다’는 의미 외에 ‘남녀관계’라는 어휘나 표현은 쓰지 않았다. 가토 다쓰야(당시 지국장)는 8월 3일 12시 산케이신문 온라인판에 ‘박근혜 대통령은 여객선 침몰 당일, 행방불명…누구와 만났을까?’라는 제목의 칼럼을 게재했는데, 최보식 기자의 칼럼을 주로 인용해 작성했다. 가토의 칼럼은 ‘국회 질의 - 박 대통령의 통치 스타일에 대한 촌평 - 조선일보 칼럼 인용 - 증권가 소식통 인용 - 다시 조선일보 칼럼 인용 - 촌평’의 흐름으로 구성돼 있다. 하지만 가토의 칼럼에는 박 대통령의 ‘사라진 7시간’에 대해 남녀관계를 언급한 부분이 있다. ‘증권가의 관계자에 의하면, 그것은 박 대통령과 남성의 관계에 관한 것이다. 상대는 대통령의 모체, 새누리당의 측근으로 당시는 유부남이었다고 한다’는 문장(<뉴스프로> 번역문)이다. 이 보도로 인해 가토 다쓰야 서울지국장은 검찰의 수사를 받게 되었다. 이에 대해 당사자는 물론 국제 언론계의 반발이 이어졌다. 일본 아사히 신문은 가토 지국장에 대한 검찰의 수사를 강하게 비판하는 사설을 썼으며, 세계 언론인들의 비정부 기구인 '국경없는 기자회'는 성명을 내 박근혜 정부를 비판하고 나섰다. 기자회는 "국가재난 시 대통령 일정에 대해 정확히 밝히지 못하는 것은 분명히 공공의 이익에 관한 문제”라며 “게다가 가토의 기사는 이미 온라인에 올라와 있던, 그리고 어떠한 고발의 대상도 되지 않았던 정보를 바탕으로 한 것”이라고 지적했다. 이어 기자회는 기자에 대한 이동 일부 제한을 해제하고 고소를 취하할 것을 요구했다.

#### 기소와 파장
2014년 10월 8일, 검찰은 가토 다쓰야 지국장을 정보통신망 이용촉진 및 정보보호에 관한 법률 위반 (명예훼손) 혐의로 불구속 기소했다. 이에 대해 산케이는 이날 구마사카 다카미쓰 사장 명의의 성명을 발표해, 기소 철회를 요구했다. 성명에서 산케이는“일본을 비롯한 민주주의 국가 각국이 헌법으로 보장하고 있는 언론의 자유에 대한 중대하고 명백한 침해”라고 주장했다. 사설에서는 "정권에 불편한 보도에 대해 공권력 행사로 대처하는 것은 마치 독재국가의 수법과 같다"고 비판했다. 이 사건은 일본의 모든 언론이 주요뉴스로 다루었으며, 정치적 성향을 떠나 일간지 대부분이 언론과 표현의 자유를 침해했다고 비판했다. 일본 정부의 관방장관 역시 보도의 자유와 한일관계 관점에서 유감이며, 국제사회의 상식에서 벗어났다는 논평을 내놨다. 미국 국무부 대변인도, 이 사건을 주목했으며 미국은 표현의 자유를 폭넓게 지지한다는 입장을 발표했다. 국내외 언론 거의 다 기소에 비판적이다. 아사히신문은 지난 10일 사설에서 “보도 내용이 마음에 들지 않는다고 정권이 힘으로 팔을 비트는 폭거”라고 비판했다. ‘국경 없는 기자회’와 ‘서울외신기자클럽’도 비판했다. <뉴욕 타임스> <월스트리트 저널> <가디언> <에이피> 등 주요 외신도 일제히 기소 사실을 길게 보도했다.

### 2014 인천 아시안게임 인공기 철거
2014년 9월, 인천 아시안게임을 앞두고 경기도 고양시에 참가국들의 국기 중 하나인 북한의 인공기가 내걸렸다가 보수단체의 항의로 철거되었다. 하지만 인공기를 내린 것은 아시아올림픽평의회(OCA) 규정 위반이라는 지적이 제기되었다. 규정 58조에 따르면 "모든 경기장 및 그 부근, 본부 호텔, 선수촌과 메인프레스 센터, 공항 등에는 OCA기와 참가 올림픽위원회(NOC) 회원들의 기가 게양되어야 한다"고 돼 있기 때문이다. 따라서 아시안게임이 열리는 고양종합운동장 앞 도로에 이번 대회 45개 참가국 중 하나인 북한의 국기를 게양한 것은 OCA 규정을 준수한 것이다. 앞서 2002년 부산 아시안게임과 2003년 대구 하계유니버시아드 때도 인공기가 거리에 내걸렸던 것처럼 종합 스포츠 대회를 여는 도시에서는 참가국들의 국기를 거리에 게양하는 것이 규정에 따른 관례라는 지적이다. 하지만 '인공기 논란'에 부담을 느낀 정부와 대회 조직위원회는 아예 경기장 인근 거리에 게양됐던 다른 나라 국기까지 모두 OCA 기 및 대회 엠블럼 기로 대체하기로 함으로써, 인천 등 대회 개최 도시 길거리에서는 아시안게임 참가국들의 국기를 볼 수 없게 됐다.

### 정윤회 문건 파동

#### 문건 파동
2014년 11월 말, 세계일보는 이른바 '정윤회 문건'을 보도하였다. 이 문건은 청와대 행정관이던 박관천 경정이 만든 것으로, 대통령의 비선 측근이라는 의혹이 제기된 정윤회 씨가 청와대 비서관들을 강남의 한 중식당에서 만나면서 국정에 개입하고 있다는 내용이다. 세계일보의 보도 이후 문건의 진위 여부, 문건의 유출 경로 등이 정국의 중심 현안으로 떠올랐다. 청와대는 문건 유출자로 박관천 경정을 지목하였다. 또한, 청와대에서 만들어진 문건이 일간지에 유출된 것은 '국기 문란' 사건이라 정의내리고 검찰에 수사를 의뢰하였다. 한편, 야당에서는 '비선 실세라는 정윤회 씨가 국정에 개입하였는지 여부'가 사건의 핵심이라 주장하면서 청와대를 비판하였다.
문건 유출 파동이 지속되는 도중, 정윤회는 중앙일보와의 인터뷰를 통해 자신은 국정에 개입한 적이 없으며, 박근혜 대통령과도 일체 연락한 적이 없다고 주장하였다. 한편, 박관천의 상관이었던 조응천 전 청와대 공직기강비서관은 '문건의 내용 중 60% 이상은 사실'이며, '청와대 이재만 총무비서관이 정윤회와 연락한 적이 있다'고 주장하였다. 한편 유진룡 前 문화체육부 장관은 문화체육부 체육국장 경질에 대하여 대통령의 지시가 있었다고 말했다. 이재만 비서관은 이에 대하여 2014년 초에 정윤회씨와 통화한 사실은 있다고 인정하였다. 서울중앙지검은 12월 4일 박관천 경정을 소환하였고, 12월 5일 조응천을 소환하여 조사하였다. 12월 10일에는 정윤회가 검찰에 출석하여 15시간가량 조사를 받았다. 12월 13일에 문건유출에 관여한 것으로 지목되어서 영장이 청구되었던 서울시경 정보분실 최모 경위가 자살하여서 수사에 차질이 빚어졌다.  최모 경위는 유서에서 자신은 청와대 문건 유출에 관여하지 않았고, 청와대 민정비서관실의 회유 의혹을 제기하였다. 민정비서관실은 이를 부인하였다. 12월 14일에는 청와대 이재만 총무비서관이 출석하여 조사를 받았고, 15일에는 대통령 동생 박지만씨가 서울중앙지검에 출석하여 조사를 받았다.
서울중앙지검은 12월 19일 박관천을 대통령기록물 유출 혐의 등으로 구속하였다. 박관천의 상관이었던 조응천에 대한 영장은 기각되었다. 2015년 1월 5일 서울중앙지검은 중간수사결과 발표에서 정윤회 씨가 국정에 개입하였다는 문건의 내용은 허위이며, 문건 유출 사건은 박관천, 조응천 2인이 벌인 자작극으로 결론내렸다. 또한, 문건 유출 혐의, 공무상 비밀누설 혐의 등으로 박관천, 조응천 등을 기소하였다.
청와대는 '몇 사람이 개인적으로 사심을 갖고 나라를 뒤흔든 있을 수 없는 일을 한 게 밝혀졌다"며 검찰 중간수사결과에 대해 다행이라고 반응하였고,  새누리당 이완구 원내대표는 '검찰 수사로 이제 문건파동은 끝내고 민생에 집중하자'고 말했다. 한편, 새정치연합 우윤근 원내대표는 제기된 의혹에 대하여 검찰이 제대로 수사하지 않았다고 주장하였다. 또한, 검찰 수사 결과를 믿을 수 없다며 특별검사 도입을 요구하였다.

#### 김영한 민정수석비서관 사퇴 파동
1월 9일 국회 운영위원회는 김기춘 청와대 비서실장, 김영한 청와대 민정수석, 이재만 총무비서관 등을 출석시켜 이른바 '정윤회 문건 파동'에 대하여 질의하기로 하였다. 그런데 1월 9일 오전 김영한은 민정수석의 직무상 국회에 출석할 수 없으며, 또한 지난 25년간 민정수석이 국회에 출석한 적은 없었다는 이유를 들어서 국회 출석을 거부하였다. 여야는 이후 간사합의를 거쳐 김영한에게 출석을 요구하였고, 김기춘 비서실장도 출석을 지시하였다. 그러나 김영한은 출석을 거부하면서 사의를 표명하였다. 이에 대하여 새누리당과 새정치연합 모두 강하게 비판하였고, 김기춘 비서실장도 '지시에 따르지 않은 김영한 민정수석에 대하여 임명권자인 대통령에게 해임을 건의하겠다'고 말하였다. 새정치연합 등은 '민정수석의 국회 출석은 25년간 4회 있었다'면서 민정수석이 국회에 출석할 수 없다는 주장은 받아들일 수 없고, 청와대의 공직기강이 국회에서 생중계되었다고 주장하였다. 다음날인 1월 10일, 박근혜 대통령은 김영한 민정수석을 면직하였다.
1월 12일 신년기자회견에서 박근혜 대통령은 김영한 수석 사퇴 파동과 관련하여서 '언론에서 지적하는 항명은 아니며, 본인이 '민정수석의 국회 불출석 관례'를 무너뜨리지 않기 위해 사퇴한 것'이라고 말하였다. 또한, '그렇지만 (김영한 수석이)국회에 출석하는게 바람직할 것이었다'고도 말했다.

### 혁신가 조조론 유행
중국 문화 혁명 시기에 마오쩌둥이 조조를 혁신가로 지목하며 널리 알렸었는데, 국내에 혁신 분야에서 최근 떠오르기 시작하는 대세로 2017년까지 거의 2년 가까이 크게 유행하였다. 일본에서 유명하였던 조조의 대학살이 점차 국내에도 알려지기 시작하며 혁신가라던 흐름이 국내에서 점차 수그러들기 시작하였던 것이다.

## 기타

### 명칭
한때 공식 명칭으로 '민생정부', '국민행복정부' 등이 제안되기도 하였으나, 별명없이 실명을 그대로 쓴 ‘박근혜 정부’라 하기로 했다. 20년 넘게 유지된 헌법 테두리 안에서 정권마다 별칭이 생기는 것은 헌법 정신에 어긋난다는 이유로, 헌법 정신 존중을 강조하기 위한 의도였다.
박근헤 정부라는 명칭에 대해서 '박근혜 정부'로 띄어쓰기를 해야 하는지 아니면 ‘박근혜정부’로 이어적기를 해야 하는지 논란이 있다. 청와대에서는 국립국어원의 감수를 받았다면서 ‘박근혜정부’는 고유명사이기 때문에 붙여 써야 한다고 밝혔지만, 국어 맞춤법 규정 제49항 ‘성명 이외의 고유 명사는 단어별로 띄어 씀을 원칙으로 하되, 단위별로 띄어 쓸 수 있다.’에 위배된다는 문제 제기가 있었다.

### 지지율
리얼미터와 한국갤럽의 주간 대통령 국정지지도 설문조사에 의하면, 박근혜 정부의 최고 지지율은 67.0%, 최저 지지율은 4.0% (한국갤럽)이다. 최고 지지율인 67%는 2013년 9월 1~2주에 집계된 것으로, 당시 전두환과 노태우의 두 전직 대통령이 추징금을 전액 납부하겠다고 발표한 시기였다. 최저 지지율은 2016년 11월 4주부터 12월 1주 사이에 집계된 것으로, 박근혜-최순실 게이트 파문이 걷잡을 수 없이 확산되는 가운데 최순실이 귀국해 조사를 받고 청와대가 총리 개각을 단행한 시기였다. 이 4.0%는 한국갤럽이 조사한 역대 대통령 지지율 중에서 최저치로, 1997년 4분기 IMF 외환위기를 맞은 김영삼 정부의 국정 지지도인 6.0%를 경신한 것이다.
박근혜 대통령 탄핵 이후 리얼미터와 한국갤럽 등은 박근혜 대통령 국정지지율 조사를 중단하여 리얼미터의 경우 2016년 12월 1주 조사(12월 4~9일 실시), 한국갤럽은 12월 2주 조사(12월 6~8일 실시)가 마지막 조사가 되었다. 그 후 한국갤럽의 경우 2017년 1월 1주차에 황교안 권한대행 직무수행 지지율을 조사하였다.

## 평가

### 긍정적 평가

#### 창조 경제의 국제적 홍보
박근혜 대통령은 2014년 첫 해외 순방으로 인도, 스위스를 순방했으며 스위스 다보스 포럼 개막 연설에서 창조 경제를 소개하고 한반도 통일의 중요성을 알렸다.
이에 40여 개국 정상과 글로벌 기업 수장들이 한자리에 모인 다보스 포럼 개막 연설에서 박근혜 대통령이 대한민국의 창조 경제 실천 방안을 상세히 소개함으로써 세계 경제의 새로운 혁신 전략을 제시했다고 KBS는 주장했다.
또한 KBS는 한반도 통일이 경제와 투자 측면에서 큰 이익이라는 점을 강조해 관련국들의 공감대를 유도한 것도 순방의 성과로 꼽았다.

#### 민주당의 대북정책 평가
민주당은 박근혜 정부의 비핵화와 연계 없는 선(先) 대북지원 추진 방침에 대해 긍정적인 평가를 내렸다.
박용진 민주통합당 대변인은 2013년 12월 27일 오후 국회 정론관 브리핑에서 "최근 박 대통령 주재로 청와대에서 열린 2013년도 업무보고에서 외교부와 통일부는 비핵화 연계없는 선 대북지원 추진 등이 보고되었다고 한다"며 "취임 한 달 온갖 국정 난맥상을 보이고 있는 박근혜 정부이지만 대북문제와 관련해 일관된 자세에 대해서는 응원의 말씀을 드린다"고 밝혔다.
문병호 비상대책위원도 이날 비대위회의에서 "천안함 3주기 추모사에서 박 대통령은 '북한은 핵무기와 미사일, 도발과 위협을 내려놓고 국제사회의 책임 있는 일원으로 변해야 한다. 북한은 도발을 즉각 중단하고 한반도 평화와 번영의 선순환의 길을 선택해야 한다'고 했다"며 "차분하고 적절한 수위의 발언이었다고 생각한다"고 밝혔다.

#### 대북정책에 대한 여론 조사
중앙일보가 지난 17일 전국 성인 남녀 900명을 대상으로 실시한 조사 결과에 따르면, 박 대통령의 안보위기 대응에 대한 긍정적 평가는 60.9%(매우 잘 관리하고 있다 9.6%, 잘 관리하고 있는 편이다 51.3%)였다. 반면, 부정적 평가는 33.7%(잘 관리하지 못하고 있는 편이다 27.6%, 전혀 관리하지 못하고 있다 6.1%)였다. '모름·무응답'은 5.4%로 집계됐다. 북한에 의해 일방적으로 중단된 개성공단 사업과 관련해선 '지속해야 한다'는 의견이 57.1%로 '중단해야 한다'(39.3%)보다 높았다. 그러나 향후 북한에 대한 경제적 지원 문제와 관련해선 '줄이거나'(30.2%), '전혀 하지 말아야 한다'(26.6%)는 등의 부정적 견해가 다수를 차지했다. '현재 수준을 유지해야 한다'는 응답은 30.8%였다.
한편, 박근혜 정부의 통일 대박론과 관련하여 61.9%가 공감하면서 이를 위하여 남북 교류 확대가 가장 필요하다고 응답하였다.

#### 대일정책에 대한 여론 조사
서울신문의 여론조사에 따르면 대한민국 국민 응답자(500명)의 50.3%는 박 대통령의 대일정책을 긍정적으로 평가했다. 보통이라고 한 응답은 19.7%, 부정적으로 평가한 응답은 30.1%였다.
한편 다른 나라와의 친밀도에 대해 질문한 결과 한국 국민은 일본이 ▲미국(54%)▲한국(10%)▲중국(9%)▲북한(7%) 순으로 친밀하게 지낸다고 답했고, 일본 국민은 한국이 ▲중국(32%)▲미국(27%)▲북한(4%)▲일본(2%) 순으로 친밀하게 지낸다고 답했다.
한국 국민은 일본과 미국이 가깝다고 보고, 일본 국민은 한국이 중국과 가깝다고 본 것이다. 일본 응답자들은 심지어 북한보다도 일본이 한국과 멀다고 응답, 한국과 일본이 동북아에서 가장 친밀하다고 본 한국 응답자들과 대조적이었다.

#### 대중정책에 대한 중국의 평가
중화인민공화국 외교부가 2014년 1월 6일, 박근혜 대통령이 신년 내외신 기자회견에서 "한중 관계는 과거 어느 때보다 긴밀한 협력관계"라고 말한 것에 대해 "박 대통령의 관련 발언을 높이 평가한다"고 밝혔다.

화춘잉 중국 외교부 대변인은 정례브리핑에서 "우리는 박 대통령이 지난해 6월 중국을 국빈방문해 중국 측으로부터 뜨겁고 우호적인 환영을 받은 것을 기억한다"며 "박 대통령 역시 중국 인민들에게 매우 좋고 깊은 인상을 남겼다"며 이 같이 말하였다.

### 부정적 평가

#### '수구 반동' 논란
박근혜 정부가 들어서면서 수구, 반동세력의 목소리가 커지고 있으며 박근혜 대통령이 수구주의자에 가까운 행태를 보이고 있다는 우려가 제기되고 있다고 경항신문의 백철 기자는 주장했다. "아버지 대통령 각하", "유신시대가 더 좋았다", "박정희 독재는 매우 실용적"이라는 등의 발언들, 제2의 새마을운동, 박정희 관련 인사 중용, 전교조 법외노조화, 40년 만에 등장한 내란음모 사건, 인혁당 보상금 반환소송, 경제민주화·기초연금 후퇴 등이 그 사례로 언급된다고 그는 지적했다.
박정희 시대에 비판적인 학자들은 박근혜 대통령이 강조한 새마을운동에 대해서도 근면은 노동착취, 자조는 복지축소, 협동은 총화단결을 의미하는 것으로, 반동주의 세력의 원칙이 압축적으로 담겨 있다는 평가를 하였다. 그들은 인혁당 사건 배상금에 대한 일부 반환 판결에 대해, 해당 사건을 맡은 변호사는, 이명박 정부에서는 정부의 소송 움직임이 없었지만 박근혜 정부 시기에는 과거 회귀 공세의 일환으로 소송이 시작된 것으로 보인다는 의견을 제시하였다.
김덕진 천주교 인권위 사무국장은 용산참사 책임자인 김석기 전 서울경찰청장을 다시 공항공사 사장에 임명하는 것을 보고 인권이나 서민들의 정서에는 크게 신경쓰지 않는다는 느낌을 받았다고 말했다.
이나미 방송통신대 연구교수는 전교조의 법외노조화로 단체협약이 파기되면 1년에 15만원씩 지급되던 학급운영비가 크게 감소할 수 있는데, 학급운영비를 어떻게 활용하느냐에 따라 학생들의 수업 참여 정도가 달라질 수 있다는 우려를 제기하였다. 이나미 교수는 박근혜 정부의 이념적인 색채가 강해지면 역풍이 불 수도 있다는 의견 또한 제기하였다. 그에 따르면 박정희 시대를 경험했지만 합리적인 사고가 가능한 사람들을 중심으로 '박정희 미화가 지나친 것 아니냐'는 의견이 슬슬 나오고 있다는 것이다. 그리고 이나미 교수는 역사를 되돌아보면 반동적 원칙만을 고수해온 집단은 결국 역사 속에서 사라졌다고 주장했다.
홍문종 새누리당 사무총장은 실제로 20년 더 집권해야 한다는 발언을 한 적이 있다. 그에 따라 경향신문 백철 기자는 이러한 정부와 수구세력의 우경화의 종착지는 장기집권일 것으로 보았다.

#### 정치학계의 평가
2014년 1월 22일 있었던 정치학계의 세미나에서, 강원택 서울대 교수는 박근혜 정부 첫 1년에 대해 제왕적 대통령제의 특성을 보여준 한 해였다고 평가했다. 그는 박근혜 대통령은 정치 지도자가 아닌 통치자로만 자리매김하는 듯 보였다면서 집권당은 소외됐고, 청와대와 내각은 자율성을 갖지 못한 채 지시를 수행하는 도구적 모습이었다고 지적했다. 또한 2012년 대선 당시 온건·중도적 입장을 보인 박근혜 후보가 집권 뒤엔 김종인 전 경제수석과 안대희 전 대법관 등 개혁 성향의 인사들 대신 관료나 군 출신을 중용한 사실을 지적하며 정치적 책임성이 약화되었다고 평가했다. 한편 박 대통령의 집권 1년간 정부가 제출한 법안의 가결률은 49%로 노무현 전 대통령(69.2%)보다는 낮지만 이명박 전 대통령(30.4%)보다는 높았다는 점에서 그렇게 부정적이지 않다는 평가도 나왔다. 박근혜 정부의 사회복지정책 1년을 평가한 강병익 용인대 교수는 “박근혜 정부가 ‘비정상의 정상화’를 너무 부각시킨 결과 노조와 대결주의를 택한 지난 정부의 ‘비정상’을 되풀이할 가능성이 크다면서, 사회적 파트너십에 대한 인식을 전환해야 한다고 말했다. 외교정책을 평가한 배병인 국민대 교수는 박근혜 정부가 내건 ‘신뢰 외교’는 북한의 변화를 전제로 하는 수동적·쌍무적 개념에 묶여 있고, 야당의 동의를 끌어내려는 노력도 부족해 소모적이고 비생산적인 결과를 낳을 우려가 있다고 평가했다.

#### 합리적 보수 정치 기대 저버렸다는 평가
경향신문이 주최한 대담에서 윤평중 교수는, 박근혜 후보의 개인적 매력과 카리스마와 함께 문재인 후보에 비해 시대정신을 훨씬 효과적으로 선점한 것이 승리 요인이었다고 보았다. 하지만 이상돈, 윤평중 교수는, 집권 이후의 국정운영은 합리적 보수에 대한 기대를 저버렸다고 평가했다. 이 교수는 박근혜 정부의 국정운영이 자신의 합리적이고 진정한 보수 정치에 대한 기대와는 전혀 달랐다고 평가했으며, 윤 교수는, 경제민주화와 복지확대 공약이 대폭 후퇴하였으며, 국정원 대선개입 문제가 불거지면서 냉전반공주의가 되살아났다고 보았다. 국정원 대선개입 문제에 대한 대처에 대해서도 비판적 평가가 나왔다. 이 교수는, 박근혜 대통령은 법의 판단에 맡기겠다고만 하지만, 그 이면에서 자꾸 수사를 방해한다는 의심을 사고 있다면서, 그것이 대다수 국민들이 신뢰를 하지 못하고 있는 이유라고 지적했다. 정부가 이 문제가 부각되는 것을 막기 위해 자꾸 무리수를 둔다는 생각을 국민들이 하고 있으며, 이렇게 가다보면 정권 전체의 도덕성과 정당성에 상당히 좋지 않은데, 박근혜 대통령이 스스로 변하지 않을 것 같다는 것이 문제라는 것이다. 윤 교수 역시 임기 첫 해에 한 일이 없다면서, 이를 빠져나가기 위해 채택한 게 안보정치인데 이는 한국 정치의 퇴행이라고 평가했다. 불통 논란에 대해, 이 교수는 박근혜 대통령의 불통은 대통령 개인의 불통이 아니라, 정부의 불통이라면서, 이는 한마디로 사상의 자유로운 시장에서 내세울 자신들의 주장에 자신이 없다는 것이며, 이것은 대통령 개인의 문제가 아니라 정부 정책에 자신이 없다는 것을 보여주는 하나의 증거라고 보았다. 윤 교수는 공공성에 대한 해석과 실천을 대통령 혼자 독점하려 한다는 것이 문제라면서, 대표적인 예로 인사 문제를 들었다. 박근혜 대통령은 국민이 원하는 인물이 아니라 자기가 원하는 인물을 뽑는데, 그 인물들이 국민이 원하는 인물들이 아니었다는 것이다. 극우화에 대한 우려도 제기되었다. 이 교수는, 박 대통령이 집권 이후 지지 기반을 중원에서 오른쪽으로 밀고 가면서 정상적인 목소리가 묻히고 있다고 평가했고, 윤 교수는, 극우가 실권을 장악하면 정치 자체가 전쟁화되는데, 지난 1년 간 이런 전쟁 정치의 단계적 흐름이 굉장히 강력했다고 평가했다.

#### 무능하다는 평가
2014년의 세월호 사건과 2015년의 메르스 사태를 겪으면서 박근혜 정권이 무능하다는 평가가 많아졌다. 취임 직후부터 이어진 인사파동이 끝을 보이지 않으며, 국민의 생명과 안전을 지키지도 못하고 있다는 것이다. 정권 출범 초기 대탕평이니 대화합이니 요란하게 떠들어대더니 지난 2년 동안 사회적 간극은 더 커지기만 했고 경제민주화니 소득주도성장이니 하는 화려한 구호를 내걸었지만 이루어 놓은 것은 아무 것도 없으며, 최고 책임자인 대통령이 진솔하게 자기 반성을 하는 기색을 보이지도 않는다면서, "박근혜 정부를 한 마디로 말하라면 머리에 떠오르는 것은 단연 ‘무능’"이라는 비판도 있다. 메르스에 대한 정부의 무능한 대응이 대두되는 상황에서 박근혜 대통령을 옹호하던 극우 성향의 일베에도 일부 회원이 박 대통령에게 등을 돌리는 모습도 나타났다. 박근혜 대통령이 정치를 너무 못해서 일베충(일베 회원들이 스스로를 벌레에 빗대 가리키는 말)들 입지 곤란하게 만듦”, “사실 까놓고 뭐 제대로 하는 게 있냐”는 내용의 글이 올라오기도 했다.

## 주요 사건
| 2013년 - 박근혜 정부 출범 - 개성공업지구 북측 근로자 철수 - 전두환 추징금 그림 190여점 환수 - 자선단체 호화 사무실 논란 - 영도대교 도개교 재개통 2014년 - 통합진보당 이석기 전 의원 유죄 선고 - 세월호 침몰 사고 - 교황 프란치스코 방한 - 2014 브라질 월드컵 개최 - MBC 문화방송 상암동 이전 - 2014 인천 아시안게임 개최 - 통합진보당 해산 2015년 - 간통죄 위헌 판결 - 리퍼트 주한 미국 대사 피습 - 광주 하계 유니버시아드 개최 - 메르스 국내 범유행 - DMZ 서부전선 지뢰도발 - 김영삼 전 대통령 서거 - 우편번호 개편 | 2016년 - 개성공업지구 남측 인원 추방 - 이세돌 9단과 알파고의 바둑대결 - 대한민국 제20대 국회의원 선거 - 브라질 올림픽 개최 - 소설가 한강 맨부커 수상 - 국정농단 사건 등 최순실씨 국정 민간개입 사건 발생 - 박근혜 대통령 탄핵 소추사건 - SR 수서고속철도 영업 개시 2017년 - 주한미군 사드 배치 - 박근혜 대통령 탄핵 과 함께 새 정부 출범 및 60일 이내 보궐 대선 - 조기 (보궐) 대선 - 9년만의 정권 교체 민주당 후보 대선 당선 - 대한민국 제19대 대통령 선거 - 문재인 정부 출범 |

## 같이 보기
- 통일항아리
- 대장동 개발 사업 논란
- 세월호 침몰사고
- 박정희 정부#을사조약과 한일병합조약을 무효로 인정하는 한일기본조약 체결
- 이세돌 알파고
- 대한민국의 역대 대통령
- 대한민국 제18대 대통령 선거
- 대한민국 제20대 국회의원 선거
- 대한민국 제6공화국
- 새누리당
- 자유한국당